# 1935
Portal Geschichte | Portal Biografien | Aktuelle Ereignisse | Jahreskalender | Tagesartikel

◄ |
19. Jahrhundert |
20. Jahrhundert
| 21. Jahrhundert

◄ |
1900er |
1910er |
1920er |
1930er
| 1940er | 1950er | 1960er | ►

◄◄ |
◄ |
1931 |
1932 |
1933 |
1934 |
1935
| 1936 | 1937 | 1938 | 1939 | ► | ►►
Staatsoberhäupter · Wahlen · Nekrolog · Kunstjahr · Literaturjahr · Musikjahr · Filmjahr · Rundfunkjahr · Sportjahr
| Januar | Januar | Januar | Januar | Januar | Januar | Januar | Januar |
| Kw     | Mo     | Di     | Mi     | Do     | Fr     | Sa     | So     |
| ------ | ------ | ------ | ------ | ------ | ------ | ------ | ------ |
| 1      |        | 1      | 2      | 3      | 4      | 5      | 6      |
| 2      | 7      | 8      | 9      | 10     | 11     | 12     | 13     |
| 3      | 14     | 15     | 16     | 17     | 18     | 19     | 20     |
| 4      | 21     | 22     | 23     | 24     | 25     | 26     | 27     |
| 5      | 28     | 29     | 30     | 31     |        |        |        |

| Februar | Februar | Februar | Februar | Februar | Februar | Februar | Februar |
| Kw      | Mo      | Di      | Mi      | Do      | Fr      | Sa      | So      |
| ------- | ------- | ------- | ------- | ------- | ------- | ------- | ------- |
| 5       |         |         |         |         | 1       | 2       | 3       |
| 6       | 4       | 5       | 6       | 7       | 8       | 9       | 10      |
| 7       | 11      | 12      | 13      | 14      | 15      | 16      | 17      |
| 8       | 18      | 19      | 20      | 21      | 22      | 23      | 24      |
| 9       | 25      | 26      | 27      | 28      |         |         |         |

| März | März | März | März | März | März | März | März |
| Kw   | Mo   | Di   | Mi   | Do   | Fr   | Sa   | So   |
| ---- | ---- | ---- | ---- | ---- | ---- | ---- | ---- |
| 9    |      |      |      |      | 1    | 2    | 3    |
| 10   | 4    | 5    | 6    | 7    | 8    | 9    | 10   |
| 11   | 11   | 12   | 13   | 14   | 15   | 16   | 17   |
| 12   | 18   | 19   | 20   | 21   | 22   | 23   | 24   |
| 13   | 25   | 26   | 27   | 28   | 29   | 30   | 31   |

| April | April | April | April | April | April | April | April |
| Kw    | Mo    | Di    | Mi    | Do    | Fr    | Sa    | So    |
| ----- | ----- | ----- | ----- | ----- | ----- | ----- | ----- |
| 14    | 1     | 2     | 3     | 4     | 5     | 6     | 7     |
| 15    | 8     | 9     | 10    | 11    | 12    | 13    | 14    |
| 16    | 15    | 16    | 17    | 18    | 19    | 20    | 21    |
| 17    | 22    | 23    | 24    | 25    | 26    | 27    | 28    |
| 18    | 29    | 30    |       |       |       |       |       |

| Mai | Mai | Mai | Mai | Mai | Mai | Mai | Mai |
| Kw  | Mo  | Di  | Mi  | Do  | Fr  | Sa  | So  |
| 18  |     |     | 1   | 2   | 3   | 4   | 5   |
| 19  | 6   | 7   | 8   | 9   | 10  | 11  | 12  |
| 20  | 13  | 14  | 15  | 16  | 17  | 18  | 19  |
| 21  | 20  | 21  | 22  | 23  | 24  | 25  | 26  |
| 22  | 27  | 28  | 29  | 30  | 31  |     |     |
| --- | --- | --- | --- | --- | --- | --- | --- |

| Juni | Juni | Juni | Juni | Juni | Juni | Juni | Juni |
| Kw   | Mo   | Di   | Mi   | Do   | Fr   | Sa   | So   |
| ---- | ---- | ---- | ---- | ---- | ---- | ---- | ---- |
| 22   |      |      |      |      |      | 1    | 2    |
| 23   | 3    | 4    | 5    | 6    | 7    | 8    | 9    |
| 24   | 10   | 11   | 12   | 13   | 14   | 15   | 16   |
| 25   | 17   | 18   | 19   | 20   | 21   | 22   | 23   |
| 26   | 24   | 25   | 26   | 27   | 28   | 29   | 30   |

| Juli | Juli | Juli | Juli | Juli | Juli | Juli | Juli |
| Kw   | Mo   | Di   | Mi   | Do   | Fr   | Sa   | So   |
| ---- | ---- | ---- | ---- | ---- | ---- | ---- | ---- |
| 27   | 1    | 2    | 3    | 4    | 5    | 6    | 7    |
| 28   | 8    | 9    | 10   | 11   | 12   | 13   | 14   |
| 29   | 15   | 16   | 17   | 18   | 19   | 20   | 21   |
| 30   | 22   | 23   | 24   | 25   | 26   | 27   | 28   |
| 31   | 29   | 30   | 31   |      |      |      |      |

| August | August | August | August | August | August | August | August |
| Kw     | Mo     | Di     | Mi     | Do     | Fr     | Sa     | So     |
| ------ | ------ | ------ | ------ | ------ | ------ | ------ | ------ |
| 31     |        |        |        | 1      | 2      | 3      | 4      |
| 32     | 5      | 6      | 7      | 8      | 9      | 10     | 11     |
| 33     | 12     | 13     | 14     | 15     | 16     | 17     | 18     |
| 34     | 19     | 20     | 21     | 22     | 23     | 24     | 25     |
| 35     | 26     | 27     | 28     | 29     | 30     | 31     |        |

| September | September | September | September | September | September | September | September |
| Kw        | Mo        | Di        | Mi        | Do        | Fr        | Sa        | So        |
| --------- | --------- | --------- | --------- | --------- | --------- | --------- | --------- |
| 35        |           |           |           |           |           |           | 1         |
| 36        | 2         | 3         | 4         | 5         | 6         | 7         | 8         |
| 37        | 9         | 10        | 11        | 12        | 13        | 14        | 15        |
| 38        | 16        | 17        | 18        | 19        | 20        | 21        | 22        |
| 39        | 23        | 24        | 25        | 26        | 27        | 28        | 29        |
| 40        | 30        |           |           |           |           |           |           |

| Oktober | Oktober | Oktober | Oktober | Oktober | Oktober | Oktober | Oktober |
| Kw      | Mo      | Di      | Mi      | Do      | Fr      | Sa      | So      |
| ------- | ------- | ------- | ------- | ------- | ------- | ------- | ------- |
| 40      |         | 1       | 2       | 3       | 4       | 5       | 6       |
| 41      | 7       | 8       | 9       | 10      | 11      | 12      | 13      |
| 42      | 14      | 15      | 16      | 17      | 18      | 19      | 20      |
| 43      | 21      | 22      | 23      | 24      | 25      | 26      | 27      |
| 44      | 28      | 29      | 30      | 31      |         |         |         |

| November | November | November | November | November | November | November | November |
| Kw       | Mo       | Di       | Mi       | Do       | Fr       | Sa       | So       |
| -------- | -------- | -------- | -------- | -------- | -------- | -------- | -------- |
| 44       |          |          |          |          | 1        | 2        | 3        |
| 45       | 4        | 5        | 6        | 7        | 8        | 9        | 10       |
| 46       | 11       | 12       | 13       | 14       | 15       | 16       | 17       |
| 47       | 18       | 19       | 20       | 21       | 22       | 23       | 24       |
| 48       | 25       | 26       | 27       | 28       | 29       | 30       |          |

| Dezember | Dezember | Dezember | Dezember | Dezember | Dezember | Dezember | Dezember |
| Kw       | Mo       | Di       | Mi       | Do       | Fr       | Sa       | So       |
| -------- | -------- | -------- | -------- | -------- | -------- | -------- | -------- |
| 48       |          |          |          |          |          |          | 1        |
| 49       | 2        | 3        | 4        | 5        | 6        | 7        | 8        |
| 50       | 9        | 10       | 11       | 12       | 13       | 14       | 15       |
| 51       | 16       | 17       | 18       | 19       | 20       | 21       | 22       |
| 52       | 23       | 24       | 25       | 26       | 27       | 28       | 29       |
| 1        | 30       | 31       |          |          |          |          |          |

| Januar | Januar | Januar | Januar | Januar | Januar | Januar | Januar |
| Kw     | Mo     | Di     | Mi     | Do     | Fr     | Sa     | So     |
| ------ | ------ | ------ | ------ | ------ | ------ | ------ | ------ |
| 1      |        | 1      | 2      | 3      | 4      | 5      | 6      |
| 2      | 7      | 8      | 9      | 10     | 11     | 12     | 13     |
| 3      | 14     | 15     | 16     | 17     | 18     | 19     | 20     |
| 4      | 21     | 22     | 23     | 24     | 25     | 26     | 27     |
| 5      | 28     | 29     | 30     | 31     |        |        |        |

| Februar | Februar | Februar | Februar | Februar | Februar | Februar | Februar |
| Kw      | Mo      | Di      | Mi      | Do      | Fr      | Sa      | So      |
| ------- | ------- | ------- | ------- | ------- | ------- | ------- | ------- |
| 5       |         |         |         |         | 1       | 2       | 3       |
| 6       | 4       | 5       | 6       | 7       | 8       | 9       | 10      |
| 7       | 11      | 12      | 13      | 14      | 15      | 16      | 17      |
| 8       | 18      | 19      | 20      | 21      | 22      | 23      | 24      |
| 9       | 25      | 26      | 27      | 28      |         |         |         |

| März | März | März | März | März | März | März | März |
| Kw   | Mo   | Di   | Mi   | Do   | Fr   | Sa   | So   |
| ---- | ---- | ---- | ---- | ---- | ---- | ---- | ---- |
| 9    |      |      |      |      | 1    | 2    | 3    |
| 10   | 4    | 5    | 6    | 7    | 8    | 9    | 10   |
| 11   | 11   | 12   | 13   | 14   | 15   | 16   | 17   |
| 12   | 18   | 19   | 20   | 21   | 22   | 23   | 24   |
| 13   | 25   | 26   | 27   | 28   | 29   | 30   | 31   |

| April | April | April | April | April | April | April | April |
| Kw    | Mo    | Di    | Mi    | Do    | Fr    | Sa    | So    |
| ----- | ----- | ----- | ----- | ----- | ----- | ----- | ----- |
| 14    | 1     | 2     | 3     | 4     | 5     | 6     | 7     |
| 15    | 8     | 9     | 10    | 11    | 12    | 13    | 14    |
| 16    | 15    | 16    | 17    | 18    | 19    | 20    | 21    |
| 17    | 22    | 23    | 24    | 25    | 26    | 27    | 28    |
| 18    | 29    | 30    |       |       |       |       |       |

| Mai | Mai | Mai | Mai | Mai | Mai | Mai | Mai |
| Kw  | Mo  | Di  | Mi  | Do  | Fr  | Sa  | So  |
| 18  |     |     | 1   | 2   | 3   | 4   | 5   |
| 19  | 6   | 7   | 8   | 9   | 10  | 11  | 12  |
| 20  | 13  | 14  | 15  | 16  | 17  | 18  | 19  |
| 21  | 20  | 21  | 22  | 23  | 24  | 25  | 26  |
| 22  | 27  | 28  | 29  | 30  | 31  |     |     |
| --- | --- | --- | --- | --- | --- | --- | --- |

| Juni | Juni | Juni | Juni | Juni | Juni | Juni | Juni |
| Kw   | Mo   | Di   | Mi   | Do   | Fr   | Sa   | So   |
| ---- | ---- | ---- | ---- | ---- | ---- | ---- | ---- |
| 22   |      |      |      |      |      | 1    | 2    |
| 23   | 3    | 4    | 5    | 6    | 7    | 8    | 9    |
| 24   | 10   | 11   | 12   | 13   | 14   | 15   | 16   |
| 25   | 17   | 18   | 19   | 20   | 21   | 22   | 23   |
| 26   | 24   | 25   | 26   | 27   | 28   | 29   | 30   |

| Juli | Juli | Juli | Juli | Juli | Juli | Juli | Juli |
| Kw   | Mo   | Di   | Mi   | Do   | Fr   | Sa   | So   |
| ---- | ---- | ---- | ---- | ---- | ---- | ---- | ---- |
| 27   | 1    | 2    | 3    | 4    | 5    | 6    | 7    |
| 28   | 8    | 9    | 10   | 11   | 12   | 13   | 14   |
| 29   | 15   | 16   | 17   | 18   | 19   | 20   | 21   |
| 30   | 22   | 23   | 24   | 25   | 26   | 27   | 28   |
| 31   | 29   | 30   | 31   |      |      |      |      |

| August | August | August | August | August | August | August | August |
| Kw     | Mo     | Di     | Mi     | Do     | Fr     | Sa     | So     |
| ------ | ------ | ------ | ------ | ------ | ------ | ------ | ------ |
| 31     |        |        |        | 1      | 2      | 3      | 4      |
| 32     | 5      | 6      | 7      | 8      | 9      | 10     | 11     |
| 33     | 12     | 13     | 14     | 15     | 16     | 17     | 18     |
| 34     | 19     | 20     | 21     | 22     | 23     | 24     | 25     |
| 35     | 26     | 27     | 28     | 29     | 30     | 31     |        |

| September | September | September | September | September | September | September | September |
| Kw        | Mo        | Di        | Mi        | Do        | Fr        | Sa        | So        |
| --------- | --------- | --------- | --------- | --------- | --------- | --------- | --------- |
| 35        |           |           |           |           |           |           | 1         |
| 36        | 2         | 3         | 4         | 5         | 6         | 7         | 8         |
| 37        | 9         | 10        | 11        | 12        | 13        | 14        | 15        |
| 38        | 16        | 17        | 18        | 19        | 20        | 21        | 22        |
| 39        | 23        | 24        | 25        | 26        | 27        | 28        | 29        |
| 40        | 30        |           |           |           |           |           |           |

| Oktober | Oktober | Oktober | Oktober | Oktober | Oktober | Oktober | Oktober |
| Kw      | Mo      | Di      | Mi      | Do      | Fr      | Sa      | So      |
| ------- | ------- | ------- | ------- | ------- | ------- | ------- | ------- |
| 40      |         | 1       | 2       | 3       | 4       | 5       | 6       |
| 41      | 7       | 8       | 9       | 10      | 11      | 12      | 13      |
| 42      | 14      | 15      | 16      | 17      | 18      | 19      | 20      |
| 43      | 21      | 22      | 23      | 24      | 25      | 26      | 27      |
| 44      | 28      | 29      | 30      | 31      |         |         |         |

| November | November | November | November | November | November | November | November |
| Kw       | Mo       | Di       | Mi       | Do       | Fr       | Sa       | So       |
| -------- | -------- | -------- | -------- | -------- | -------- | -------- | -------- |
| 44       |          |          |          |          | 1        | 2        | 3        |
| 45       | 4        | 5        | 6        | 7        | 8        | 9        | 10       |
| 46       | 11       | 12       | 13       | 14       | 15       | 16       | 17       |
| 47       | 18       | 19       | 20       | 21       | 22       | 23       | 24       |
| 48       | 25       | 26       | 27       | 28       | 29       | 30       |          |

| Dezember | Dezember | Dezember | Dezember | Dezember | Dezember | Dezember | Dezember |
| Kw       | Mo       | Di       | Mi       | Do       | Fr       | Sa       | So       |
| -------- | -------- | -------- | -------- | -------- | -------- | -------- | -------- |
| 48       |          |          |          |          |          |          | 1        |
| 49       | 2        | 3        | 4        | 5        | 6        | 7        | 8        |
| 50       | 9        | 10       | 11       | 12       | 13       | 14       | 15       |
| 51       | 16       | 17       | 18       | 19       | 20       | 21       | 22       |
| 52       | 23       | 24       | 25       | 26       | 27       | 28       | 29       |
| 1        | 30       | 31       |          |          |          |          |          |

Im Jahr 1935 beginnt das NS-Regime, den Friedensvertrag von Versailles zu unterhöhlen. Reichsluftfahrtminister Hermann Göring gibt die Gründung der Luftwaffe bekannt; die bis dahin bestehende Reichswehr wird in die Wehrmacht umgewandelt. Zur „Wiedererlangung der Wehrhoheit“ wird die allgemeine Wehrpflicht wieder eingeführt; mit dem deutsch-britischen Flottenabkommen, bei dem das britische Parlament mittels Austausch diplomatischer Noten umgangen wird, wird die Stärke der deutschen Marine, die von Reichsmarine in Kriegsmarine umbenannt wird, auf maximal 35 % der Royal Navy festgelegt. Dies ist Teil der Aufrüstung der Wehrmacht.

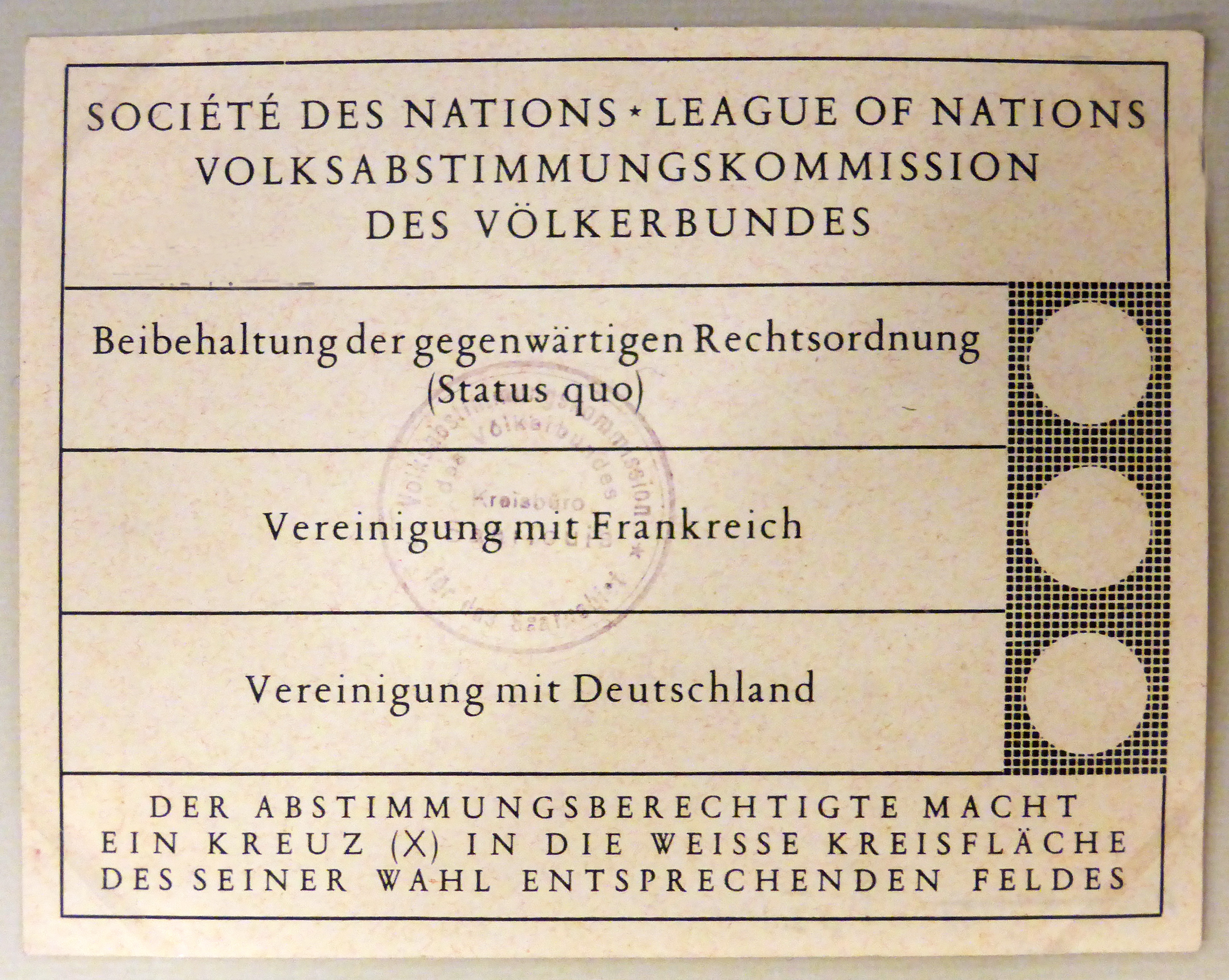
Stimmzettel zur Saarabstimmung am 13. Januar 1935

Nach der Saarabstimmung gibt der Völkerbund mit Wirkung zum 1. März das Saargebiet zurück ans Deutsche Reich, was von der NS-Propaganda als „heim ins Reich“ bezeichnet wird. Das Saarland wird direkt der Reichsführung unterstellt und ein Reichskommissar für die Rückgliederung des Saargebietes eingesetzt.
Innenpolitisch wird die Rassenideologie des NS-Regimes in den Nürnberger Gesetzen legistisch festgeschrieben. Erstmals wird der Begriff „Jude“ gesetzlich definiert; mit dem Gesetz zum Schutze des deutschen Blutes und der deutschen Ehre werden die Eheschließung und Sexualkontakte zwischen Juden und Nichtjuden verboten und unter Strafe gestellt. Dieses Verbot der „Rassenschande“ wird in der Folge mittels Verordnung auch auf „Zigeuner, Neger und ihre Bastarde“ ausgeweitet. Mit dem Reichsbürgergesetz wird Juden überdies auch das Bürgerrecht aberkannt. In diesen Gesetzen und in der Verschärfung des § 175 RStGB, der homosexuelle Handlungen zwischen Männern unter Strafe stellt, zeigt sich auch das nationalsozialistische Frauenbild. Mit Einführung der Deutschen Gemeindeordnung vom 30. Januar 1935 wird das bisher föderalistisch strukturierte Gemeindeverfassungsrecht der deutschen Länder zugunsten einer zentralistischen Regelung abgeschafft.
Italien versucht inzwischen, sein Kolonialreich auszubauen. Nachdem ein erster Versuch, das Kaiserreich Abessinien zu erobern, 1896 scheiterte, erklärt das faschistische Regime unter Benito Mussolini Äthiopien neuerlich den Krieg. Grundlage dafür ist das Französisch-Italienische Abkommen, in dem die beiden Kolonialmächte ihre Einflusssphären in Afrika abgrenzen.
In China kommt es während des Bürgerkriegs auf der Konferenz von Zunyi zum Machtkampf innerhalb der Kommunistischen Partei, den Mao Zedong für sich entscheidet, dessen „Langer Marsch“ nach einem Jahr in Yan’an endet.
In Thailand dankt König Rama VII. aus Protest gegen die seiner Ansicht nach undemokratischen Handlungen der Regierung ab und wird von seinem neunjährigen Neffen Rama VIII. gefolgt. Die Philippinen werden von der Kolonialmacht USA als Commonwealth in die Unabhängigkeit entlassen. In Südamerika endet der Chacokrieg, infolgedessen der Sieger Paraguay sein Staatsgebiet mit dem Gewinn des Gran Chaco auf Kosten Boliviens fast verdoppelt.
Im Bereich der Wissenschaften bringt der österreichische Nobelpreisträger Erwin Schrödinger zur Demonstration der Unvollständigkeit der Quantenmechanik eine Katze mittels Gedankenexperiment in den gleichzeitigen Zustand von Leben und Tod. In Amerika wird erstmals ein Lügendetektor getestet und Wallace Hume Carothers erhält ein Patent auf das von ihm entwickelte Nylon.
Der US-amerikanische Leichtathlet Jesse Owens stellt innerhalb von 45 Minuten in Ann Arbor, Michigan, fünf neue Weltrekorde auf, einen weiteren egalisiert er. Dies wird als Höhepunkt des Sportjahres rezipiert.

## Ereignisse

### Politik und Weltgeschehen

#### Deutsches Reich

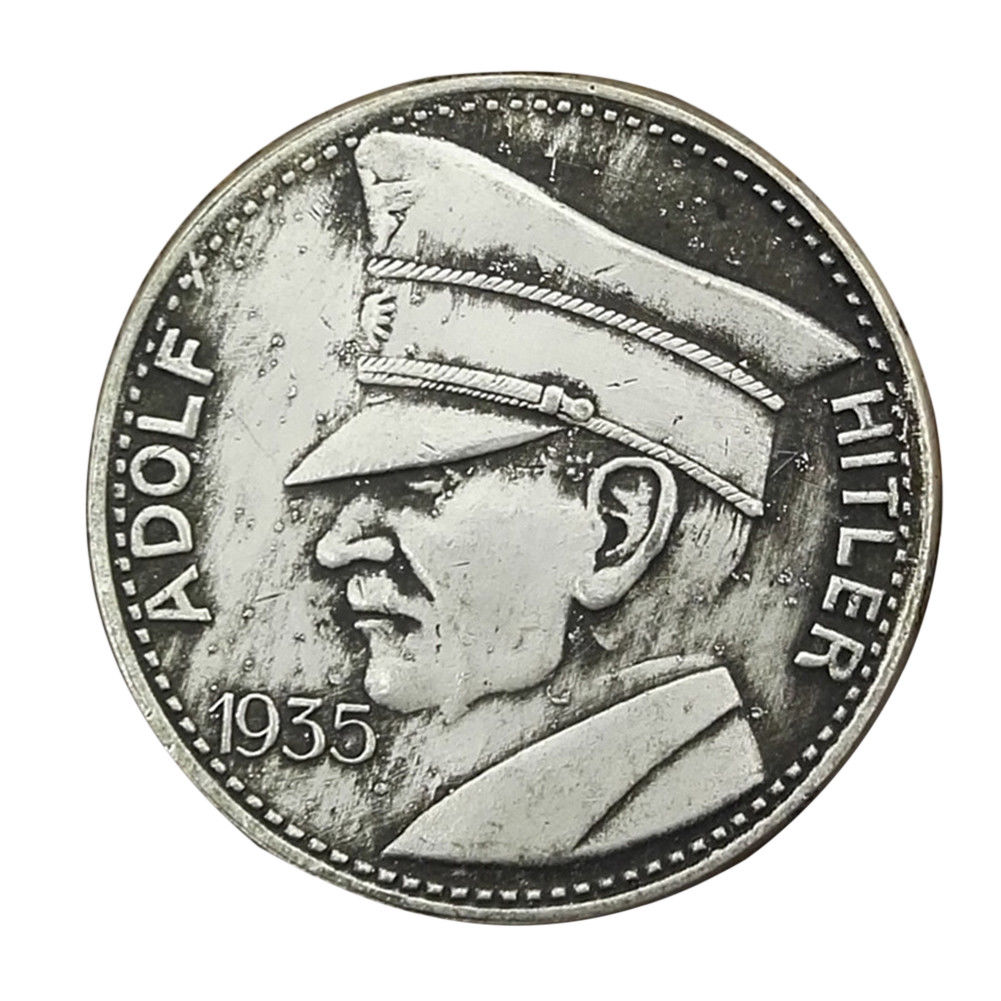
Gedenkmünze zu Ehren Hitlers, 1935

- 1. Januar: Der Stadtkreis Duisburg-Hamborn wird in Duisburg umbenannt.
- 1. Januar: Stichtag für den Einheitswert (in den später so genannten neuen Länder bis 2024 maßgeblich, in den westdeutschen Ländern 1973 durch den Stichtag 1. Januar 1964 abgelöst)

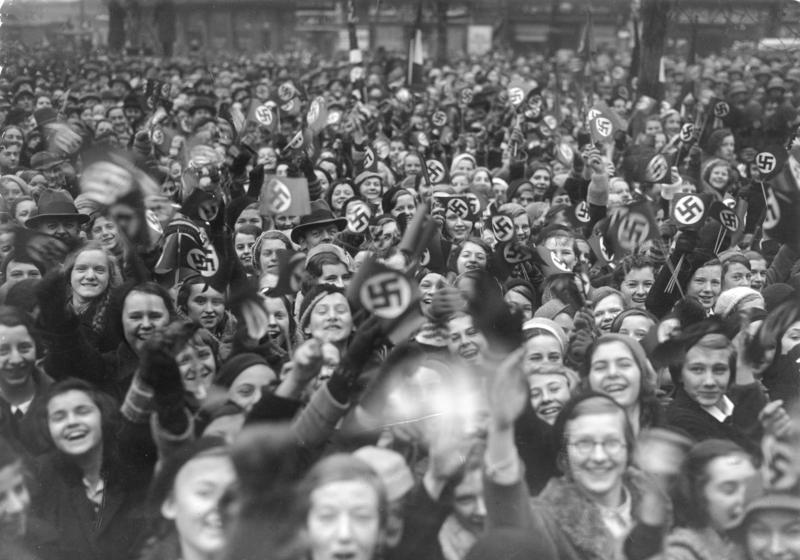
Jubel bei der Rückkehr der Berliner Abstimmungsberechtigten nach Berlin

- 13. Januar: Bei der im Friedensvertrag von Versailles vorgesehenen und vom Völkerbund durchgeführten Volksabstimmung im Saargebiet sind 90,8 % für die Rückgliederung an das Deutsche Reich, 8,8 % für die Selbständigkeit des Saargebietes und 0,4 % für den Anschluss an Frankreich. Nach dem deutlichen Mehrheitsergebnis fliehen vier- bis achttausend Hitlergegner nach Frankreich oder in andere Länder. Das Saargebiet gehört ab dem 1. März wieder uneingeschränkt zum Deutschen Reich. Es wird aber nicht wieder an Preußen oder Bayern zurückgegliedert, sondern bleibt als politische Einheit unter dem neuen Namen Saarland erhalten und wird durch Josef Bürckel ab dem 11. Februar zunächst als Reichskommissar in Saarbrücken verwaltet.
- 24. Januar: 'Drittes Gesetz zur Überleitung der Rechtspflege auf das Reich'[1]
- 30. Januar: Die reichseinheitlich konzipierte Deutsche Gemeindeordnung führt auf kommunaler Ebene das Führerprinzip ein. Demokratische Elemente wie die Bürgermeisterwahl oder Abstimmungen im Ratsgremium werden abgeschafft, die maßgebliche Stellung der NSDAP fest verankert.
- 1. März: Reichsluftfahrtminister Hermann Göring gibt die Existenz einer deutschen Luftwaffe bekannt. Am 14. März wird das erste Geschwader, das Jagdgeschwader Richthofen, aufgestellt. Zu diesem Zeitpunkt befinden sich noch 90 Prozent aller Flieger in Ausbildung.
- 16. März: Mit dem „Gesetz für den Aufbau der Wehrmacht“ wird die Allgemeine Wehrpflicht in Deutschland wiedereingeführt und eine Aufrüstung der deutschen Streitkräfte auf 550.000 Mann beschlossen.
- 19. Mai: Das erste Teilstück der Reichsautobahn zwischen Frankfurt am Main und Darmstadt wird eröffnet.
- 1. Juni: Die deutsche Reichsmarine wird in Kriegsmarine umbenannt. Oberbefehlshaber ist Erich Raeder.
- 18. Juni: Das deutsch-britische Flottenabkommen wird unterzeichnet. Darin gestattet die britische Regierung der deutschen, ihre Marine auf 35 % gemessen an der britischen Stärke auszubauen. Dieses Abkommen, das durch die Methode des diplomatischen Notenaustausches das britische Parlament umgeht, ersetzt de facto die entsprechenden Bestimmungen des Versailler Vertrages.
- 25. Juni: Der „Führer des NSDStB“, Albert Derichsweiler erlässt Richtlinien für die weltanschauliche Schulung in den Korporationen.
- 26. Juni: Mit dem Gesetz für den Reichsarbeitsdienst wird für Männer und Frauen zwischen 18 und 25 die halbjährige Reichsarbeitsdienstpflicht eingeführt. Der Reichsarbeitsdienst wird dem Reichsinnenminister unterstellt; die Befehlsgewalt liegt beim Reichsarbeitsführer Konstantin Hierl.
- 7. Juli: Reichsjugendführer Baldur von Schirach verbietet Angehörigen der Hitlerjugend die Mitgliedschaft in einer studentischen Verbindung. Auslöser ist die „Verächtlichmachung des Führers“ beim Spargelessen durch das Heidelberger Corps Saxo Borussia.
- ab dem 15. Juli: Beim Kurfürstendamm-Krawall von 1935 kommt es über mehrere Tage zu antisemitischen Übergriffen, die der nationalsozialistischen Regierung wegen ihrer negativen außenpolitischen Wirkung nicht genehm sind und nach Intervention von Joseph Goebbels als Gauleiter von Berlin zur Ablösung des Berliner Polizeipräsidenten Magnus von Levetzow führen.
- 8. August: Das deutsche Reichsinnenministerium löst alle Freimaurerlogen auf und zieht deren Vermögen ein
- 1. September: Der verschärfte Paragraf 175, der sexuelle Handlungen zwischen Personen männlichen Geschlechts unter Strafe stellt, tritt in Kraft. Er bleibt in dieser Fassung bis 1969 bestehen.

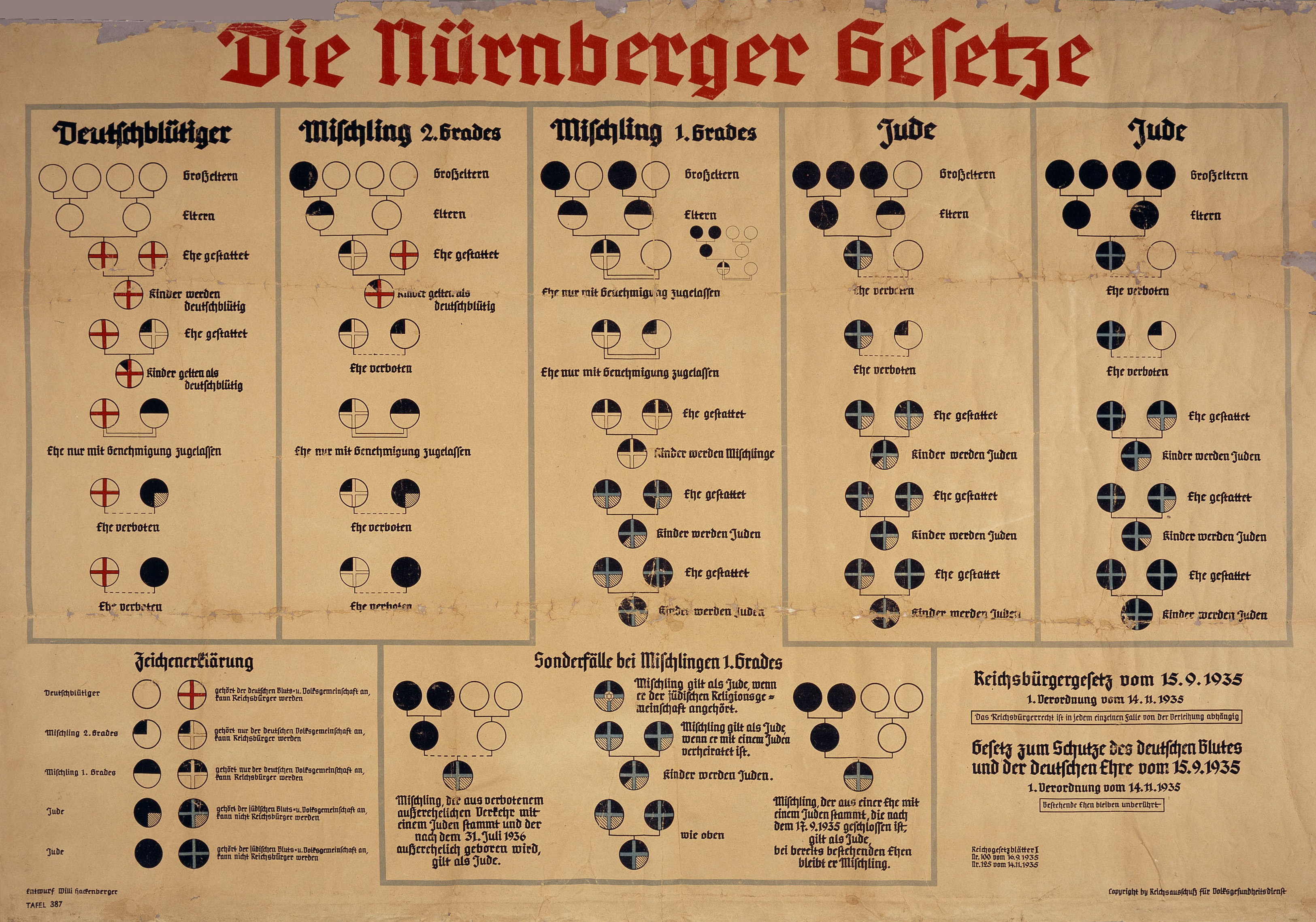
Darstellung der Nürnberger Rassengesetze

- 15. September: Mit der Verabschiedung der Nürnberger Rassengesetze – bestehend aus dem Gesetz zum Schutze des deutschen Blutes und der deutschen Ehre und dem Reichsbürgergesetz – auf dem 7. Reichsparteitag institutionalisieren die Nationalsozialisten ihre antisemitische Ideologie auf juristischer Grundlage.
- 15. September: Die Hakenkreuzflagge wird mit dem Reichsflaggengesetz als einzig gültige Nationalflagge für das Deutsche Reich bestimmt. Im Zuge dessen wird am 7. November auch eine neue Kriegsflagge eingeführt, die von der Gestaltung her wieder an die kaiserliche Kriegsflagge angelehnt ist. Der Entwurf für die neue Flagge stammt offenbar von Adolf Hitler selbst.

#### Tschechoslowakei
- 16. Mai: Die Sowjetunion und die Tschechoslowakei schließen ein Beistandsabkommen, das dem Muster des gleichartigen Vertrags zwischen der UdSSR und Frankreich zwei Wochen zuvor folgt.[2]
- Mai: Bei den Parlamentswahlen wird die Sudetendeutsche Partei von Konrad Henlein zur stimmenstärksten Partei.

#### Frankreich
- 17. März: Das loi Painlevé (ein Gesetz aus dem Jahr 1928) wird geändert: Die Dauer der Wehrpflicht (bis dahin 1 Jahr) wird angesichts besonderer Umstände bis 1939 auf zwei Jahre festgelegt.[3]
- 11. bis 14. April: Auf der Konferenz von Stresa in Norditalien finden sich Großbritannien, Frankreich und Italien zu der Stresa-Konferenz zusammen und verpflichten sich, allen weiteren Vertragsbrüchen Deutschlands gemeinsam entgegenzutreten. Großbritannien verstößt schon nach zwei Monaten dagegen, indem es am 18. Juni das deutsch-britische Flottenabkommen abschließt.
- 2. Mai: Frankreich schließt einen Beistandsvertrag mit der Sowjetunion.
- 5./12. Mai: Kommunalwahlen
- 31. Mai: Ministerpräsident Pierre-Étienne Flandin wird durch Misstrauensvotum gestürzt. Parlamentspräsident Fernand Bouisson wird interimistisch sein Nachfolger; dann
- 7. Juni: Pierre Laval wird zum zweiten Mal Ministerpräsident. Seine Regierung (sie besteht 229 Tage) erhält umfassende Vollmachten, um den Franc zu verteidigen und gegen Spekulationen vorzugehen.
- 14. Juli (Nationalfeiertag): Die Front Populaire organisiert in Paris eine riesige Massenkundgebung (Motto: « pain, paix et liberté » (Brot, Frieden und Freiheit))
- 15. September: In Paris startet Radio Cité den Sendebetrieb.[4]
- 23. Oktober: Pierre Laval schränkt per Verordnung den freien Waffenbesitz in Frankreich ein.
- 6. Dezember: Auflösung bewaffneter Miliz und Auflösung der rechtsextremen ligues

#### Schweiz
- 1. Januar: Rudolf Minger wird Bundespräsident der Schweiz.

#### Türkei
- 14. Oktober: Die türkische Regierung ließ alle Freimaurerlogen im Lande mit der Begründung auflösen, die freimaurerischen Grundsätze seien mit der nationalistischen Politik unvereinbar, und ihr Eigentum dem Staat übertragen.[5][6]

#### Griechenland
- Die Parlamentswahlen vom 9. Juni werden von den Oppositionsparteien und insbesondere der Liberalen Partei wegen des von der Volkspartei verabschiedeten Wahlrechts sowie wegen der Todesurteile gegen zwei prominente liberale Generäle boykottiert. Bei der Wahl erzielt die Volkspartei von Panagis Tsaldaris daher 254 der 300 Parlamentssitze.
- 10. Oktober: In Griechenland erklärt Ministerpräsident Panagis Tsaldaris seinen Rücktritt auf Druck der Armeeführung um den Chef des Generalstabes General Alexandros Papagos, die eine Rückkehr zur Monarchie wünscht. Kriegsminister Georgios Kondylis folgt ihm im Amt nach und wird zugleich vorläufiger Regent an Stelle Georgs II., sein Stellvertreter wird Ioannis Theotokis.
- 3. November: Die 1924 proklamierte Republik wird aufgelöst. König Georg II. von Griechenland kehrt auf seinen Thron zurück. Im Sinne der Aussöhnung der verfeindeten politischen Lager ernennt er am 30. November Konstantinos Demertzis zum Ministerpräsidenten.

#### Italien und seine Kolonien
- 1. Januar: Tripolitanien und Cyrenaika, Italiens nordafrikanische Kolonien, werden zur Kolonie Libia zusammengeschlossen.
- 7. Januar: Der französische Außenminister Pierre Laval und Italiens Regierungschef Benito Mussolini unterzeichnen das Französisch-Italienische Abkommen, mit dem sie unter anderem ihre Kolonialinteressen in Nordafrika abstimmen, was den Weg zur italienischen Besetzung Äthiopiens und zur Gründung von Italienisch-Ostafrika ebnet. Im Gegenzug verzichtet Italien auf Ansprüche in Französisch-Nordafrika.
- 3. Oktober: Italienische Truppen marschieren in Abessinien ein.
- 15. Oktober: Die italienische Führung proklamiert die Abschaffung der Sklaverei in Äthiopien.
- Dezember: Der zwischen Großbritannien und Frankreich ausgehandelte Hoare-Laval-Pakt zur Beendigung des Abessinienkrieges gelangt an die Öffentlichkeit, bevor er dem Völkerbund vorgelegt werden kann. Das führt schließlich zum Rücktritt von Pierre Laval und dem britischen Außenminister Samuel Hoare. Hoares Nachfolger Anthony Eden präsentiert wenig später eine ähnliche Variante des Plans.

#### Afrika
- Im Copperbelt der britischen Kolonie Nordrhodesien kommt es zum Copperbelt-Streik.
- 12. Dezember: Der ägyptisch-sudanesische König Fu'ād I. suspendiert die ägyptische Verfassung von 1930 und setzt wieder die liberale Verfassung von 1923 ein.

#### Indischer Subkontinent
- Das britische Parlament verabschiedet den Government of India Act 1935, mit dem Britisch-Indien eine teilweise Selbstverwaltung eingeräumt wird. Burma wird von Britisch-Indien administrativ getrennt und eine eigene Kolonie.

#### Thailand
- 2. März: König Rama VII. dankt in Thailand ab. Sein neunjähriger Neffe Ananda Mahidol wird unter dem Namen Rama VIII. neuer Herrscher, hält sich aber die meiste Zeit außer Landes zur Ausbildung in der Schweiz auf.

#### China
- 15. bis 17. Januar: Die Konferenz von Zunyi des Politbüros der Kommunistischen Partei Chinas steht im Zeichen des Machtkampfes zwischen der Fraktion um Mao Zedong einerseits und der Komintern-treuen Fraktion um Bo Gu, Otto Braun und Wang Ming. Letztere werden auf dieser Konferenz des Opportunismus beschuldigt und für zahlreiche militärische Fehler und hohe Verluste verantwortlich gemacht.
- 20. Oktober: In Yan’an endet der fast einjährige „Lange Marsch“ der „Roten Armee der chinesischen Sowjetrepublik“ unter der Führung Mao Zedongs. Weniger als zehn Prozent der ursprünglich 90.000 Soldaten der Roten Armee haben den Gewaltmarsch überlebt.

#### Philippinen/Vereinigte Staaten von Amerika

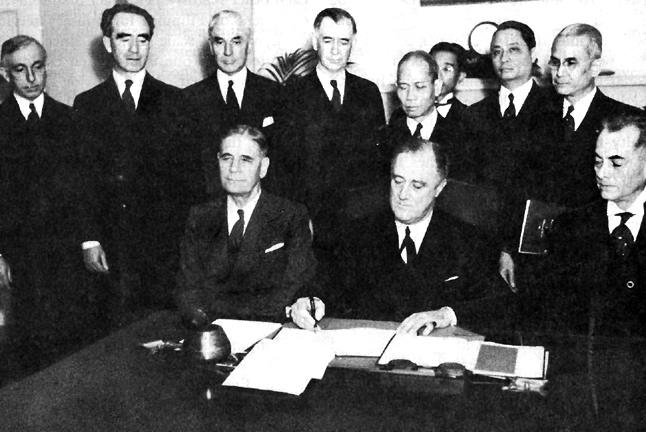
Unterzeichnung der Philippinischen Verfassung

- 23. März: Die Philippinen, bisher Außengebiet der Vereinigten Staaten, erhalten mit der Unterzeichnung durch den philippinischen Parlamentspräsidenten Manuel Quezon und US-Präsident Franklin D. Roosevelt eine Verfassung mit dem Status eines Commonwealth der Vereinigten Staaten für die Dauer von zehn Jahren. Damit soll ein friedlicher Übergang in die Unabhängigkeit des Landes gewährleistet werden. Im Oktober werden die ersten Präsidentschaftswahlen abgehalten.
- 6. Mai: Als Maßnahme des New Deal zur Bekämpfung der Great Depression in den Vereinigten Staaten wird von der Regierung Präsident Franklin D. Roosevelts mit der Executive Order 7034 die Works Progress Administration als Bundesbehörde zur Eindämmung der Massenarbeitslosigkeit geschaffen. Diese wird von Harry Hopkins geleitet. Eines der in der Folge ins Leben gerufenen Projekte zur Arbeitsbeschaffung ist das Federal Writers’ Project.
- 8. September: Huey Pierce Long, früherer Gouverneur und amtierender Senator für den US-Bundesstaat Louisiana, sowie ernstzunehmender Konkurrent für Franklin D. Roosevelt bei den kommenden Präsidentschaftswahlen, wird in Baton Rouge bei einem Attentat angeschossen. Zwei Tage später erliegt er seinen Verletzungen.

#### Südamerika

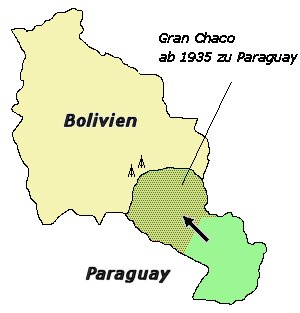
Der Chacokrieg 1932–1935

- 12. Juni: Der 1932 begonnene Chacokrieg, ein Grenzkrieg zwischen Bolivien und Paraguay um den nördlichen Teil des Gran Chaco, endet mit einem Waffenstillstand. Erst 1938 wird ein formaler Friedensvertrag geschlossen, der Paraguay den Großteil des umstrittenen Gebietes zuspricht. Die während des Krieges auf beiden Seiten verübten Brutalitäten werden vom paraguayischen Schriftsteller Augusto Roa Bastos in seinen Werken eindrucksvoll geschildert.

### Wirtschaft

#### Internationale Ausstellungen

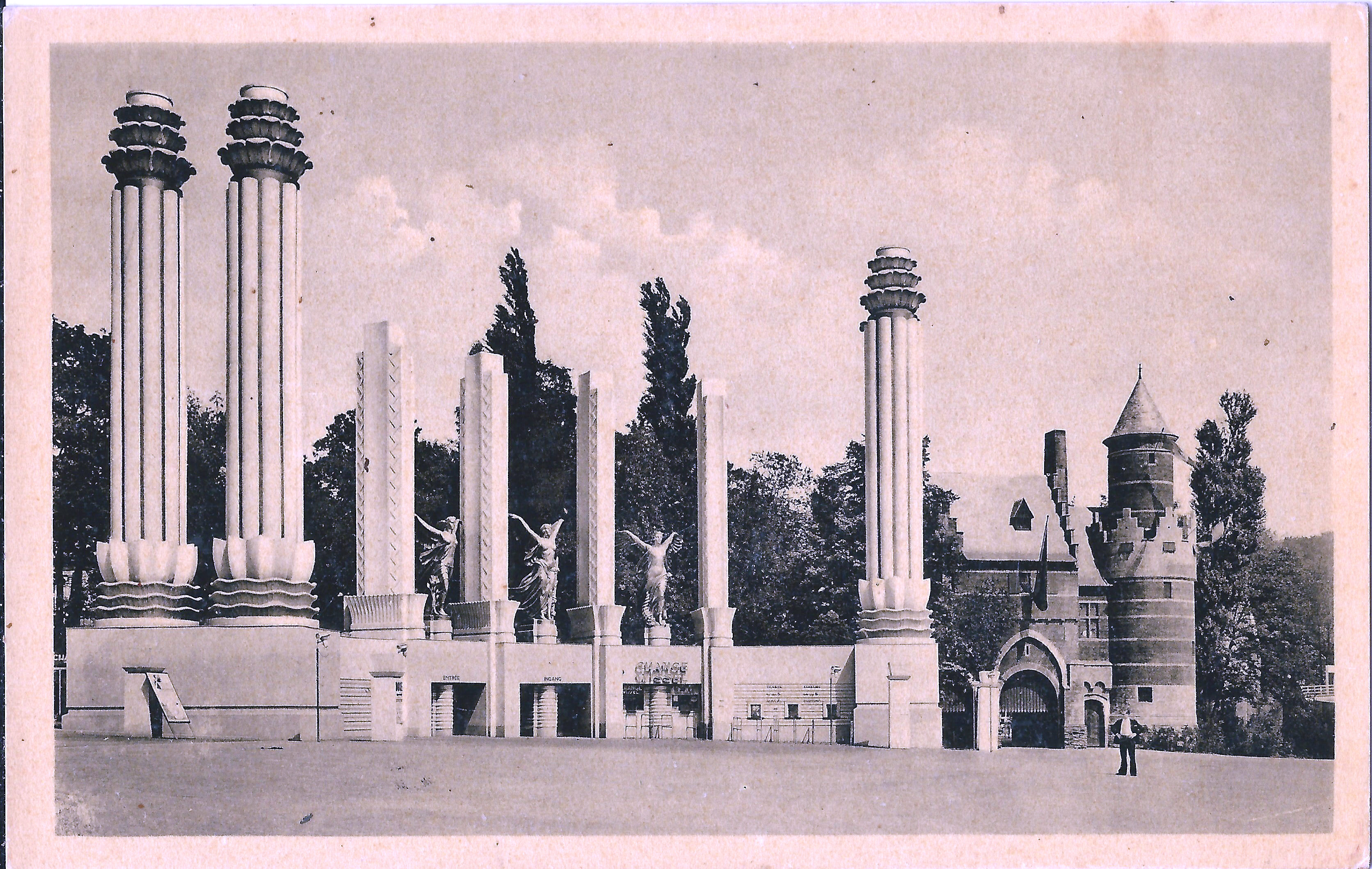
Haupteingang zur Weltausstellung 1935

- 27. April: Belgiens König Leopold III. eröffnet die Weltausstellung 1935 in Brüssel. Neonlicht wird an dieser Weltausstellung auf vielfältige Art gestalterisch eingesetzt.
- September: Auf der Internationalen Funkausstellung Berlin wird das erste Tonbandgerät, das Magnetophon K 1 vorgestellt.

#### Produktion und Handel
- 24. Januar: In den Vereinigten Staaten kommt nach einer vorausgegangenen Testphase das erste Dosenbier, abgefüllt von der Brauerei Gottfried Krueger Brewery Company, in den Handel.
- 30. Juli: Mit dem Angebot von zehn preiswerten Penguin Books-Taschenbüchern revolutioniert Allen Lane den britischen Buchmarkt.
- 31. August: Der sowjetische Bergmann Alexei Grigorjewitsch Stachanow fördert in einer Schicht 102 Tonnen Kohle und übererfüllt damit seine Arbeitsnorm um das 13fache. Trotz geschönter Fakten wird daraufhin in der Sowjetunion die Stachanow-Bewegung gestartet, die auf eine Erhöhung der Arbeitsproduktivität abzielt.

#### Unternehmensgründungen und -beteiligungen
- 21. Februar: Der französische Parfümeur Armand Petitjean gründet in Paris das Unternehmen Lancôme, das rasch für seine Parfüms bekannt wird. Die Luxusmarke wird 1964 an den L’Oréal-Konzern verkauft.
- 1. April: Die Reserve Bank of India, die indische Zentralbank, wird als Aktiengesellschaft gegründet.
- 1. Mai: Die Heinkel-Werke GmbH Oranienburg, ein Hersteller von Kampfflugzeugen wie die Heinkel He 111, wird gegründet und beginnt nahe Oranienburg mit dem Neubau eines Werkes.
- 28. Mai: Die Gründung der Argentinischen Zentralbank erfolgt in Buenos Aires.
- 12. November: Die erste Ausgabe der sozial-liberalen Schweizer Wochenzeitung Die Tat erscheint, herausgegeben von der Migros-Genossenschaft.
- Die US-amerikanische Continental Can Company beteiligt sich am Vorgängerunternehmen des Verpackungskonzerns Schmalbach-Lubeca.

#### Verkehr und Tourismus

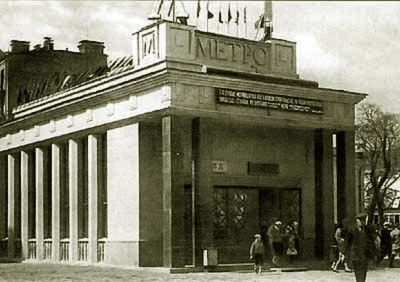
Die Metro-Station Park Kultury ca. 1935

- 15. Mai: Die erste Linie der Metro Moskau, die sogenannte Sokolnitscheskaja-Linie, wird zwischen den Stationen Sokolniki und Park Kultury eröffnet.

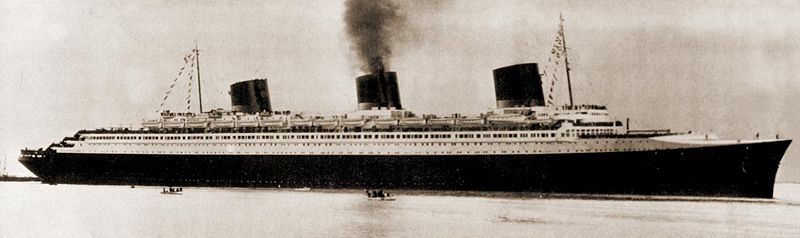
Schiff Normandie

- 29. Mai: Das französische Passagierschiff Normandie tritt seine Jungfernfahrt an. Der Ozeanriese ist fünf Jahre lang weltgrößtes Schiff.

Fahrzeugausstellung 100 Jahre Deutsche Eisenbahnen

- 14. Juli: Die Deutsche Reichsbahn feiert 100 Jahre Deutsche Eisenbahnen mit einer Jubiläumsausstellung in Nürnberg. Die ursprünglich bis zum September geplante Ausstellung, wird bis zum 13. Oktober verlängert und verzeichnet rund eine halbe Million Besucher und Besucherinnen. Zum Abschluss der Ausstellung findet ein großer Festzug statt, an dem 10.000 Eisenbahner in historischen Uniformen teilnehmen. Nach Schluss der Ausstellung stehen die Fahrzeuge noch bis zur großen Fahrzeugparade am 8. Dezember in der Umladehalle.
- 3. August: Die Großglockner-Hochalpenstraße, die höchstgelegene befestigte Passstraße in Österreich, wird nach fünfjähriger Bauzeit eröffnet. Sie führt von Bruck an der Großglocknerstraße über die beiden Gebirgspässe Fuscher Törl und Hochtor nach Heiligenblut am Großglockner und hat Abzweigungen zur Edelweißspitze und zur Kaiser-Franz-Josefs-Höhe.
- 19. Oktober: In Bad Dürkheim wird die Deutsche Weinstraße feierlich eröffnet. Sie soll sowohl heimischen Rebensaft stärker ins Bewusstsein rücken als auch den Tourismus fördern.

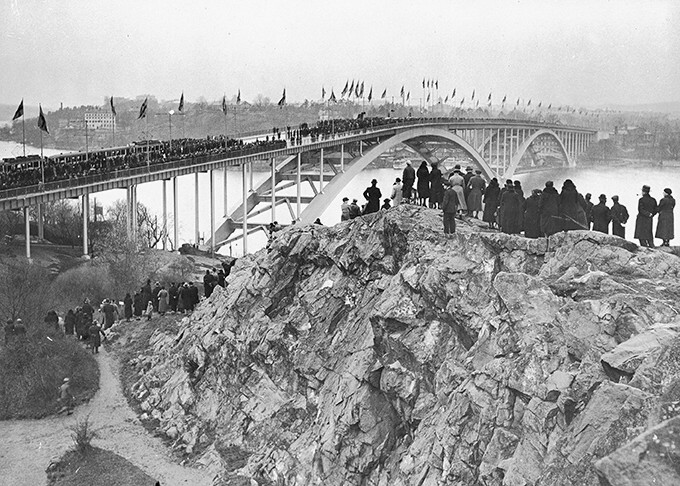
Einweihung der Västerbron

- 20. November: In Stockholm wird die Västerbron eingeweiht. Die zwei Bogenkonstruktionen der Brücke verbinden die Stadtteile Södermalm und Kungsholmen.

#### Sonstiges
- 1. Januar: Im Zuge der nationalsozialistischen Gleichschaltung wird die Augsburger Börse, Deutschlands erste Börse aus dem Jahr 1540, aufgelöst und mit der Münchner Börse zur Bayerischen Börse zwangsfusioniert.
- 13. Mai: Der US-Amerikaner Carl C. Magee beantragt ein Patent für ein münzgesteuertes Parkmessgerät. Es wird ihm für die Erfindung dieser Parkuhr am 24. Mai 1938 zugebilligt.

### Wissenschaft und Technik

#### Luftfahrt
- 12. April: In Großbritannien hebt der zweimotorige Bomber Bristol Blenheim zu seinem Erstflug ab.
- 28. Mai: Das in Augsburg gestartete deutsche Jagdflugzeug Messerschmitt Bf 109 schließt seinen Jungfernflug ab.
- 21. November: Der sowjetische Testpilot Wladimir Kokkinaki fliegt mit einem Doppeldecker Polikarpow I-15 auf 14.575 Meter Höhe – Weltrekord.
- 17. Dezember: Erstflug der Douglas DC-3. Sie ist bis heute (2025) das mit 16.079 Exemplaren (einschließlich Lizenzbauten) in der größten Stückzahl produzierte Verkehrsflugzeug der Welt.

#### Naturwissenschaften

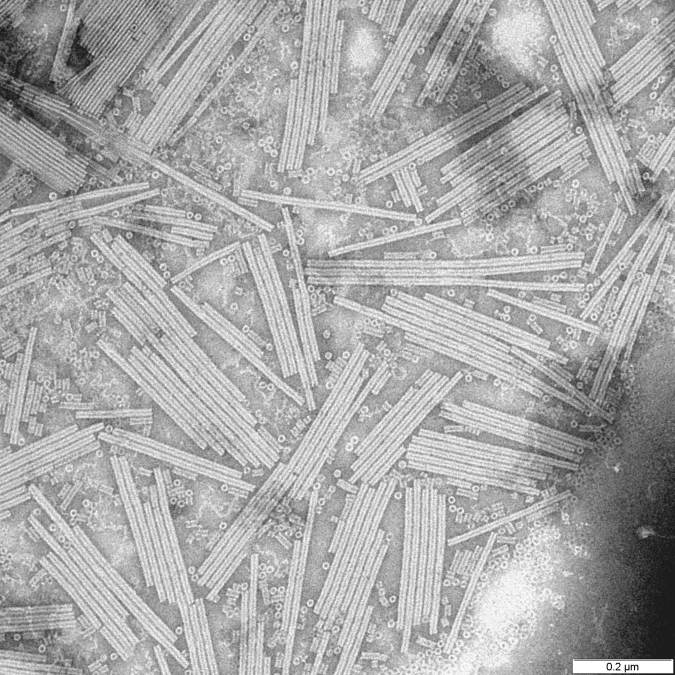
Tabakmosaikvirus

- 28. Juni: Wendell Meredith Stanley berichtet im US-Wissenschaftsmagazin Science über seine Entdeckung, dass das Tabakmosaikvirus ein kristallines Protein ist. Bis dahin wurden Viren als Kleinst-Organismen betrachtet.

Ohne Wechselwirkung mit der Außenwelt befindet sich Schrödingers Katze in einem überlagerten Zustand: Sie ist sowohl lebendig als auch tot.

- Das im November veröffentlichte Gedankenexperiment Schrödingers Katze des österreichischen Physikers Erwin Schrödinger (1887–1961) soll die Unvollständigkeit der Quantenmechanik demonstrieren, wenn man vom Verhalten subatomarer Systeme auf das makroskopischer Systeme schließen will.
- Die Richterskala wird von Beno Gutenberg und Charles Francis Richter am California Institute of Technology entwickelt und anfänglich als ML-Skala (Magnitude Local) bezeichnet.
- Der deutsche Mediziner Ernst Laqueur isoliert erstmals das Hormon Testosteron.

#### Rundfunk und Film
- 4. Februar: Im Berliner Harnack-Haus wird das Reichsfilmarchiv eröffnet.
- 22. März: Der Fernsehsender Paul Nipkow beginnt vom Berliner Funkturm aus mit der Ausstrahlung des ersten regelmäßigen Fernsehprogramms der Welt. An drei Wochentagen wird gesendet. Am 9. April wird im Reichspostmuseum Berlin die erste Fernsehstube für die Öffentlichkeit eingerichtet.

#### Technische Errungenschaften
- 24. Januar: Die US-amerikanische Brauerei Schlitz stellt in Richmond die erste Getränkedose vor.
- 2. Februar: Leonard Keeler testet in einem Experiment erstmals einen Lügendetektor.
- 26. Februar: Robert Watson-Watt und Arnold Wilkins führen auf Basis ihres Berichts Erkennen und Orten von Flugzeugen durch Funk in der Nähe des englischen Daventry den ersten Feldversuch mit Radar durch. Das über diesem Gebiet fliegende Testflugzeug, ein Handley Page Heyford, erzeugt durch die an seinem Rumpf reflektierten Funkwellen einen zusätzlichen Leuchtpunkt auf dem Schirm des Oszilloskops. Das Flugzeug kann bereits bei diesem ersten Test bis zu einer Entfernung von 13 km verfolgt werden.
- 28. Februar: Wallace Hume Carothers gelingt im Auftrag der DuPont-Werke die Entwicklung von Nylon.
- Der erste transparente Klebefilm wird entwickelt.

#### Sonstiges
- 1. Februar: Die Hagia Sophia in Istanbul, erst Hauptkirche des Byzantinischen Reiches und dann ab 1453 Moschee, wird als Museum eröffnet.
- Die von Sven Hedin geleitete Chinesisch-Schwedische Expedition endet.

### Kultur

#### Bildende Kunst
- Unter Direktorin Grace Morley erfolgt die Eröffnung des San Francisco Museum of Art. Es ist zu diesem Zeitpunkt das einzige Museum an der Westküste der USA, das sich ausschließlich der Kunst des 20. Jahrhunderts widmet. Erste Heimstätte des SFMOA ist das San Francisco War Memorial and Performing Arts Center.
- Die Frick Collection in New York City wird öffentlich zugänglich.

#### Musik und Theater
- 22. Februar: In Greenwich Village in New York City öffnet der Musikclub Village Vanguard.
- 22. Mai: Die Uraufführung der heiteren Oper Die Zaubergeige von Werner Egk findet in Frankfurt am Main statt. Das Libretto verfassten der Komponist selbst und Ludwig Strecker der Jüngere. Es basiert auf einem Marionettenspiel von Franz Graf von Pocci.
- 15. Juni: Das Versdrama Murder in the Cathedral (Mord im Dom) von T. S. Eliot hat seine Uraufführung beim Canterbury Festival.
- 5. Oktober: Am Stadttheater Zürich wird die Operette Drei Walzer von Oscar Straus uraufgeführt. Für den ersten Teil hat der Komponist Musik von Johann Strauss (Vater) und für den zweiten Teil Melodien von Johann Strauss (Sohn) verwendet. Das Libretto stammt von Paul Knepler und Armin Robinson.
- 10. Oktober: Zehn Tage nach der Vorpremiere in Boston erlebt George Gershwins Oper Porgy and Bess auf ein Libretto von DuBose Heyward am New Yorker Alvin Theatre ihre Broadway-Premiere mit Todd Duncan und Anne Wiggins Brown in den Titelrollen Die Liedtexte stammen von DuBose Heyward und Gershwins Bruder Ira. Die Produktion ist nur mäßig erfolgreich.
- 2. November: Die Uraufführung der komischen Oper Ero der Schelm (Ero s onoga svijeta) von Jakov Gotovac findet mit dem Komponisten am Dirigentenpult am Kroatischen Nationaltheater in Zagreb statt. Das Libretto stammt von Milan Begović basierend auf einem Stück von Hans Sachs. Das Singspiel des kroatischen Komponisten wird vom Publikum sehr gut aufgenommen, von der Kritik jedoch zerrissen.
- 19. November: Das Musikalische Lustspiel Das kleine Hofkonzert von Edmund Nick wird in München uraufgeführt. Das Textbuch stammt von Paul Verhoeven und Toni Impekoven.
- 21. November: Das Theaterstück La Guerre de Troie n'aura pas lieu (Der trojanische Krieg findet nicht statt) von Jean Giraudoux hat seine Uraufführung in Paris.
- 30. November: Die Uraufführung der Operette Hopsa von Paul Burkhard erfolgt am Stadttheater Zürich.

#### Sonstiges
- 22. Februar: Die Comedian Harmonists werden von der NS-Regierung verboten.
- 27. Februar: Als erster von bis heute nur drei Filmen wird die Komödie Es geschah in einer Nacht bei der Oscarverleihung in allen fünf Hauptkategorien ausgezeichnet.
- 11. Oktober: Das Ausstrahlen von Jazz-Musik wird allen deutschen Rundfunksendern von Reichssendeleiter Eugen Hadamovsky verboten.

### Gesellschaft

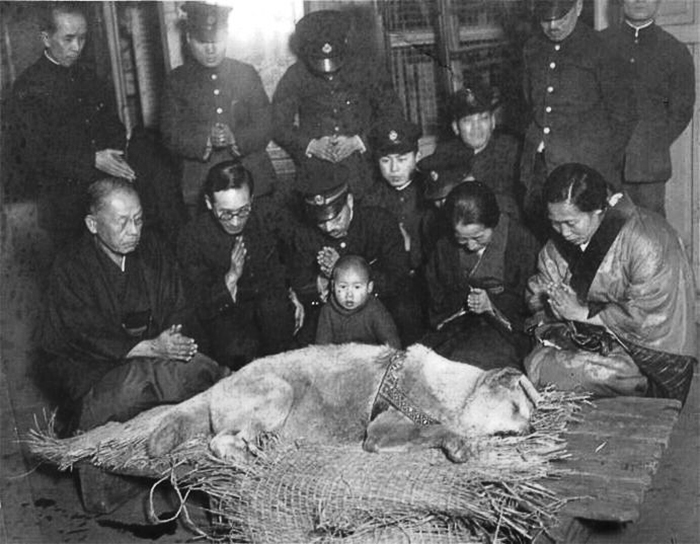
Der tote Hachikō

- 8. März: In Tokio wird der landesweit als Inbegriff eines treuen Hundes bekannt gewordene Hachikō tot aufgefunden.
- 19. März: Elizabeth Magie Phillips verkauft das Patent zu The Landlord’s Game an die Parker Brothers, so dass später im Jahr Monopoly erscheinen kann.
- 21. Mai bis 26. Mai: Beim Heidelberger Spargelessen machen sich Corpsstudenten des Heidelberger Corps Saxo-Borussia bei mehreren Gelegenheiten öffentlich über Adolf Hitler lustig, was den Auflösungsprozess der Studentenverbindungen im nationalsozialistischen Deutschen Reich beschleunigt.

Der Präsident der Kölner Prinzengarde, Thomas Liessem, mit Begleitung vor dem Triumphbogen

- 22. bis 27. Mai: In der Kölner Narrenrevolte widersetzt sich der organisierte Kölner Karneval erfolgreich der Gleichschaltung der Karnevalsfeierlichkeiten, die durch die Angliederung an die NS-Organisation Kraft durch Freude (KdF) geplant war.
- 10. Juni: Robert Holbrook Smith trinkt sein letztes Glas Alkohol. Aus seinen Treffen mit William Griffith Wilson entsteht die Selbsthilfegruppe Anonyme Alkoholiker, die dieses Ereignis als Geburtszeitpunkt der Bewegung betrachtet.
- 19. Oktober: Der rheinpfälzische NSDAP-Gauleiter Josef Bürckel eröffnet in Bad Dürkheim die Deutsche Weinstraße.
- 23. Oktober: Die Auftragskiller Emanuel Weiss und Charles Workman geben in Newark, New Jersey, im Auftrag ranghoher Bosse des Organisierten Verbrechens auf den Mobster Dutch Schultz, dessen Buchhalter Otto Berman und zwei weitere Bandenangehörige tödliche Schüsse ab.
- 21. Dezember: Wegen der von der Mafiafamilie Genovese unter Ciro Terranova gegen Artischockenfarmer in Kalifornien geführten Artischockenkriege erklärt der New Yorker Bürgermeister Fiorello LaGuardia ein Verkaufsverbot für Artischocken in New York City. Nach wenigen Tagen wird das Verbot wieder aufgehoben.

### Religion
- 20. Dezember: Die von Papst Pius XI. herausgegebene Enzyklika Ad catholici sacerdotii gilt als Grundsatzwerk für Priesterausbildung und Priesteramt in der römisch-katholischen Kirche.

### Katastrophen
- 12. Februar: Beim Verlust des fliegenden Flugzeugträgers USS Macon vor der südkalifornischen Küste überleben zwar 81 von 83 Mann der Besatzung, trotzdem bedeutet der Unfall das Ende der Starrluftschifffahrt in den USA.
- 25. Januar: Vor der Küste von New Jersey kollidiert der amerikanische Passagierdampfer Mohawk mit einem norwegischen Frachter und sinkt, 47 Menschen sterben.
- 21. April: Ein Erdbeben der Stärke 7,1 in der Region um die Stadt Hsinchu verursacht auf Taiwan 3.276 Tote.
- 31. Mai: Die Stadt Quetta in der Provinz Belutschistan an der Westgrenze Britisch-Indiens (heute Pakistan) wird durch ein Erdbeben von etwa 7,5 Magnituden auf der Richterskala weitgehend zerstört. Das Beben fordert etwa 30–40.000 Todesopfer.
- 16. Juli: Erdbeben der Stärke 6,5 auf Taiwan, ca. 2.700 Tote
- 13. August: Die Staumauer Alla Sella Zerbino bei Ovada in den Ligurischen Apenninen, Italien bricht bei einem Hochwasser. Die Flutwelle richtet in Molare und Ovada großen Schaden an; es gibt über 100 Tote.

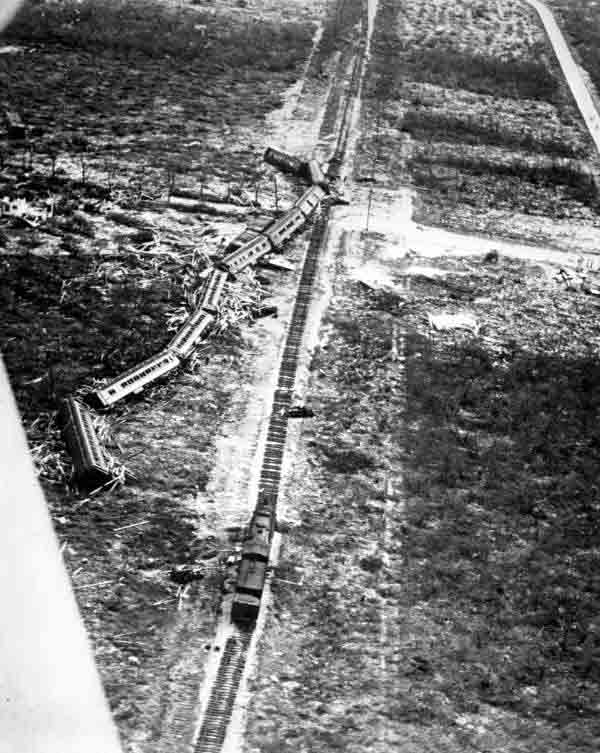
Verunfallter Zug bei Islamorada

- 2. September: Der Labor-Day-Hurrikan auf den Florida Keys kostet mindestens 423 Menschen das Leben. Unter anderem verursacht er den Eisenbahnunfall von Islamorada.
- Oktober: Ein Hurrikan der Kategorie 1 bei den Westindischen Inseln tötet geschätzte 2.150 Menschen auf den Großen Antillen und in Mittelamerika durch von ihm verursachte Überflutungen.
- 24. Dezember: Beim Eisenbahnunfall von Großheringen kommen 34 Menschen ums Leben, 27 werden schwer verletzt.

Kleinere Unglücksfälle sind in den Unterartikeln von Katastrophe und in der Liste von Katastrophen aufgeführt.

### Natur und Umwelt
- 24. April: Im Gebiet des Ortlers entsteht der norditalienische Nationalpark Stilfserjoch.

### Sport
- 22. April bis 22. September: Austragung der 3. Grand-Prix-Europameisterschaft
- 25. Mai: Jesse Owens stellt in Ann Arbor, Michigan innerhalb von 45 Minuten fünf neue Weltrekorde auf, einen Weltrekord stellt er ein. Um 15:15 Uhr egalisiert er mit 9,4 Sekunden den bisherigen Weltrekord über 100 Yards (91,44 m). Um 15:25 Uhr springt er die Weltrekordweite von 8,13 Meter, die erst am 12. August 1960 von Ralph Boston überboten werden wird. Um 15:45 Uhr siegt er im Lauf über 220 Yards (201 m) mit 20,3 Sekunden, wobei er den Weltrekord um 0,3 Sekunden verbessert. Gleichzeitig wird diese Zeit als Verbesserung des Weltrekords über die kürzere 200-Meter-Strecke anerkannt. Um 16:00 Uhr bricht er mit 22,6 Sekunden als erster Läufer die 23-Sekunden-Marke auf der 220-Yards-Hürdenstrecke.
- 13. Juni: Max Baer verliert unerwartet bei seiner ersten Titelverteidigung den Titel des Boxweltmeisters im Schwergewicht durch einen Punktsieg seines Gegners Jim Braddock.
- 16. August: Einer Seilschaft unter Führung von Lawrence Rickard Wager gelingt die Erstbesteigung von Gunnbjørn Fjeld, dem höchsten Berg Grönlands.
- 22. September: Rudolf Caracciola wird Grand-Prix-Europameister.
- 16. Dezember: Durch den Wettkampfsieg gegen Alexander Aljechin wird Max Euwe der fünfte Schachweltmeister.
- 29. Dezember: Beim Versuch, einen Langstreckenrekord auf der Route Paris–Saigon zu fliegen, muss Antoine de Saint-Exupéry in der ägyptischen Wüste notlanden. Nach fünftägiger Wanderung wird er gerettet.

### Nobelpreise
| Preis                                   | Person                            | Land                   | Begründung für die Preisvergabe                                                                               | Bild                  |
| --------------------------------------- | --------------------------------- | ---------------------- | --- | --------------------- |
| Nobelpreis für Physik                   | James Chadwick (1891–1974)        | Vereinigtes Königreich | „für die Entdeckung des Neutrons“                                                                             | James Chadwick        |
| Nobelpreis für Chemie                   | Frédéric Joliot-Curie (1900–1958) | Frankreich             | „für ihre gemeinsam durchgeführten Synthesen von neuen radioaktiven Elementen“                                | Frédéric Joliot-Curie |
| Nobelpreis für Chemie                   | Irène Joliot-Curie (1897–1956)    | Frankreich             | „für ihre gemeinsam durchgeführten Synthesen von neuen radioaktiven Elementen“                                | Irène Joliot-Curie    |
| Nobelpreis für Physiologie oder Medizin | Hans Spemann (1869–1941)          | Deutschland            | „für die Entdeckung des Organisator-Effekts im embryonalen Entwicklungsstadium“                               | Hans Spemann          |
| Nobelpreis für Literatur                | nicht verliehen                   |                        | |                       |
| Friedensnobelpreis (verliehen 1936)     | Carl von Ossietzky (1889–1938)    | Deutschland            | Pazifist und Journalist (das Deutsche Reich verbietet daraufhin seinen Staatsbürgern die Annahme des Preises) | Carl von Ossietzky    |

## Geboren

### Januar
- 03. Januar: Alfredo del Águila, mexikanischer Fußballspieler († 2018)
- 03. Januar: Florencio Amarilla, paraguayischer Fußballspieler und Schauspieler († 2012)
- 03. Januar: Richard M. Karp, US-amerikanischer Informatiker
- 03. Januar: Walter Konrad, deutscher Jurist und Medienmanager († 2019)
- 03. Januar: Giovanni Kardinal Lajolo, italienischer Geistlicher und Apostolischer Nuntius in Deutschland
- 03. Januar: Christa Pasemann, deutsche Schauspielerin († 2018)
- 03. Januar: Renate Rasp, deutsche Schriftstellerin († 2015)
- 04. Januar: Walter Mahlendorf, deutscher Leichtathlet
- 04. Januar: Floyd Patterson, US-amerikanischer Boxer († 2006)
- 05. Januar: Heinz Börner, deutscher Mediziner und Hochschullehrer († 2024)
- 05. Januar: Forugh Farrochzad, iranische Dichterin und Filmregisseurin († 1967)
- 06. Januar: Jerzy Marchwiński, polnischer Pianist und Musikpädagoge († 2023)
- 06. Januar: Nino Tempo, US-amerikanischer Pop-Musiker († 2025)
- 07. Januar: Sergio Ammirata, italienischer Schauspieler
- 07. Januar: Marion Asche, deutsche Physikerin und Professorin († 2013)
- 07. Januar: Noam Sheriff, israelischer Komponist klassischer Musik († 2018)
- 08. Januar: Heino-Karl Aunin, estnischer Badmintonspieler († 2010)
- 08. Januar: Armin Distler, deutscher Arzt († 2025)
- 08. Januar: Robert Littell, US-amerikanischer Schriftsteller
- 08. Januar: Elvis Presley, US-amerikanischer Rock-’n’-Roll-Sänger († 1977) Elvis Presley, 1970

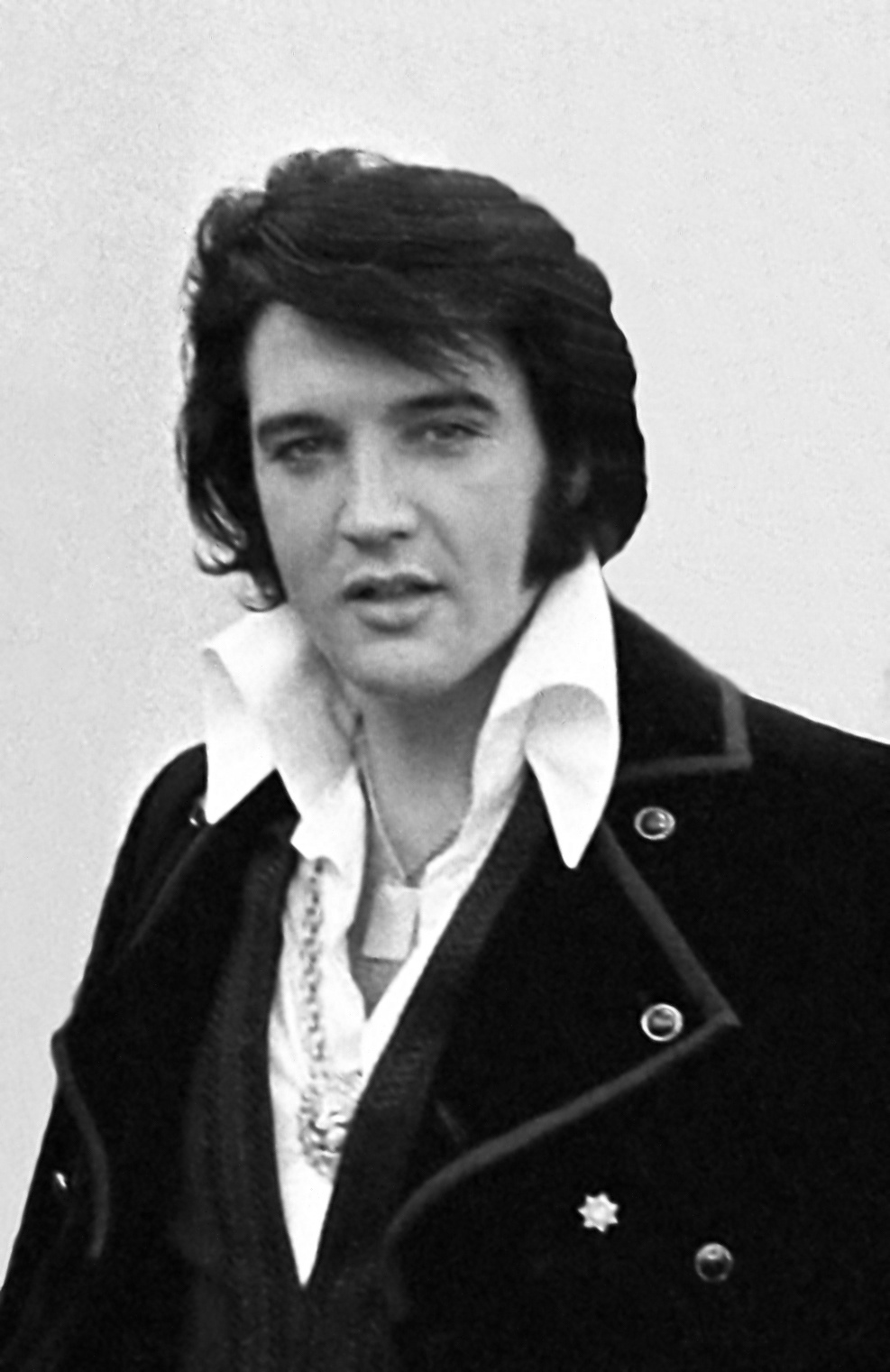
Elvis Presley, 1970

- 09. Januar: Silvio De Florentiis, italienischer Marathonläufer († 2021)
- 09. Januar: Bob Denver, US-amerikanischer Schauspieler († 2005)
- 09. Januar: John McCormack, schottischer Boxer († 2014)
- 10. Januar: Werner Andreas Albert, deutscher Dirigent († 2019)
- 10. Januar: Herb Andress, deutscher Film- und Fernsehschauspieler († 2004)
- 10. Januar: Ronnie Hawkins, US-amerikanischer Sänger und Pianist († 2022)
- 10. Januar: Georg Katzer, deutscher Komponist († 2019)
- 12. Januar: Horst Luthin, Vorsitzender Richter am Oberlandesgericht Hamm
- 13. Januar: Takashi Atōda, japanischer Schriftsteller
- 13. Januar: Mauro Forghieri, italienischer Motoren- und Rennwagen-Konstrukteur († 2022)
- 14. Januar: Werner Adam, deutscher Journalist und Germanist († 2009)
- 14. Januar: Sepp Viellechner, deutscher Sänger
- 14. Januar: Lucille Wheeler, kanadische Skirennläuferin
- 14. Januar: Jacob Yuchtman, Schachspieler († 1985)
- 15. Januar: Marcos Aguinis, argentinischer Neurochirurg und Schriftsteller
- 15. Januar: Mauro Bicicli, italienischer Fußballspieler und -trainer († 2001)
- 15. Januar: Luigi Radice, italienischer Fußballspieler und -trainer († 2018)
- 15. Januar: Heinz Siebeneicher, deutscher Radio- und Fernsehmoderator († 2010)
- 15. Januar: Robert Silverberg, US-amerikanischer Science-Fiction-Autor
- 15. Januar: Alfons Zschockelt, deutscher Richter (zuvor Jazzmusiker) († 2023)
- 16. Januar: Inger Christensen, dänische Schriftstellerin († 2009)
- 16. Januar: A. J. Foyt, US-amerikanischer Automobilrennfahrer
- 16. Januar: Joachim Grubich, polnischer Organist und Musikpädagoge († 2025)
- 16. Januar: Christian Heins, brasilianischer Automobilrennfahrer († 1963)
- 16. Januar: Udo Lattek, deutscher Fußballspieler und -trainer († 2015) Udo Lattek, 1973

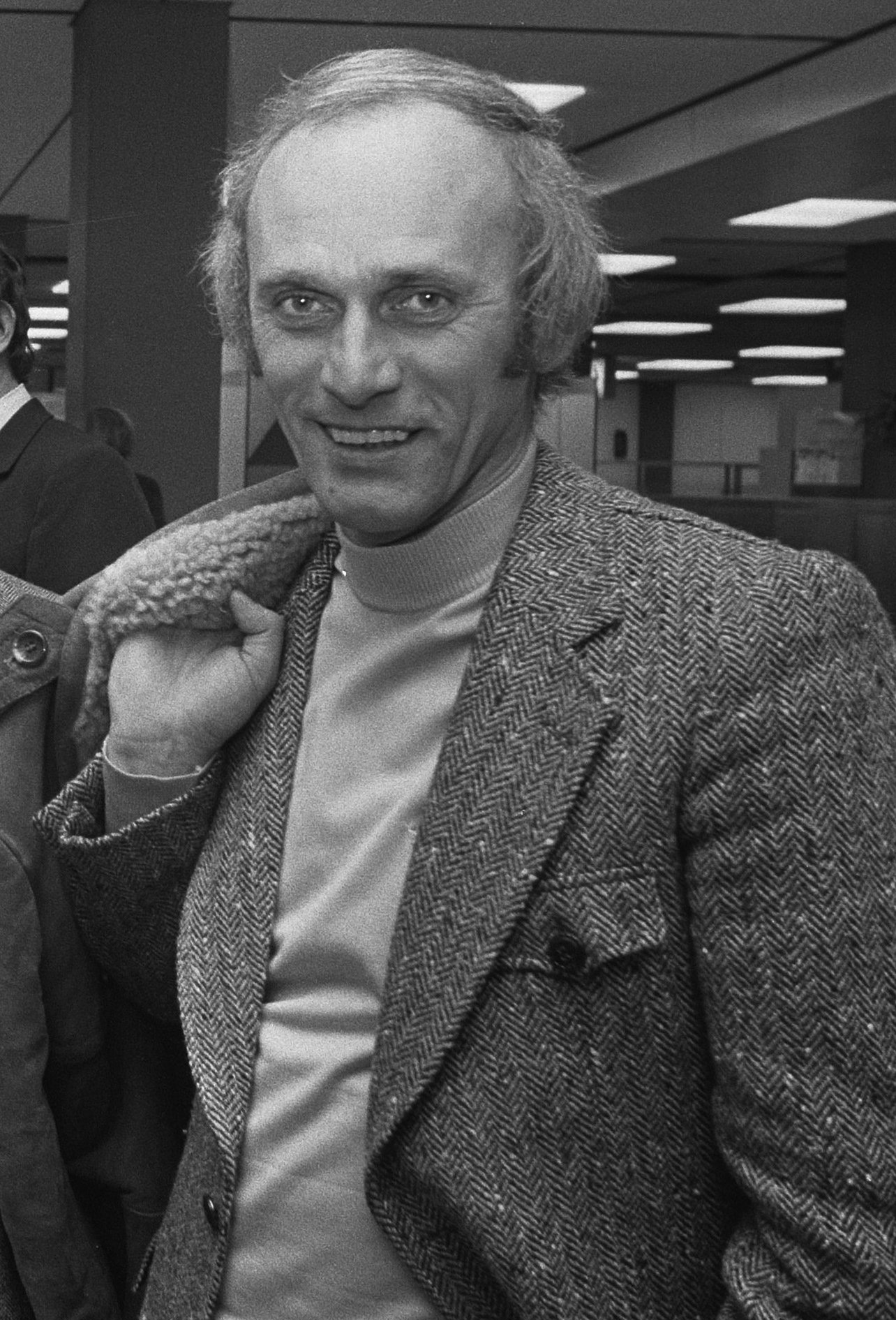
Udo Lattek, 1973

- 16. Januar: Willie Walsh, irischer römisch-katholischer Bischof († 2025)
- 17. Januar: Willi Altig, deutscher Radrennfahrer
- 17. Januar: Günter Bär, deutscher Fußballtorhüter
- 17. Januar: Jeremias Kaligiorgis, griechischer Metropolit († 2025)
- 17. Januar: Ruth Ann Minner, US-amerikanische Politikerin († 2021)
- 18. Januar: Pjetër Arbnori, albanischer Schriftsteller und Politiker († 2006)
- 18. Januar: Clemens Ganz, deutscher Kirchenmusiker († 2023)
- 18. Januar: Oswald Ring, deutscher Jurist und Medienmanager († 2023)
- 19. Januar: Johnny O’Keefe, australischer Rock-’n’-Roll-Musiker († 1978)
- 19. Januar: Philip Agee, US-amerikanischer Geheimagent, Buchautor und Reiseunternehmer († 2008)
- 19. Januar: Shō Shibata, japanischer Schriftsteller, Übersetzer und Germanist
- 19. Januar: Herbert Walther, deutscher Physiker († 2006)
- 20. Januar: Achim Benning, deutscher Schauspieler und Regisseur († 2024)
- 21. Januar: Cheíto González, puerto-ricanischer Sänger, Gitarrist und Komponist († 1962)
- 22. Januar: Pierre S. du Pont IV., US-amerikanischer Politiker († 2021)
- 22. Januar: Alexander Men, russischer Geistlicher und Dissident († 1990)
- 22. Januar: Walentina Talysina, sowjetische bzw. russische Schauspielerin († 2025)
- 22. Januar: Dietrich Welte, deutscher Geochemiker († 2025)
- 23. Januar: Mike Agostini, Sprinter aus Trinidad und Tobago († 2016)
- 23. Januar: Jerry Tubbs, US-amerikanischer American-Football-Spieler († 2012)
- 23. Januar: Fred Zander, deutscher Politiker († 2012)
- 24. Januar: John Trickey, australischer Radrennfahrer († 2022)
- 25. Januar: António Ramalho Eanes, Präsident von Portugal
- 25. Januar: James Gordon Farrell, irisch-britischer Schriftsteller († 1979)
- 25. Januar: Don Maynard, US-amerikanischer American-Football-Spieler († 2022)
- 25. Januar: Franco Nenci, italienischer Boxer († 2020)
- 25. Januar: Maurice Nussbaumer, französischer Automobilrennfahrer († 1981)
- 25. Januar: Susanne Rosenkrantz-Theil, dänische Schauspielerin († 2006)
- 26. Januar: Corrado Augias, italienischer Journalist, Autor und Fernsehmoderator
- 26. Januar: Lee Baxandall, US-amerikanischer Schriftsteller, Übersetzer und Aktivist der Nudismusbewegung († 2008)
- 26. Januar: Henry Jordan, US-amerikanischer American-Football-Spieler und Konzertveranstalter († 1977)
- 26. Januar: Friðrik Ólafsson, isländischer Schachgroßmeister († 2025)
- 26. Januar: Hans-Kurt Mees, Richter am Bundesgerichtshof
- 26. Januar: Paula Rego, portugiesisch-britische Malerin und Grafikerin († 2022)
- 26. Januar: Peter Ronnefeld, deutscher Komponist und Dirigent († 1965)
- 27. Januar: Gerhard Hamann, deutscher Cellist († 2000)
- 28. Januar: Jürgen Andrees, deutscher Wirtschaftsingenieur und Politiker
- 28. Januar: David Lodge, englischer Schriftsteller († 2025)
- 28. Januar: Hermann Peter Piwitt, deutscher Schriftsteller
- 28. Januar: Adolf Schwarte, deutscher Mittelstreckenläufer
- 28. Januar: Gerulf Stix, österreichischer Politiker und Wirtschaftsberater († 2024)
- 29. Januar: Luboš Kohoutek, tschechischer Astronom († 2023)
- 29. Januar: Theodor J. Reisdorf, deutscher Schriftsteller († 2015)
- 30. Januar: Richard Brautigan, US-amerikanischer Schriftsteller († 1984)
- 30. Januar: Ambros Seelos, deutscher Saxophonist, Klarinettist, Bandleader und Arrangeur († 2015)
- 30. Januar: Jean Tiberi, französischer Politiker († 2025)
- 31. Januar: Kenzaburō Ōe, japanischer Schriftsteller und Nobelpreisträger († 2023)

### Februar
- 01. Februar: Wladimir Aksjonow, sowjetischer Kosmonaut († 2024)
- 01. Februar: Dieter Kühn, deutscher Schriftsteller († 2015)
- 01. Februar: Herman H. Schwedt, deutscher Kirchenhistoriker († 2025)
- 02. Februar: Elga Andersen, deutsche Schauspielerin und Sängerin († 1994)
- 02. Februar: Glenn Barber, US-amerikanischer Country-Musiker († 2008)
- 02. Februar: Marian Jochman, polnischer Leichtathlet († 2020)
- 02. Februar: Michel Subor, französischer Schauspieler († 2022)
- 02. Februar: Mary Louise Wehman, US-amerikanische Schwimmerin († 2021)
- 03. Februar: Dieter Bäumle, Schweizer Komponist († 1981)
- 03. Februar: Johnny „Guitar“ Watson, US-amerikanischer Blues-, Soul- und Funk-Musiker († 1996)
- 04. Februar: Rex Aubrey, australischer Schwimmer († 2021)
- 04. Februar: Gottfried Heller, deutscher Vermögensverwalter und Autor
- 04. Februar: Barbara Konopka, polnische Turnerin († 2023)
- 04. Februar: Carin Kreuzberg, deutsche Bildhauerin
- 04. Februar: Konrad Porzner, deutscher Politiker, Staatssekretär und Präsident des Bundesnachrichtendienstes († 2021)
- 04. Februar: Peter Proksch, österreichischer Maler und Grafiker († 2012)
- 05. Februar: Max Deubel, deutscher Motorradrennfahrer
- 05. Februar: Jack Findlay, australischer Motorradrennfahrer († 2007)
- 05. Februar: Roger-Claude Guignard, Schweizer Regattasegler († 2022)
- 05. Februar: Alex Harvey, schottischer Rockmusiker († 1982)
- 05. Februar: Siegfried Kessler, deutsch-französischer Pianist, Komponist und Flötist († 2007)
- 05. Februar: Sandra Paretti, deutsche Schriftstellerin († 1994)
- 06. Februar: Bruno Hillebrand, deutscher Literaturwissenschaftler und Schriftsteller († 2016)
- 06. Februar: Theodor Maas-Ewerd, deutscher Professor für Liturgiewissenschaft († 2002)
- 06. Februar: Anne Marie Moss, kanadische Jazzsängerin († 2012)
- 06. Februar: Peter Thom, deutscher Schauspieler († 2005)
- 07. Februar: Heinz Czechowski, deutscher Lyriker und Dramaturg († 2009)
- 07. Februar: Jörg Schneider, Schweizer Schauspieler († 2015)
- 07. Februar: Herward Wieck, deutscher Handballspieler und Handballtrainer
- 08. Februar: Herbert Fenn, deutscher Rechtswissenschaftler, Tanzsportler und Sportfunktionär († 2001)
- 08. Februar: Bill Smith, britischer Motorradrennfahrer
- 09. Februar: Manfred Fitze, deutscher Ruderer
- 09. Februar: Peter Krüger, Brigadegeneral der Luftwaffe der Bundeswehr († 2013)
- 10. Februar: Theodore Antoniou, griechischer Dirigent und Komponist († 2018)
- 10. Februar: Ezard Haußmann, deutscher Schauspieler († 2010)
- 10. Februar: Konrad Klapheck, deutscher Grafiker und Maler († 2023)
- 10. Februar: Tadeusz Strugała, polnischer Dirigent und Musikpädagoge
- 11. Februar: Rudolf Hoffmann, deutscher Fußballspieler († 2020)
- 11. Februar: Heinz Niedrig, deutscher Professor für Experimentalphysik mit dem Arbeitsschwerpunkt Elektronenmikroskopie.
- 11. Februar: Gene Vincent, US-amerikanischer Musiker († 1971) Gene Vincent (1967)

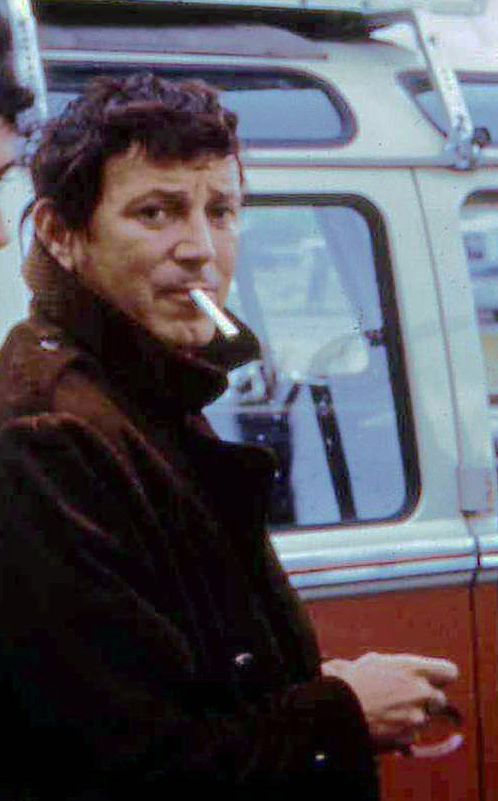
Gene Vincent (1967)

- 12. Februar: Art Adams, US-amerikanischer Rockabilly-Musiker
- 12. Februar: Jean Jensen, britische Schwimmerin († 2021)
- 12. Februar: Harro Zimmer, deutscher Astronom, Raumfahrtexperte und Journalist († 2025)
- 13. Februar: Dietrich Arndt, deutscher Mediziner († 2018)
- 13. Februar: Hasan Hanafi, ägyptischer Philosoph († 2021)
- 14. Februar: Ann Ladiges, deutsche Fernsehansagerin, Autorin und Drehbuchschreiberin († 2019)
- 14. Februar: Harald Rose, deutscher Physiker
- 15. Februar: John Rusling Block, US-amerikanischer Politiker
- 15. Februar: Susan Brownmiller, US-amerikanische Journalistin und Schriftstellerin († 2025)
- 15. Februar: Roger B. Chaffee, US-amerikanischer Astronaut († 1967)
- 15. Februar: Wallace Sargent, US-amerikanischer Astronom († 2012)
- 16. Februar: Kurt Biesalski, deutscher Buch- und Filmautor († 2022)
- 16. Februar: Sonny Bono, US-amerikanischer Sänger, Schauspieler und Politiker († 1998)
- 16. Februar: Graciela Rodo Boulanger, bolivianische Malerin
- 16. Februar: Bradford W. Parkinson, US-amerikanischer Raumfahrtingenieur, Hochschullehrer und Wirtschaftsmanager
- 17. Februar: Gene Gossage, US-amerikanischer American-Football-Spieler († 2011)
- 17. Februar: Wolf-Dietrich Speck von Sternburg, deutscher Hotelier und Kunstmäzen
- 18. Februar: Nicolás Antonio Castellanos Franco, spanischer römisch-katholischer Bischof († 2025)
- 18. Februar: Jacques Camatte, französischer Schriftsteller († 2025)
- 19. Februar: Siegfried Akkermann, deutscher Wissenschaftler, Arzt und Schriftsteller († 2024)
- 20. Februar: Ellen Gilchrist, US-amerikanische Schriftstellerin († 2024)
- 20. Februar: Gottfried Tröger, deutscher Politiker und MdB († 2016)
- 21. Februar: Jan Wallgren, norwegischer Komponist und Jazzmusiker († 1996)
- 22. Februar: Quirin Amper Jr., deutscher Komponist († 1998)
- 22. Februar: Danilo Kiš, serbischer Schriftsteller († 1989)
- 23. Februar: Rostom Abaschidse, sowjetischer Ringer
- 23. Februar: Alexander Deichsel, deutscher Soziologe
- 24. Februar: Johanna Langanger, österreichische Politikerin († 2025)
- 24. Februar: Peter Schukraft, deutscher Fußballspieler († 2021)
- 25. Februar: Tony Campolo, US-amerikanischer Soziologe und baptistischer Theologe († 2024)
- 25. Februar: Gerhard Mauer, deutscher Landrat
- 26. Februar: Paul Anderson, britischer Regattasegler († 2022)
- 26. Februar: Brigitte Grothum, deutsche Schauspielerin, Synchronsprecherin, Filmproduzentin und Regisseurin
- 26. Februar: Ri Kaisei, japanischer Schriftsteller († 2025)
- 26. Februar: Artur Rasizadə, aserbaidschanischer Politiker
- 26. Februar: Cícero Sandroni, brasilianischer Journalist und Schriftsteller († 2025)
- 26. Februar: Mäni Weber, Schweizer Fernseh-Quizmaster, Moderator und Radioreporter († 2006)
- 27. Februar: Eleanor Antin, US-amerikanische Künstlerin
- 27. Februar: Mirella Freni, italienische Opernsängerin (lyrischer Sopran) († 2020)
- 27. Februar: Theodor Hoffmann, Chef der NVA und Minister für Nationale Verteidigung der DDR († 2018)
- 27. Februar: Margarete Jehn, deutsche Schriftstellerin und Liedermacherin († 2021)
- 28. Februar: Raúl Arellano, mexikanischer Fußballspieler († 1997)
- 28. Februar: Klaus Piontek, deutscher Schauspieler († 1998)

### März
- 01. März: Walter Acosta, uruguayischer Schauspieler, Theaterregisseur und Dramaturg
- 01. März: Francis Folorunsho Clement Alonge, Bischof von Ondo
- 01. März: Robert Conrad, US-amerikanischer Schauspieler († 2020)
- 01. März: Leze Qena, kosovo-albanische Schauspielerin († 2020)
- 01. März: Yola Ramírez, mexikanische Tennisspielerin († 2025)
- 01. März: Axel Scholtz, deutscher Schauspieler († 2025)
- 02. März: Horst Singer, deutscher Handballspieler († 2025)
- 03. März: Mal Anderson, australischer Tennisspieler
- 03. März: Dieter Appelt, deutscher Fotograf, Maler, Bildhauer, Video-, Aktions- und Objektkünstler
- 03. März: Georg Bautzmann, deutscher Brigadegeneral († 2025)
- 03. März: Hartmut Bossel, deutscher Umweltforscher
- 03. März: Schelju Schelew, bulgarischer Philosoph, Politiker und Staatspräsident († 2015)
- 04. März: Bent Larsen, dänischer Schachspieler († 2010)
- 04. März: Horst H. Vollmer, deutscher Hörspielregisseur und -sprecher († 2020)
- 05. März: Letizia Battaglia, italienische Fotografin († 2022)
- 05. März: Larry Bossidy, US-amerikanischer Manager und Autor († 2025)
- 05. März: Christoph Zülch, Richter am Bundesgerichtshof († 2024)
- 06. März: Ron Delany, irischer Mittelstreckenläufer und Olympiasieger
- 06. März: Eva Rühmkorf, deutsche Politikerin († 2013)
- 06. März: Sergio Tagliapietra, italienischer Ruderer († 2022)
- 07. März: Giuseppe Anfossi, italienischer Bischof von Aosta
- 07. März: Josef Deutsch, deutscher Fußballspieler
- 10. März: Manfred Germar, deutscher Leichtathlet
- 11. März: Liselotte M. Davis, deutsch-US-amerikanische Germanistin
- 11. März: Nancy Kovack, US-amerikanische Film- und Theaterschauspielerin sowie ehemaliges Fotomodell
- 11. März: Ernst Lindner, deutscher Fußballspieler († 2012)
- 11. März: Heinz Schemken, deutscher Politiker († 2021)
- 12. März: Heinz Ahrens, deutscher Industriemanager († 2017)
- 12. März: Jacques Benveniste, französischer Mediziner († 2004)
- 12. März: Arne Eggebrecht, deutscher Ägyptologe († 2004)
- 12. März: Manfred Werp, Richter am deutschen Bundesgerichtshof
- 13. März: Siegfried Cramer, deutscher Ingenieur († 2025)
- 13. März: Hans H. Hattemer, deutscher Forstwissenschaftler und Genetiker († 2022)
- 13. März: Hilmar Kopper, deutscher Bankier († 2021)
- 13. März: Frank Rand, US-amerikanischer Unternehmer und Automobilrennfahrer († 2003)
- 14. März: Jo van den Booren, niederländischer Komponist und Musiker
- 14. März: Jan van Nerijnen, niederländischer Komponist und Dirigent († 2016)
- 15. März: Doris Abeßer, deutsche Schauspielerin, Hörspiel- und Synchronsprecherin († 2016)
- 15. März: David Andrews, irischer Politiker und Minister
- 16. März: Lorenzo Chiarinelli, italienischer Bischof († 2020)
- 16. März: Qazi Massarrat Hussain, pakistanischer Hockeyspieler († 2021)
- 16. März: Peter Paetzold, deutscher Chemiker († 2023)
- 17. März: Valerio Adami, italienischer Maler
- 17. März: Wolfgang Fischer, deutscher Brigadegeneral
- 17. März: Ab Geldermans, niederländischer Radrennfahrer  († 2025)
- 17. März: Óscar Panno, argentinischer Schach-Großmeister
- 18. März: Antonios Naguib, ägyptischer Patriarch von Alexandrien († 2022)
- 20. März: Óscar Chávez, mexikanischer Schauspieler und Sänger († 2020)
- 20. März: Karl Golikow, deutscher Bergsteiger († 1972)
- 20. März: Bodo Heimann, deutscher Schriftsteller
- 20. März: Sam Lay, US-amerikanischer Bluessänger und -schlagzeuger († 2022)
- 21. März: Brian Clough, englischer Fußballspieler und Trainer († 2004)
- 21. März: Hubert Fichte, deutscher Schriftsteller († 1986)
- 21. März: Erich Kunzel, US-amerikanischer Dirigent († 2009)
- 21. März: Werner Theune, Richter am Bundesgerichtshof
- 21. März: Fred Willamowski, deutscher Motorradrennfahrer († 2003)
- 22. März: Horst Paulmann Kemna, deutsch-chilenischer Unternehmer († 2025)
- 23. März: Ernst Finkemeyer, deutscher Jurist und Oberstadtdirektor von Essen († 1981)
- 23. März: Hans Lenk, Philosoph und Leistungssportler († 2024)
- 23. März: Valentino Ragni, Schweizer Komponist und Pianist
- 24. März: Peter Bichsel, Schweizer Schriftsteller († 2025)
- 24. März: Fritz Gallati, Schweizer Radrennfahrer († 2020)
- 24. März: Peret, spanischer Sänger und Gitarrist († 2014)
- 25. März: Gottfried Haschke, deutscher Politiker († 2018)
- 26. März: Stig Pettersson, schwedischer Hochspringer
- 27. März: Jochen Amme, deutscher Buchautor († 2016)
- 27. März: Julian Glover, englischer Schauspieler
- 27. März: Gerhard Gottschalk, deutscher Mikrobiologe und Genomforscher
- 28. März: Hubert Hahne, deutscher Automobilrennfahrer († 2019)
- 28. März: Claus Jurichs, deutscher Schauspieler und Synchronsprecher († 2005)
- 29. März: Renate Holland-Moritz, deutsche Schriftstellerin und Journalistin († 2017)
- 29. März: Hans-Ulrich Klose, deutscher Politiker († 2022)
- 29. März: Wolfgang Uhlmann, deutscher Schachspieler († 2020)
- 30. März: Karl Berger, deutscher Jazz-Vibraphonist und Pianist († 2023)
- 30. März: John Eaton, US-amerikanischer Komponist und Pianist († 2015)
- 30. März: Heather Goodman, britische Kanutin († 2022)
- 30. März: Gordon Mumma, US-amerikanischer Komponist und Hornist#
- 30. März: Karl Segelbacher, deutscher Fußballspieler
- 31. März: Rolf Becker, deutscher Schauspieler

### April
- 01. April: Ena Hartman, US-amerikanische Schauspielerin
- 01. April: Yvon Mallette, kanadischer Animator
- 02. April: Stephen Addiss, US-amerikanischer Kunst- und Musikwissenschaftler, Hochschullehrer, Musiker, Komponist, Lyriker, Maler, Grafiker, Kalligraph und Keramiker († 2022)
- 02. April: Bernard John Ashley, britischer Schriftsteller
- 02. April: Dieter Schneider, deutscher Wirtschaftswissenschaftler († 2014)
- 02. April: Ivo Trumbić, jugoslawischer Wasserballspieler († 2021)
- 03. April: Richard Kaiser, österreichischer Landwirt und Politiker († 2019)
- 04. April: Wilfried Herbst, deutscher Schauspieler und Synchronsprecher
- 04. April: François-Bernard Mâche, französischer Komponist
- 05. April: Claus Grobecker, deutscher Politiker († 2018)
- 05. April: Donald Lynden-Bell, britischer Astronom und Astrophysiker († 2018)
- 06. April: Pierre Durand, französischer Komponist und Musikpädagoge († 1998)
- 06. April: Colin Hart, britischer Boxsportkommentator († 2025)
- 06. April: John Pepper Clark, nigerianischer Schriftsteller († 2020)
- 06. April: Takashi Ishimoto, japanischer Schwimmer († 2009)
- 06. April: Rolf Urs Ringger, Schweizer Komponist und Musikjournalist († 2019)
- 06. April: Luis del Sol, spanischer Fußballspieler († 2021)
- 07. April: Bobby Bare, US-amerikanischer Country-Sänger
- 07. April: Gerd Bockwoldt, deutscher Religionspädagoge († 2025)
- 07. April: Mário Ribeiro, portugiesischer Sportschütze († 2021)
- 08. April: Oscar Zeta Acosta, US-amerikanischer Rechtsanwalt, Schriftsteller, Politiker und Aktivist († 1974)
- 08. April: Tore Austad, norwegischer Politiker († 2025)
- 08. April: Lars Clausen, deutscher Soziologe († 2010)
- 08. April: Avi Primor, israelischer Diplomat und Publizist
- 09. April: Irina Asisjan, russische Kunsthistorikerin, Architektin und Malerin († 2009)
- 09. April: Josef Fritzl, österreichischer Unternehmer, Sexualstraftäter und Entführer
- 09. April: Aulis Sallinen, finnischer Komponist
- 10. April: Jorge Mester, mexikanischer Dirigent und Musikpädagoge
- 11. April: Vader Abraham, niederländischer Sänger († 2022) Vader Abraham, 2007

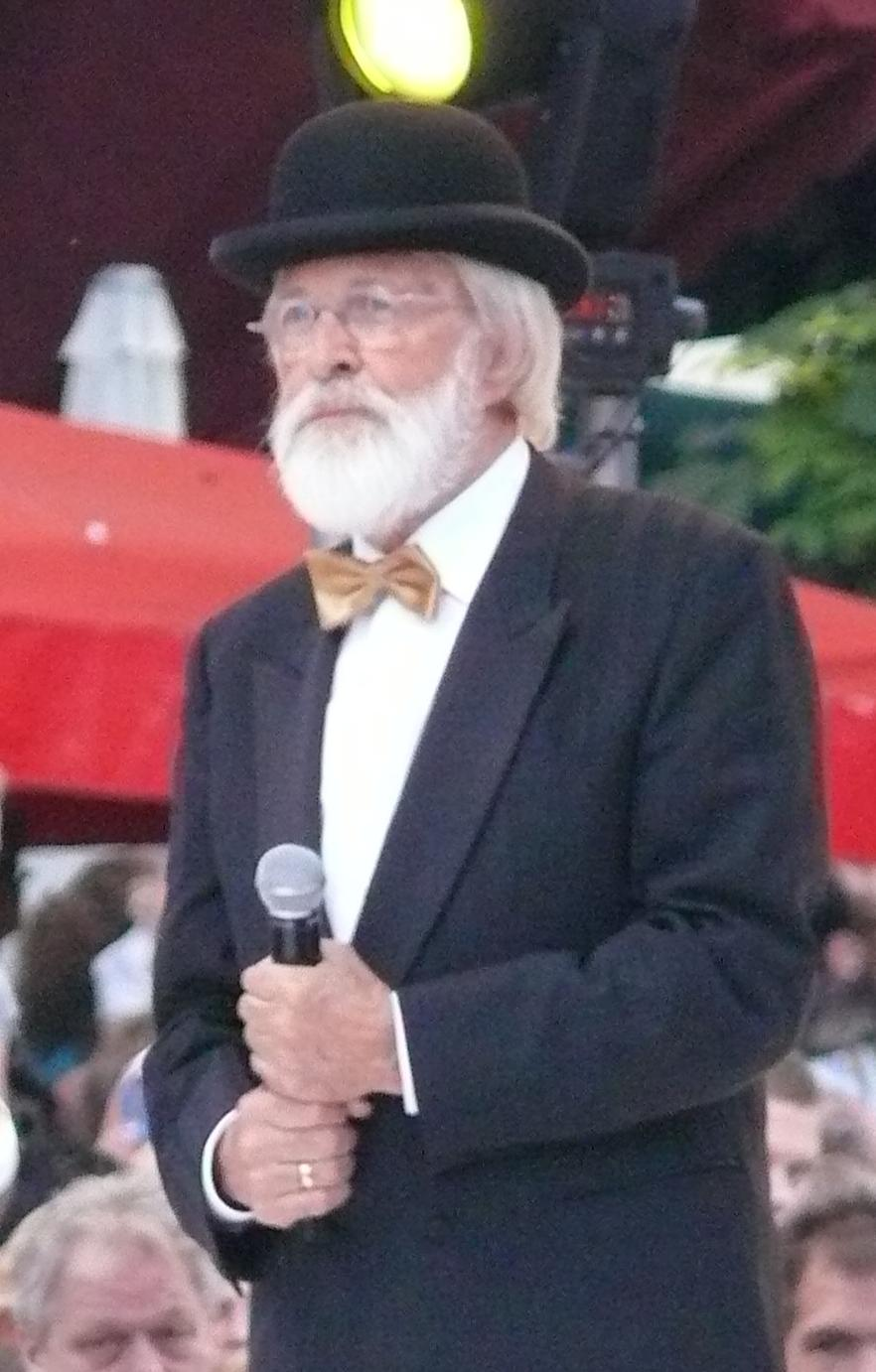
Vader Abraham, 2007

- 11. April: Kazys Almenas, litauischer Schriftsteller, Ingenieur und Physiker († 2017)
- 11. April: Richard Kuklinski, amerikanischer Serienmörder († 2006)
- 12. April: Jimmy Makulis, griechischer Schlagersänger († 2007)
- 12. April: Cora Roberts, deutsche Schauspielerin
- 14. April: Juan Báez, puerto-ricanischer Basketballspieler († 2022)

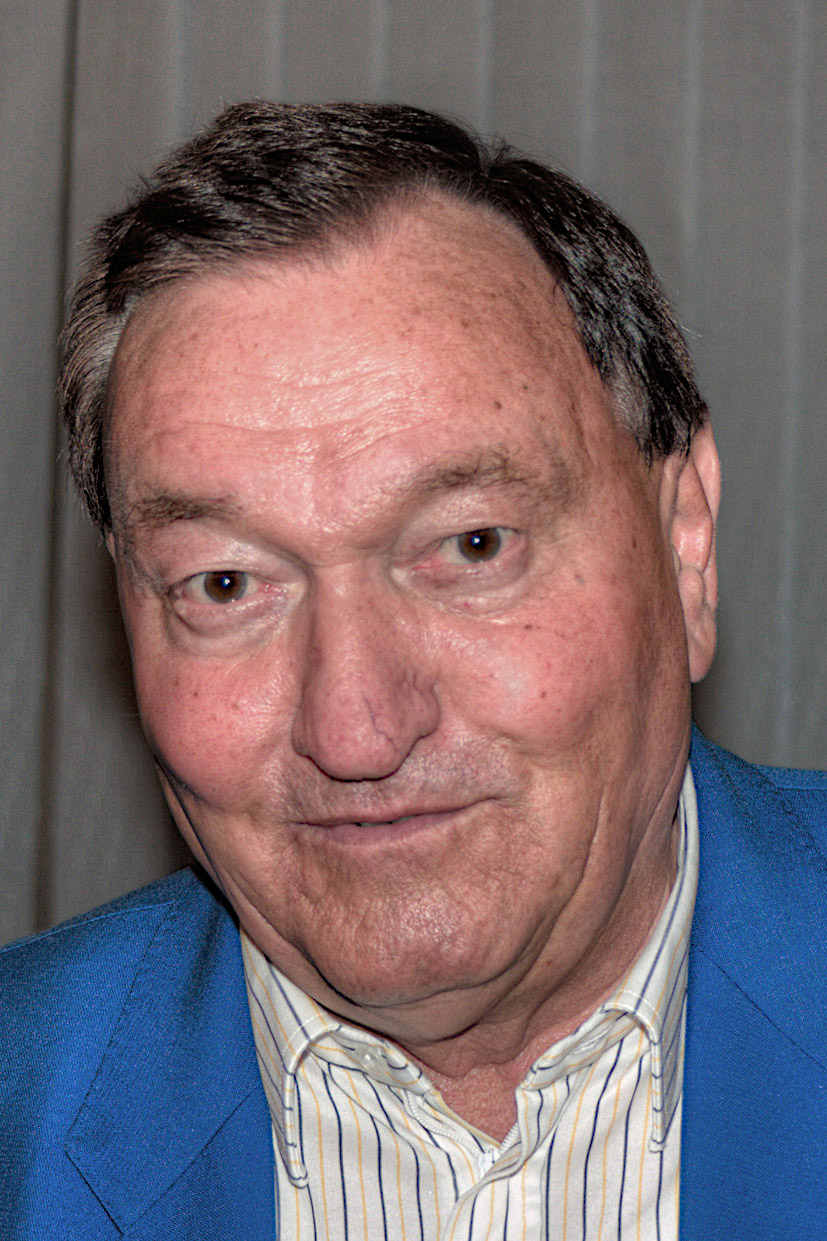
Erich von Däniken, 2009

- 14. April: Erich von Däniken, Schweizer Hotelier und Schriftsteller
- 16. April: Nicolae Brânduș, rumänischer Komponist († 2023)
- 17. April: Lamar Lundy, US-amerikanischer American-Football-Spieler († 2007)
- 18. April: Alf Mintzel, deutscher Soziologe und Politologe († 2025)
- 19. April: Dudley Moore, englischer Schauspieler und Komikerl
- 19. April: Josef Vojta, tschechoslowakischer Fußballspieler († 2023)
- 20. April: Reinhold Würth, deutscher Unternehmer
- 21. April: Peter Frisch, deutscher Jurist, Präsident des Bundesamtes für Verfassungsschutz († 2018)
- 21. April: Charles Grodin, US-amerikanischer Schauspieler († 2021)
- 21. April: Thomas Kean, US-amerikanischer Politiker
- 21. April: Heinz Meynhardt, deutscher Verhaltensforscher, Tierfilmer und Sachbuchautor († 1989)
- 21. April: Karl-Ernst Schottes, deutscher Leichtathlet
- 22. April: Paul Chambers, US-amerikanischer Jazz-Bassist († 1969)
- 22. April: W. S. Holland, US-amerikanischer Schlagzeuger († 2020)
- 22. April: Rita Johnston, kanadische Politikerin

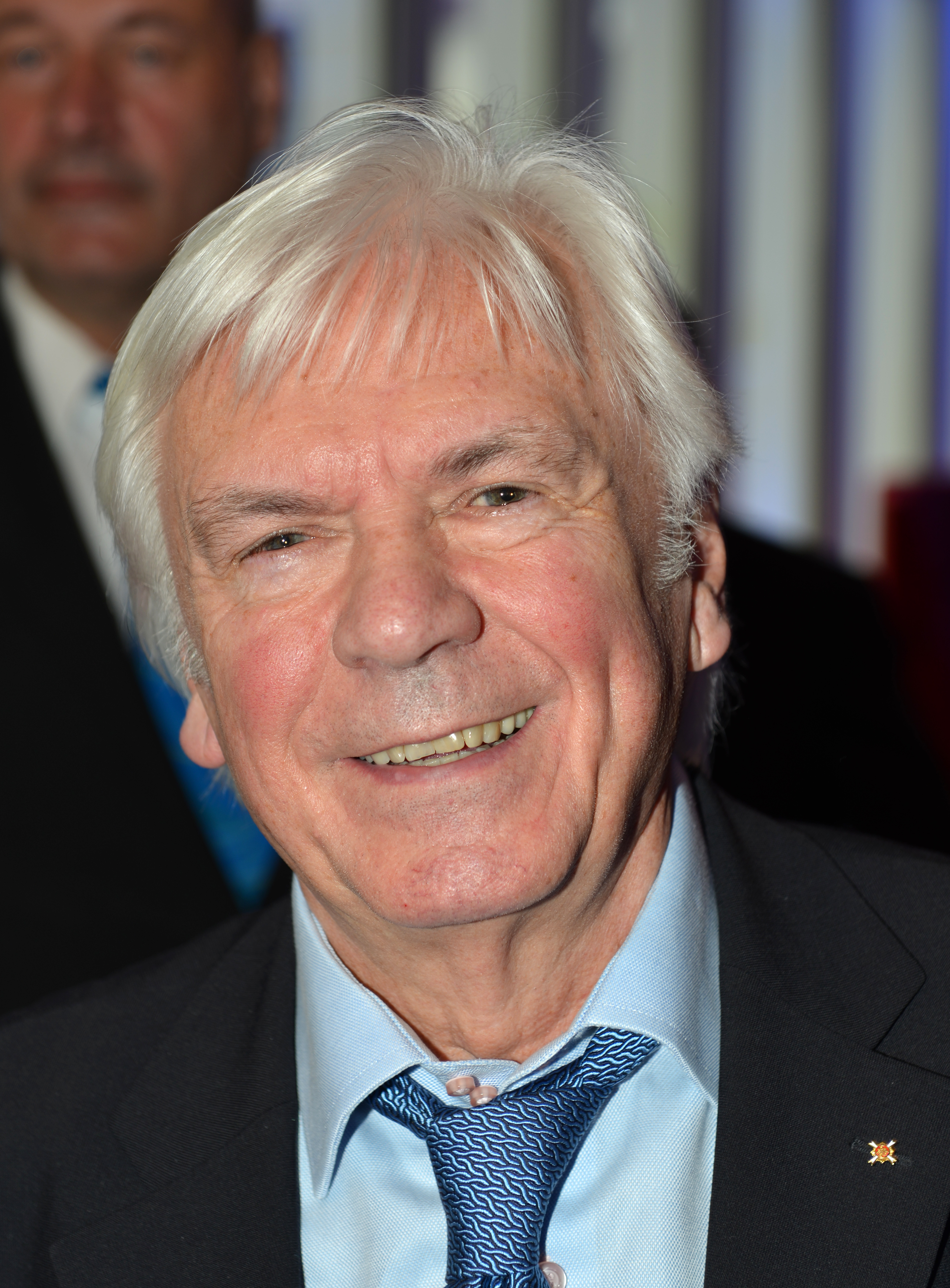
Dieter Kürten (2014)

- 23. April: Dieter Kürten, deutscher Sportreporter
- 24. April: Héctor Barinas, venezolanischer Sänger und Komponist († 1979)
- 24. April: Jerzy Godziszewski, polnischer Pianist und Musikpädagoge († 2016)
- 24. April: Gerd Hennig, deutscher Fußballschiedsrichter († 2017)
- 25. April: Inga Freidenfelds, australischer Basketballspieler († 2022)
- 26. April: George Draga, rumänischer Komponist († 2008)
- 26. April: Charles Plymell, US-amerikanischer Autor, Verleger
- 26. April: Amar Singh Mangat, kenianischer Hockeyspieler († 2022)
- 26. April: Gerardo Pierro, italienischer römisch-katholischer Erzbischof († 2025)
- 27. April: Theo Angelopoulos, griechischer Filmregisseur († 2012)
- 27. April: Ursula Hinrichs, deutsche Schauspielerin
- 27. April: Helga Labudda, deutsche Schauspielerin († 2014)
- 28. April: Gennadi Tschetwerikow, sowjetischer bzw. belarussischer Schauspieler, Stuntman und Zirkusdarsteller († 2018)
- 29. April: Gundi Busch, deutsche Eiskunstläuferin († 2014)
- 29. April: Maria de Lourdes Pereira dos Santos Van-Dúnem, angolanische Sängerin († 2006)
- 29. April: Otis Rush, US-amerikanischer Blues-Gitarrist († 2018)
- 29. April: Otto M. Zykan, österreichischer Komponist († 2006)

### Mai
- 01. Mai: Walter Deuss, deutscher Manager
- 01. Mai: Eberhardt Renz, Landesbischof der evangelischen Landeskirche in Württemberg
- 02. Mai: Luis Suárez, spanischer Fußballspieler († 2023)
- 03. Mai: Christoph Demke, deutscher evangelischer Theologe und Bischof († 2021)
- 04. Mai: Reshat Bardhi, albanischer Theologe († 2011)
- 04. Mai: Rüdiger Nehberg, deutscher Menschenrechtsaktivist, Konditor und Überlebenskünstler († 2020)
- 04. Mai: Luandino Vieira, angolanischer Schriftsteller
- 05. Mai: Heinrich Apel, deutscher Künstler, Bildhauer und Restaurator († 2020)
- 05. Mai: Almut Brömmel, deutsche Leichtathletin und Olympiateilnehmerin
- 05. Mai: Harlon Hill, US-amerikanischer American-Football-Spieler († 2013)
- 06. Mai: Klaus Immelmann, deutscher Verhaltensbiologe († 1987)
- 07. Mai: Friedrich-Adolf Jahn, deutscher Politiker († 2016)
- 07. Mai: Gérard Lefranc, französischer Fechter († 2025)
- 08. Mai: Jack Charlton, englischer Fußballtrainer und Fußballspieler († 2020)
- 09. Mai: Wolf von Fabeck, deutscher Solar-Aktivist († 2025)
- 09. Mai: Jørgen Frantzen, dänischer Ruderer († 2020)
- 09. Mai: Halina Poświatowska, polnische Dichterin († 1967)
- 10. Mai: Judith Beckmann, US-amerikanische Sopranistin († 2022)
- 10. Mai: Peter Pütz, deutscher Germanist († 2003)
- 11. Mai: Doug McClure, US-amerikanischer Schauspieler († 1995)
- 13. Mai: Luciano Benetton, italienischer Unternehmer
- 13. Mai: Miki Taku, japanischer Schriftsteller († 2023)
- 13. Mai: Teddy Randazzo, US-amerikanischer Musikproduzent, Komponist, Songwriter und Sänger († 2003)
- 13. Mai: Yizhak Sadai, israelischer Komponist und Musikpädagoge († 2019)
- 15. Mai: Barry Crump, neuseeländischer Schriftsteller († 1996)
- 15. Mai: René Regenass, Schweizer Schriftsteller († 2024)
- 18. Mai: Josef Ahammer, österreichischer Priester († 2017)
- 18. Mai: Wolfgang Kermer, deutscher Kunsthistoriker
- 18. Mai: Karin Lesch, deutsche Schauspielerin († 2025)
- 19. Mai: Fritz Rudolf Fries, deutscher Schriftsteller und Übersetzer († 2014)
- 19. Mai: Cecil McBee, US-amerikanischer Jazz-Bassist
- 20. Mai: Hanna Krall, polnische Schriftstellerin und Journalistin
- 20. Mai: José Mujica, uruguayischer Politiker († 2025)
- 20. Mai: Dino Saluzzi, argentinischer Bandoneonspieler und Komponist
- 21. Mai: Hisako Matsubara, japanische Schriftstellerin
- 22. Mai: Armando Almánzar Rodríguez, dominikanischer Schriftsteller und Filmkritiker († 2017)
- 22. Mai: Theodor Berchem, deutscher Wissenschaftler und Universitätspräsident
- 22. Mai: Volker Schäfer, deutscher Historiker († 2025)
- 23. Mai: Susan Cooper, britische Schriftstellerin
- 25. Mai: Otto Hegner, deutscher Brigadegeneral
- 25. Mai: Dieter Strützel, deutscher Kulturwissenschaftler und Soziologe († 1999)
- 25. Mai: Jim Trueman, US-amerikanischer Unternehmer und Automobilrennfahrer († 1986)
- 26. Mai: Joachim Jaeger, deutscher evangelisch-lutherischer Geistlicher
- 27. Mai: Luud Schimmelpennink, niederländischer Erfinder, Politiker
- 28. Mai: Jürgen Claus, deutscher Künstler, Schriftsteller († 2023)
- 29. Mai: André Brink, südafrikanischer Schriftsteller († 2015)
- 29. Mai: Jean-Pierre Escalettes, französischer Fußballfunktionär
- 29. Mai: Wolfgang Lohmann, deutscher Politiker
- 30. Mai: Dietrich Kittner, deutscher Kabarettist († 2013)
- 31. Mai: Karlmann Geiß, Präsident des Bundesgerichtshofs († 2025)
- 31. Mai: Monika John, deutsche Schauspielerin

### Juni
- 01. Juni: Percy Adlon, deutscher Film- und Fernsehregisseur, Autor und Produzent († 2024)
- 01. Juni: John Dalley, US-amerikanischer Geiger
- 01. Juni: Norman Foster, britischer Architekt und Designer Norman Foster, 2006

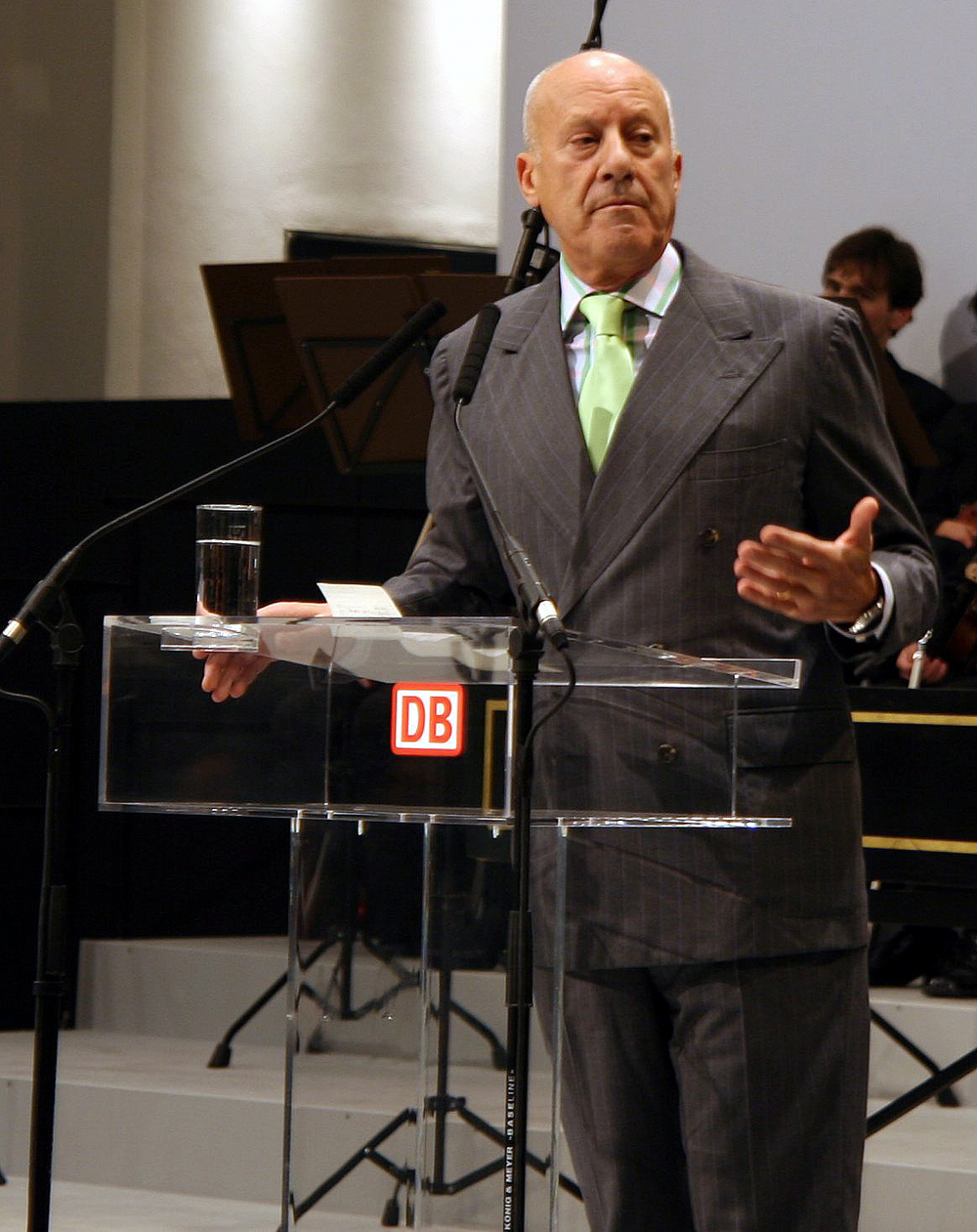
Norman Foster, 2006

- 01. Juni: Horst-Jürgen Lahmann, deutscher Jurist, Verwaltungsbeamter und Politiker († 2024)
- 01. Juni: Gerd H. Pelletier, deutscher Journalist
- 02. Juni: George Atkinson, US-amerikanischer Stuntman und Geschäftsmann († 2005)
- 02. Juni: Eberhard Fuhr, deutscher Brigadegeneral
- 02. Juni: Ross Gillespie, neuseeländischer Hockeyspieler und -trainer († 2023)
- 02. Juni: Samuel Jones, US-amerikanischer Komponist und Dirigent
- 02. Juni: Wilhelm Wieben, deutscher Fernsehmoderator, Schauspieler und Autor († 2019)
- 03. Juni: Ervin Acél, ungarischer Dirigent († 2006)
- 03. Juni: Sigrid Böge, deutsche Mathematikerin
- 04. Juni: Kazimierz Zimny, polnischer Langstreckenläufer († 2022)
- 05. Juni: Amir Nasser Eftetah, iranischer Tombakspieler und -Lehrer († 1988)
- 05. Juni: Misha Mengelberg, niederländischer Pianist, Komponist und Bandleader († 2017)
- 05. Juni: Günter Noris, deutscher Musiker († 2007)
- 05. Juni: Peter Schat, niederländischer Komponist, Musikpädagoge und Musikschriftsteller († 2003)
- 06. Juni: Bobby Mitchell, US-amerikanischer American-Football-Spieler († 2020)
- 07. Juni: Géza Alföldy, ungarischer Althistoriker († 2011)
- 07. Juni: Tetsuhiko Asai, japanischer Karate-Meister († 2006)
- 07. Juni: Arumugamangalam Venkatachalam Ganesan, indischer Verwaltungsbeamter und Mitglied des Appellate Body der WTO
- 08. Juni: Mireille Lagacé, kanadische Cembalistin, Organistin, Pianistin und Musikpädagogin
- 09. Juni: Knut Ipsen, deutscher Rechtswissenschaftler, Präsident des Deutschen Roten Kreuzes († 2022)
- 10. Juni: Vic Elford, britischer Automobilrennfahrer († 2022)
- 10. Juni: Barrie Gavin, britischer Filmregisseur († 2024)
- 11. Juni: Günther von Lojewski, deutscher Journalist († 2023)
- 12. Juni: Christoph Meckel, deutscher Schriftsteller und Graphiker († 2020)
- 12. Juni: Eliseo Verón, argentinischer Semiologe († 2014)
- 13. Juni: Christo, in Bulgarien geborener Künstler († 2020)
- 13. Juni: Jeanne-Claude, US-amerikanische Künstlerin († 2009)
- 13. Juni: Enzo Robotti, italienischer Fußballspieler und -trainer
- 13. Juni: Samak Sundaravej, thailändischer Ministerpräsident († 2009)
- 14. Juni: Dieter Forte, deutscher Schriftsteller († 2019)
- 15. Juni: Wilfredo García, dominikanischer Fotograf († 1988)
- 15. Juni: François Jeanneau, französischer Jazzsaxophonist und -flötist
- 17. Juni: Fabrizio Violati, italienischer Unternehmer und Automobilrennfahrer († 2010)
- 18. Juni: Werner Altegoer, deutscher Fußballfunktionär († 2013)
- 18. Juni: José Enrique del Monte, dominikanischer Chorleiter und Komponist († 2021)
- 18. Juni: Herbert Paulmichl, italienischer Komponist und Organist
- 20. Juni: Armando Picchi, italienischer Fußballspieler und -trainer († 1971)
- 21. Juni: Françoise Sagan, französische Schriftstellerin († 2004)
- 21. Juni: Agnes Simon, ungarische Tischtennisspielerin († 2020)
- 22. Juni: Rudolf Lippert, deutscher Tischtennisspieler
- 23. Juni: Paul Bischoff, deutscher Komponist, Liedermacher und Chorleiter († 2019)
- 24. Juni: Juan Bautista Agüero, paraguayischer Fußballspieler († 2018)
- 24. Juni: Manuel Hermoso, spanischer Politiker († 2025)
- 24. Juni: Jiří Teml, tschechischer Komponist
- 25. Juni: Larry Kramer, US-amerikanischer Autor und Dramatiker († 2020)
- 25. Juni: Lloyd McCollough, US-amerikanischer Rockabilly-Musiker († 1976)
- 26. Juni: Carlo Facetti, italienischer Automobilrennfahrer
- 26. Juni: Wilhelm Schraml, 84. Bischof von Passau (2001–12) († 2021)
- 26. Juni: Ludovic Zanoni, rumänischer Radrennfahrer († 2021)
- 27. Juni: Anton Steer, deutscher Generalmajor († 2024)
- 28. Juni: Fritz Köppen, deutscher Leichtathlet († 2022)
- 28. Juni: Anatoli Tarabrin, sowjetischer Ruderer († 2008)
- 28. Juni: Nicola Tempesta, italienischer Judoka († 2021)
- 29. Juni: Dennis Crompton, britischer Architekt und Autor († 2025)
- 29. Juni: Paul Tiedemann, deutscher Handballspieler und -trainer († 2014)
- 30. Juni: Loren Cunningham, US-amerikanischer Pfingstpastor († 2023)
- 30. Juni: John Harlin, US-amerikanischer Bergsteiger († 1966)

### Juli
- 01. Juli: James Cotton, US-amerikanischer Blues-Mundharmonikaspieler († 2017)
- 01. Juli: Lothar Koch, deutscher Oboist († 2003)
- 01. Juli: David Prowse, britischer Schauspieler und Fitnesstrainer († 2020)
- 02. Juli: Kerstin de Ahna, deutsche Schauspielerin
- 02. Juli: Stefan Hüfner, deutscher Festkörper-Physiker († 2013)
- 02. Juli: Gilbert Kalish, US-amerikanischer Pianist und Musikpädagoge
- 03. Juli: Rainer Assmann, deutscher Jurist und Historiker
- 03. Juli: Osvaldo Bagnoli, italienischer Fußballspieler und -trainer
- 03. Juli: Charles Brauer, deutscher Schauspieler und Sänger
- 03. Juli: Willi Forrer, Schweizer Skirennläufer
- 03. Juli: Bill Reichart, US-amerikanischer Eishockeyspieler († 2021)
- 03. Juli: Harrison Schmitt, US-amerikanischer Wissenschaftsastronaut und Politiker
- 05. Juli: Christian Doermer, deutscher Schauspieler, Filmemacher, Regisseur, Produzent und Drehbuchautor († 2022)
- 06. Juli: Tenzin Gyatso, 14. Dalai Lama, Friedensnobelpreisträger Tenzin Gyatso

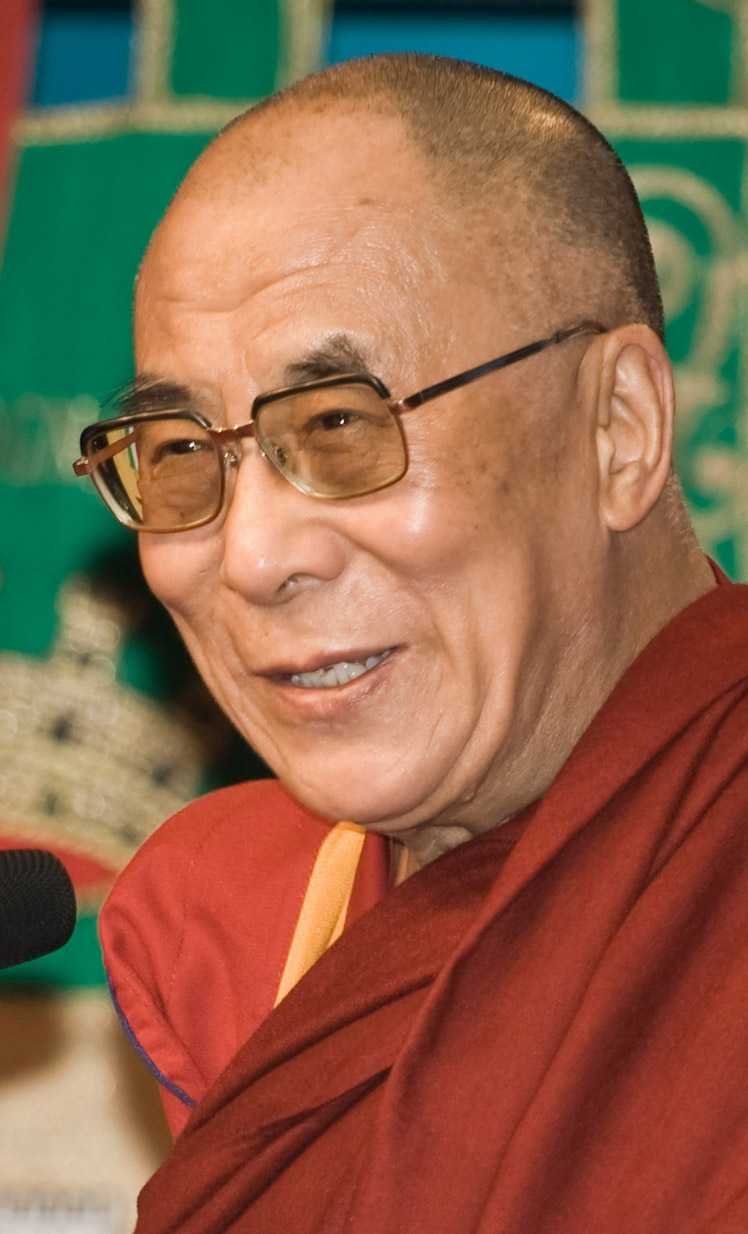
Tenzin Gyatso

- 07. Juli: Hans Belting, deutscher Kunstwissenschaftler und Medientheoretiker († 2023)
- 08. Juli: John David Crow, US-amerikanischer American-Football-Spieler († 2015)
- 08. Juli: Witali Sewastjanow, sowjetischer Kosmonaut († 2010)
- 09. Juli: Wim Duisenberg, Wirtschaftswissenschaftler, Präsident der Europäischen Zentralbank († 2005)
- 09. Juli: Mercedes Sosa, argentinische Sängerin († 2009)
- 09. Juli: Mighty Sparrow, spanischer Calypsosänger, Komponist und Gitarrist
- 10. Juli: Friedel Neuber, deutscher Bankier und Politiker († 2004)
- 11. Juli: Andrés Ingólfsson, isländischer Musiker († 1979)
- 11. Juli: Giorgio Pianta, italienischer Automobilrennfahrer und Motorsportfunktionär († 2014)
- 12. Juli: Paige Cothren, US-amerikanischer American-Football-Spieler († 2016)
- 12. Juli: Ursula Herwig, deutsche Schauspielerin und Synchronsprecherin († 1977)
- 12. Juli: Lothar Roos, deutscher römisch-katholischer Theologe († 2025)
- 12. Juli: Hans Tilkowski, deutscher Fußballspieler und -trainer († 2020)
- 13. Juli: Luis Millares Sall „Totoyo“, spanischer Musiker († 2022)
- 13. Juli: Qiu Xigui, chinesischer Paläograph († 2025)
- 13. Juli: Kurt Westergaard, dänischer Zeichner und Karikaturist († 2021)
- 14. Juli: Donald Arnold, kanadischer Ruderer († 2021)
- 14. Juli: Joaquín Jiménez Maxwell, dominikanischer Journalist, Rundfunksprecher und -Direktor († 2011)
- 14. Juli: Ei-ichi Negishi, japanischer Chemiker († 2021)
- 15. Juli: Donn Clendenon, US-amerikanischer Baseballspieler († 2005)
- 15. Juli: Alex Karras, US-amerikanischer American-Football-Spieler und Schauspieler († 2012)
- 15. Juli: Ken Kercheval, US-amerikanischer Schauspieler († 2019)
- 15. Juli: Gerhard Koch, deutscher Automobilrennfahrer († 2010)
- 16. Juli: Michael Günther, deutscher Regisseur, Schauspieler, Synchronsprecher und Übersetzer
- 17. Juli: Benjamin R. Civiletti, US-amerikanischer Politiker († 2022)
- 17. Juli: Peter Schickele, US-amerikanischer Komponist und Satiriker († 2024)
- 17. Juli: Donald Sutherland, kanadischer Schauspieler († 2024) Donald Sutherland, 2011

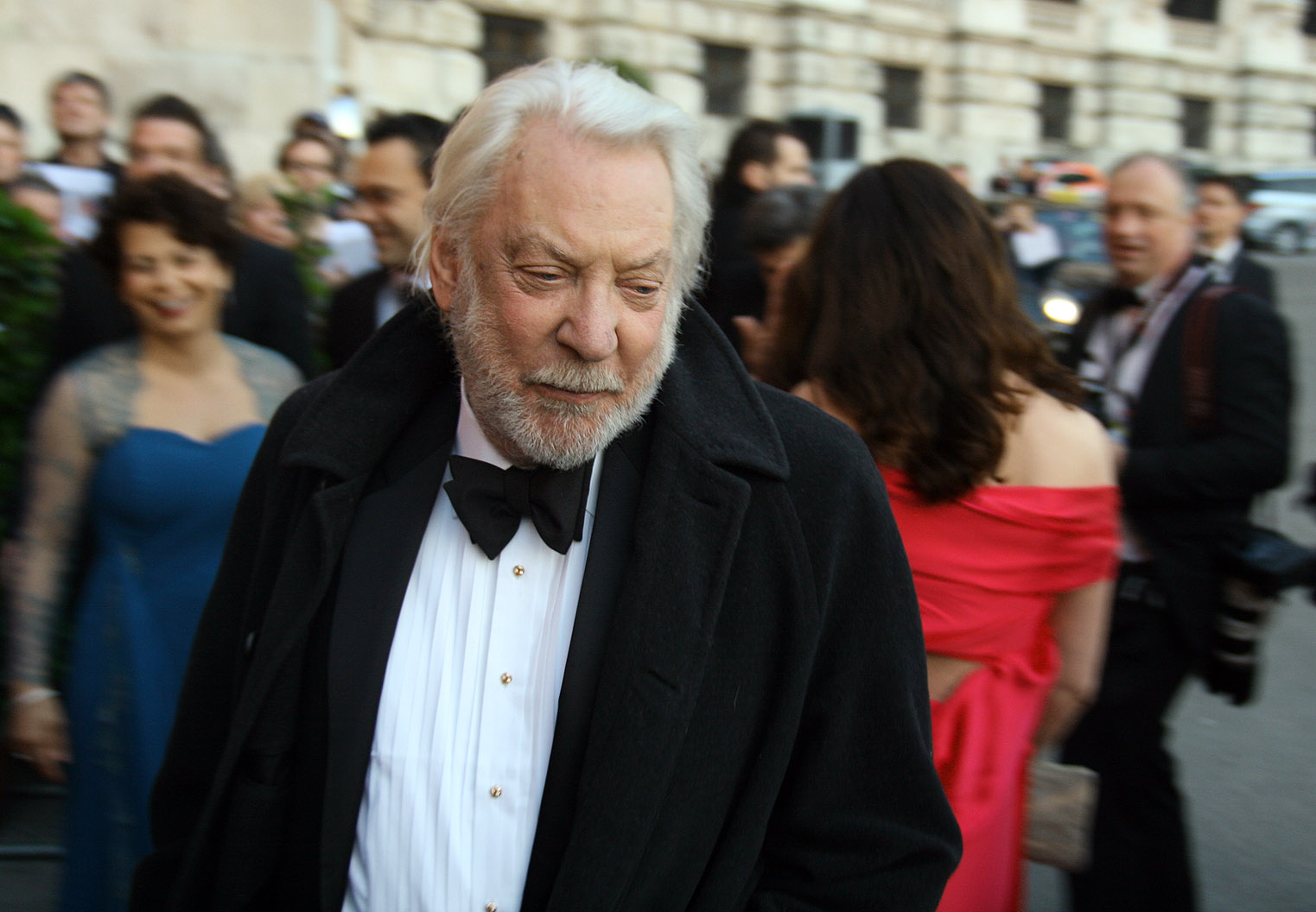
Donald Sutherland, 2011

- 18. Juli: Ioan Holender, österreichischer Sänger
- 19. Juli: Gerd Albrecht, deutscher Dirigent († 2014)
- 19. Juli: Teddy Podgorski, österreichischer Schauspieler, Radio- und Fernsehjournalist († 2024)
- 20. Juli: André Isoir, französischer Organist († 2016)
- 20. Juli: Sleepy LaBeef, US-amerikanischer Rockabilly-Musiker († 2019)
- 20. Juli: Henk Molleman, niederländischer Politiker († 2005)
- 21. Juli: Jeanne Arth, US-amerikanische Tennisspielerin
- 21. Juli: Norbert Blüm, deutscher Politiker († 2020) Norbert Blüm, 1988

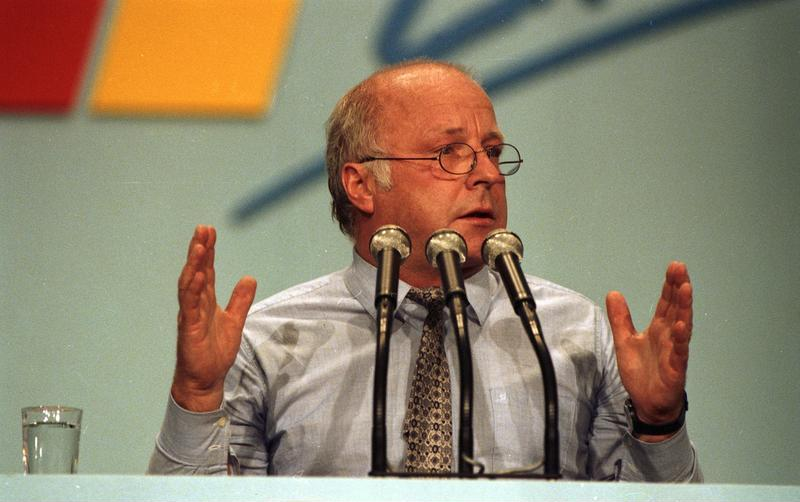
Norbert Blüm, 1988

- 23. Juli: Edward Acquah, ghanaischer Fußballspieler († 2011)
- 23. Juli: John Cordts, kanadischer Automobilrennfahrer
- 23. Juli: Wolfgang Kaus, deutscher Regisseur und Schauspieler († 2018)
- 24. Juli: Mel Ramos, US-amerikanischer Künstler († 2018)
- 24. Juli: Paavo Roininen, finnischer Boxer († 2022)
- 24. Juli: Víctor Zalazar, argentinischer Boxer († 2017)
- 25. Juli: Barbara Harris, US-amerikanische Schauspielerin († 2018)
- 25. Juli: Adnan Kashoggi, saudi-arabischer Geschäftsmann (Waffenhändler) († 2017)
- 25. Juli: Lars Werner, schwedischer Politiker († 2013)
- 26. Juli: Franz Karl Mater Formosa Prinz von Auersperg, österreichischer Politiker und Gewerkschafter († 2008)
- 26. Juli: Christian Büttrich, deutscher Germanist und Bibliothekar († 2004)
- 27. Juli: Jean Rolland, französischer Automobilrennfahrer († 1967)
- 27. Juli: Wolfgang Schad, deutscher Evolutionsbiologe und Goetheanist († 2022)
- 28. Juli: Taeko Tomioka, japanische Dichterin, Schriftstellerin und Kritikerin († 2023)
- 29. Juli: Karl Bruggmann, Schweizer Ringer († 2022)
- 29. Juli: Klaus Pagh, dänischer Schauspieler und Filmproduzent († 2020)
- 29. Juli: Alejandro Enrique Planchart, US-amerikanischer Musikwissenschaftler und -pädagoge, Dirigent und Komponist († 2019)
- 29. Juli: Peter Schreier, deutscher Sänger (Tenor) († 2019)
- 30. Juli: Győző Forintos, ungarischer Schachmeister († 2018)
- 30. Juli: Hubert Schleichert, österreichischer Philosoph († 2020)
- 31. Juli: August Paterno, österreichischer Fernsehpfarrer († 2007)

### August
- 02. August: Volker Brandt, deutscher Schauspieler und Synchronsprecher
- 02. August: Betty Brosmer, US-amerikanische Bodybuilderin und Pin-Up-Model
- 02. August: Wolfgang Frühwald, deutscher Literaturwissenschaftler († 2019)
- 03. August: Omero Antonutti, italienischer Schauspieler († 2019)
- 03. August: Pål Benum, norwegischer Langstreckenläufer († 2021)
- 03. August: Richard Lamm, US-amerikanischer Politiker († 2021)
- 03. August: Karl-August Schaal, deutscher Politiker († 2017)
- 05. August: Michael Ballhaus, deutscher Kameramann († 2017)
- 06. August: Michael Tubridy, irischer Flötenspieler
- 07. August: Moritz Amherd, Schweizer Theologe und Ökonom († 2009)
- 07. August: Rahsaan Roland Kirk, US-amerikanischer Saxophonist und Multi-Instrumentalist († 1977)
- 08. August: Donald P. Bellisario, US-amerikanischer Drehbuchautor, Regisseur und Produzent
- 08. August: Harvey Hook, Bobfahrer von den Amerikanischen Jungferninseln († 2011)
- 08. August: Jane Dee Hull, US-amerikanische Politikerin († 2020)
- 09. August: Klaus Stürmer, deutscher Fußballspieler († 1971)
- 10. August: Wolfgang Herger, deutscher Politiker
- 10. August: Gija Kantscheli, georgischer Komponist († 2019)
- 10. August: István Liptay, ungarischer Basketballspieler († 2022)
- 11. August: Anneli Granget, deutsche Schauspielerin († 1971)
- 12. August: John Cazale, US-amerikanischer Schauspieler († 1978)
- 12. August: André Kolingba, Präsident der Zentralafrikanischen Republik († 2010)
- 12. August: Harry Kupfer, deutscher Opernregisseur († 2019)
- 12. August: Karl Mickel, deutscher Lyriker, Dramatiker und Essayist († 2000)
- 12. August: Bengt Waller, schwedischer Regattasegler († 2021)
- 13. August: Joseph Victor Adamec, US-amerikanischer Bischof († 2019)
- 13. August: Brendan Comiskey, irischer Bischof († 2025)
- 13. August: Rick Muther, US-amerikanischer Automobilrennfahrer († 1995)
- 13. August: Michael A. Roth, deutscher Fußball-Funktionär
- 14. August: Antón Arrufat, kubanischer Dramaturg und Schriftsteller  († 2023)
- 14. August: Heiko Hoffmann, deutscher Politiker
- 15. August: Jürgen Werner, deutscher Fußballspieler († 2002)
- 16. August: Hans-Joachim Jarchow, deutscher Wirtschaftswissenschaftler und Hochschullehrer
- 16. August: Cyril Baselios Malancharuvil, Großerzbischof von Trivandrum († 2007)
- 16. August: Arnaldo Pambianco, italienischer Radrennfahrer († 2022)
- 16. August: Lilia R. Bautista, philippinische Juristin und Mitglied des WTO Appellate Body
- 16. August: Pam Seaborne, britische Hürdenläuferin († 2021)
- 16. August: Jörg Wischmeier, deutscher Dreispringer († 2012)
- 18. August: Anka Muhlstein, französische Historikerin
- 18. August: Hifikepunye Pohamba, namibischer Politiker
- 19. August: Martin Birrane, irischer Unternehmer und Automobilrennfahrer († 2018)
- 19. August: Story Musgrave, US-amerikanischer Astronaut
- 20. August: Manfred Regitz, deutscher Chemiker († 2021)
- 20. August: David Ruelle, belgisch-französischer Physiker und Mathematiker
- 21. August: Gerhard John, deutscher Generalleutnant der Luftwaffe
- 21. August: Ali Mitgutsch, deutscher Illustrator, Maler, Bilderbuchautor († 2022)
- 22. August: Hansgünther Heyme, deutscher Theaterregisseur
- 22. August: Annie Proulx, kanadisch-US-amerikanische Journalistin und Schriftstellerin
- 23. August: Dorothea Arnold, deutsche Ägyptologin
- 23. August: Sol Kerzner, südafrikanischer Hotelmagnat († 2020)
- 23. August: Loren Rush, US-amerikanischer Komponist und Pianist
- 24. August: Peter Reuschenbach, deutscher Politiker († 2007)
- 29. August: Djamel Amrani, algerischer Schriftsteller und Freiheitskämpfer († 2005)
- 29. August: William Friedkin, US-amerikanischer Regisseur, Drehbuchautor und Produzent († 2023)
- 29. August: Peter Kirsten, deutscher Musiker, Musikproduzent und Musikverleger († 2004)
- 30. August: Gerhard Mitter, deutscher Motorrad- und Automobilrennfahrer († 1969)
- 31. August: Eldridge Cleaver, US-amerikanischer Schriftsteller, Mitbegründer der Black Panther († 1998)
- 31. August: Hugbert Ibel, deutscher Brigadegeneral der Luftwaffe der Bundeswehr

### September
- 01. September: Seiji Ozawa, japanischer Dirigent († 2024) Seiji Ozawa (1963)

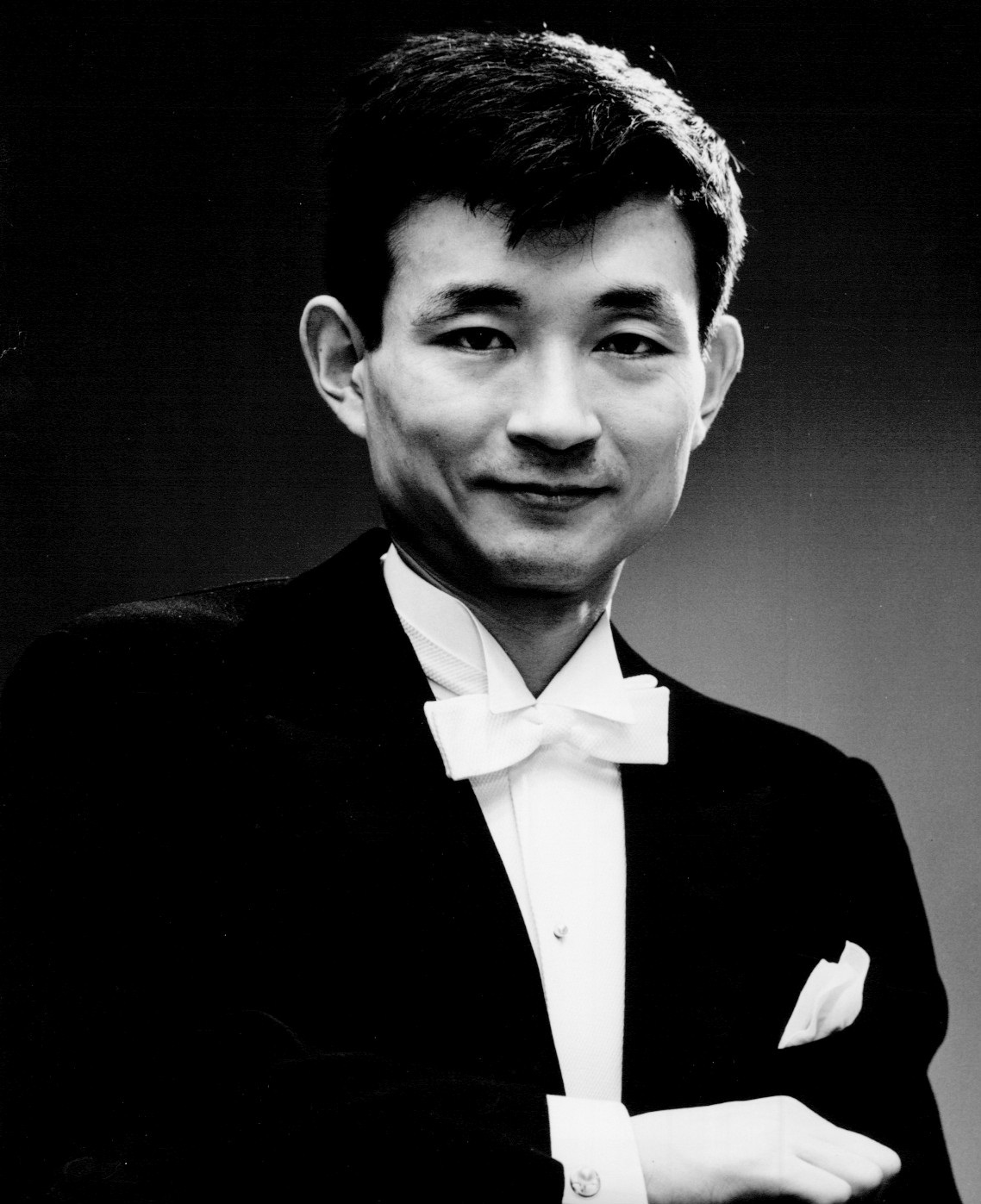
Seiji Ozawa (1963)

- 02. September: Yıldırım Akbulut, türkischer Politiker († 2021)
- 02. September: Marc Augé, französischer Ethnologe und Anthropologe († 2023)
- 03. September: Klaus Münster, deutscher Schauspieler
- 03. September: Hans Sturm, deutscher Fußballspieler († 2007)
- 04. September: Walther Kauer, Schweizer Schriftsteller († 1987)
- 05. September: Dieter Hallervorden, deutscher Komiker, Moderator und Kabarettist Dieter Hallervorden (2013)

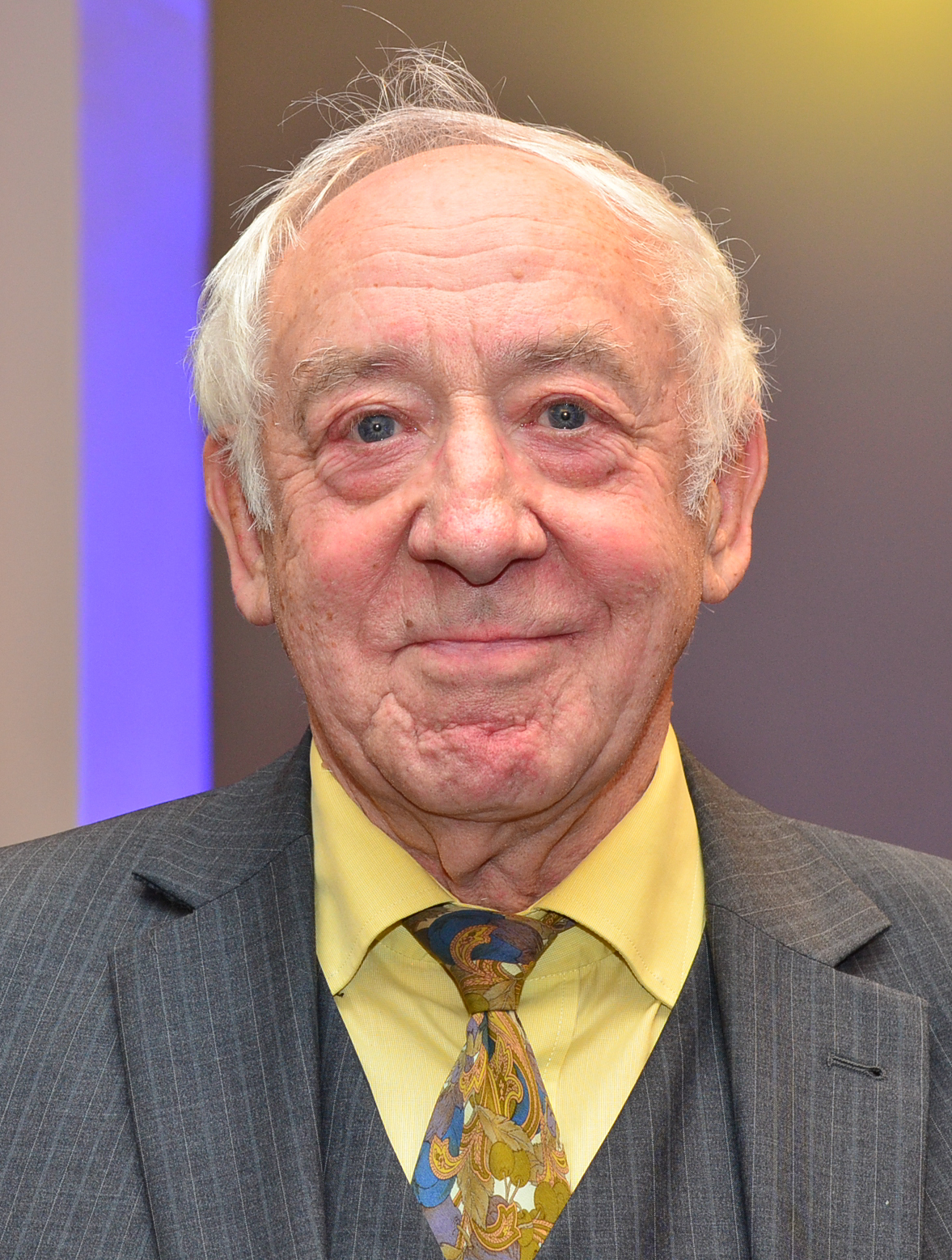
Dieter Hallervorden (2013)

- 05. September: Aki Schmidt, deutscher Fußballspieler und Trainer († 2016)
- 06. September: Isabelle Collin Dufresne, amerikanisch-französische Schauspielerin und Künstlerin († 2014)
- 06. September: Erich Schönbächler, Schweizer Biathlet († 2022)
- 07. September: Abdou Diouf, Präsident des Senegal (1981 bis 2000)
- 07. September: Pedro Manfredini, argentinischer Fußballspieler († 2019)
- 08. September: Fritz Baumbach, deutscher Fernschachgroßmeister († 2025)
- 08. September: Jörg K. Hoensch, deutscher Historiker († 2001)
- 09. September: Reiner Ascheid, deutscher Jurist
- 09. September: Bin Kaneda, japanischer Komponist und Hochschullehrer († 2002)
- 09. September: Leopold Maderthaner, österreichischer Politiker († 2007)
- 09. September: Fred Stone, kanadischer Flügelhornist, Trompeter und Komponist († 1986)
- 10. September: Giacomo Losi, italienischer Fußballspieler und -trainer († 2024)
- 10. September: Mary Oliver, US-amerikanische Schriftstellerin und Pulitzer-Preisträgerin († 2019)
- 11. September: Jacques Gaillot, französischer Bischof († 2023)
- 11. September: Rolf Halama, deutscher Brigadegeneral
- 11. September: Arvo Pärt, estnischer Komponist
- 11. September: Estiphan Panoussi, persisch-US-amerikanischer orientalischer Philologe und Philosoph
- 11. September: German Titow, sowjetischer Kosmonaut († 2000)
- 12. September: Rafael Ansón, spanischer Unternehmer
- 12. September: Geraldo Vandré, brasilianischer Sänger, Gitarrist und Komponist
- 13. September: Jürgen Baur, deutscher Jurist († 2022)
- 13. September: Heinrich Maul, Richter am deutschen Bundesgerichtshof
- 14. September: Fujio Akatsuka, japanischer Manga-Zeichner († 2008)
- 15. September: Gerold von Braunmühl, deutscher Diplomat († 1986)
- 16. September: Carl Andre, US-amerikanischer Bildhauer († 2024)
- 16. September: Billy Boy Arnold, US-amerikanischer Blues-Musiker
- 16. September: Andrew Hedges, britischer Automobilrennfahrer († 2005)
- 16. September: Joe Lane, US-amerikanischer Politiker († 2014)
- 16. September: Esther Vilar, argentinisch-deutsche Schriftstellerin
- 17. September: Serge Klarsfeld, französischer Rechtsanwalt und Historiker
- 17. September: Einar Østby, norwegischer Skilangläufer († 2022)
- 18. September: Dimitri, Schweizer Clown und Pantomime († 2016)
- 19. September: Milan Antal, slowakischer Astronom († 1999)
- 20. September: Walter Eschweiler, deutscher Fußballschiedsrichter
- 20. September: William S. Hatcher, US-amerikanischer Mathematiker, Philosoph und Bahai-Theologe († 2005)
- 21. September: Santos Kardinal Abril y Castelló, spanischer Kurienkardinal
- 21. September: Jimmy Armfield, englischer Fußballspieler († 2018)
- 21. September: Sigrid Valdis, US-amerikanische Schauspielerin († 2007)
- 22. September: Victor Hendrix, deutscher Ruderer († 2020)
- 23. September: David Esrig, rumänischer Regisseur
- 23. September: Pierre Mariétan, Schweizer Komponist († 2025)
- 24. September: Udo Baumbach, deutscher Museologe, Ethnograph, Historiker und Sachbuchautor († 2022)
- 24. September: Charlotte Dietrich, deutsche Künstlerin († 2017)
- 24. September: Dieter Pavlik, deutscher Politiker († 2000)
- 24. September: Max Vogt, Richter am Bundesgerichtshof
- 25. September: Maj Sjöwall, schwedische Schriftstellerin († 2020)
- 26. September: Toni Khoury, libanesischer Sportfunktionär
- 26. September: Ralph Roberts, neuseeländischer Segler († 2023)
- 26. September: Wiktor Tschischikow, russischer Illustrator und Designer († 2020)
- 27. September: Joe Quijano, puerto-ricanischer Perkussionist, Singer-Songwriter und Bandleader († 2019)
- 28. September: Heinz Jankofsky, deutscher Karikaturist († 2002)
- 28. September: Alan Shepherd, britischer Motorradrennfahrer († 2007)
- 29. September: Mylène Demongeot, französische Schauspielerin († 2022)
- 29. September: Jerry Lee Lewis, US-amerikanischer Rock-’n’-Roll-Pionier († 2022) Jerry Lee Lewis, 1973

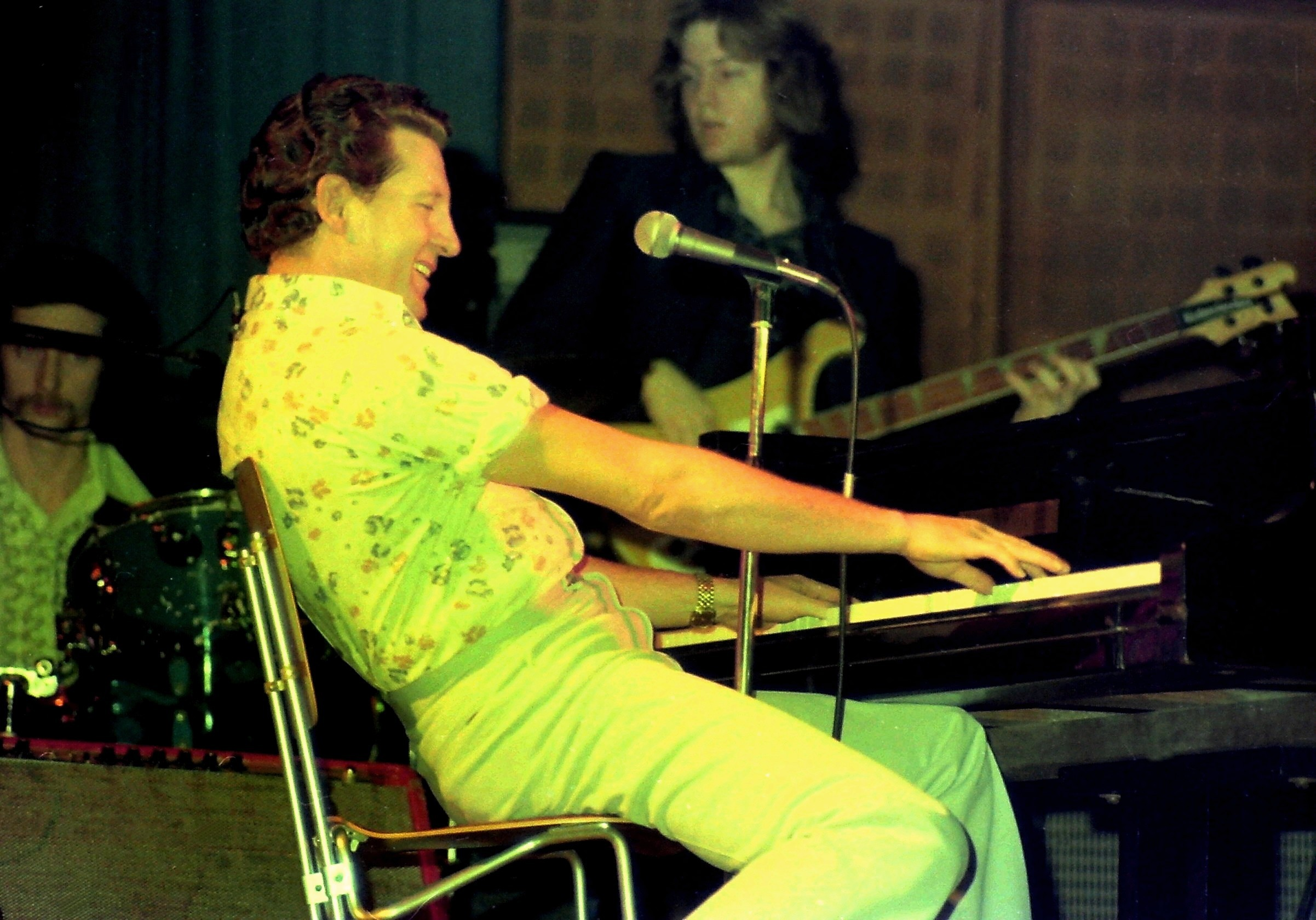
Jerry Lee Lewis, 1973

- 29. September: Ingrid Noll, deutsche Schriftstellerin
- 30. September: Johnny Mathis, US-amerikanischer Popsänger und Entertainer
- 30. September: Luboš Fišer, tschechischer Komponist und Regisseur († 1999)

### Oktober

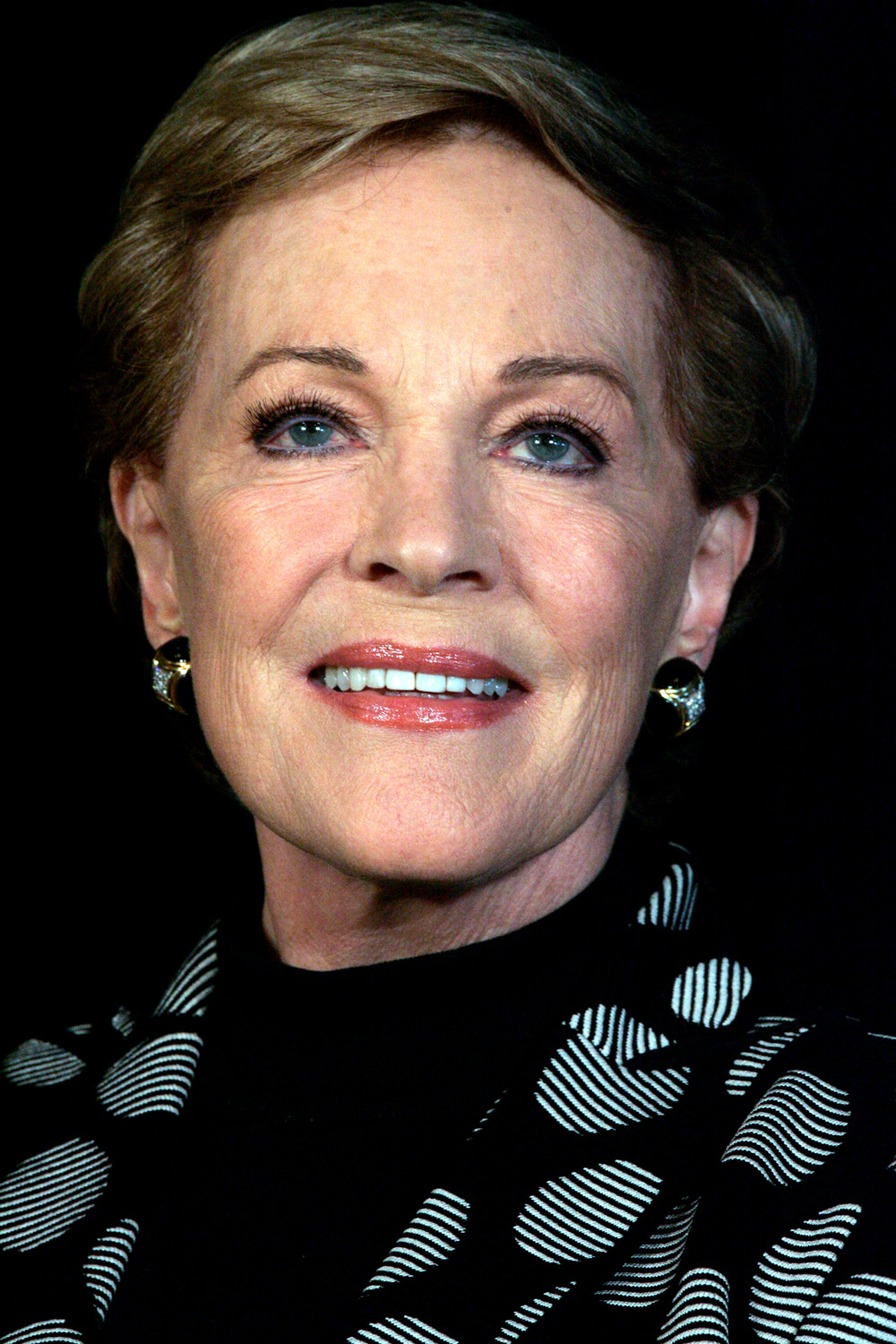
Julie Andrews

- 01. Oktober: Julie Andrews, britische Schauspielerin
- 01. Oktober: Walter De Maria, US-amerikanischer Künstler († 2013)
- 02. Oktober: Peter Frankl, britischer Pianist
- 02. Oktober: John Stanley Lockhart, australischer Jurist († 2006)
- 02. Oktober: Franco Oppo, italienischer Komponist († 2016)
- 02. Oktober: Omar Sívori, argentinisch-italienischer Fußballspieler und -trainer († 2005)
- 03. Oktober: Armen Dschigarchanjan, armenischer Schauspieler († 2020)
- 03. Oktober: Wolfgang Schuller, deutscher Althistoriker († 2020)
- 04. Oktober: Horst Janson, deutscher Schauspieler († 2025)
- 05. Oktober: Takashi Sasagawa, japanischer Politiker
- 05. Oktober: Oswald Wiener, österreichischer Schriftsteller, Sprachtheoretiker und Kybernetiker († 2021)
- 06. Oktober: Karen Karagesjan, sowjetischer Journalist  († 2025)
- 06. Oktober: Ernesto Laclau, argentinischer politischer Theoretiker († 2014)
- 06. Oktober: Ali Lutfi, ägyptischer Wirtschaftswissenschaftler, Politiker und Premierminister († 2018)
- 07. Oktober: Hakkı Atun, zyperntürkischer Politiker
- 07. Oktober: Thomas Keneally, australischer Schriftsteller
- 08. Oktober: Bert Gerresheim, deutscher Bildhauer und Grafiker († 2025)
- 08. Oktober: Badi Panahi, deutscher Sozialwissenschaftler († 2008)
- 08. Oktober: Hans Joachim Schädlich, deutscher Schriftsteller
- 09. Oktober: Edward, 2. Duke of Kent, Mitglied der britischen Königsfamilie
- 10. Oktober: Werner Groß, Richter am Bundesgerichtshof
- 10. Oktober: Yumiko Kurahashi, japanische Schriftstellerin († 2005)
- 10. Oktober: W. Jason Morgan, US-amerikanischer Geophysiker († 2023)
- 10. Oktober: Hermann Nuber, deutscher Fußballspieler († 2022)
- 11. Oktober: Jan van Vlijmen, niederländischer Komponist († 2004)
- 12. Oktober: Pascale Audret, französische Schauspielerin († 2000)
- 12. Oktober: Sakari Paasonen, finnischer Sportschütze († 2020)
- 12. Oktober: Luciano Pavarotti, italienischer Tenor († 2007)

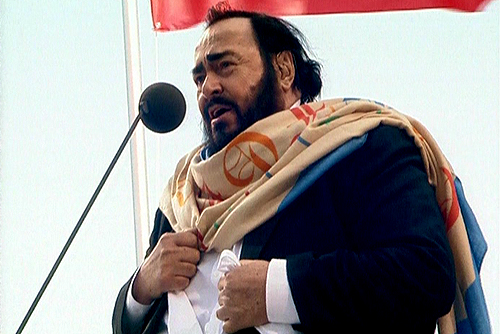
Luciano Pavarotti, 2003

- 15. Oktober: Barry McGuire, US-amerikanischer Folkrock-Sänger
- 15. Oktober: Richard McTaggart, britischer Boxer († 2025)
- 15. Oktober: Bobby Morrow, US-amerikanischer Leichtathlet († 2020)
- 16. Oktober: Klaus Jakobi, deutscher Fußballspieler
- 16. Oktober: Frederick Tiedt, irischer Boxer († 1999)
- 17. Oktober: Dieter W. Angrick, deutscher Journalist
- 17. Oktober: Eberhard Franz, deutscher Fußballspieler († 2025)
- 18. Oktober: Peter Boyle, US-amerikanischer Schauspieler († 2006)
- 18. Oktober: Christa Herklotz, deutsche Skilangläuferin († 2010)
- 18. Oktober: Luis Alfredo Torres, dominikanischer Lyriker, Journalist und Kritiker († 1992)
- 20. Oktober: Eva Choung-Fux, österreichische Künstlerin
- 20. Oktober: Fabio Cudicini, italienischer Fußballtorhüter († 2025)
- 20. Oktober: Jerry Orbach, US-amerikanischer Schauspieler († 2004)
- 21. Oktober: Jadwiga Barańska, polnische Schauspielerin († 2024)
- 21. Oktober: Derek Bell, irischer Musiker († 2002)
- 21. Oktober: Kurt Hartz, deutscher Politiker († 2014)
- 22. Oktober: Thérèse Brenet, französische Komponistin und Musikpädagogin
- 23. Oktober: Egon Franke, polnischer Fechter († 2022)
- 23. Oktober: Arthur Hannemann, deutscher Leichtathlet
- 23. Oktober: Zbigniew Rudziński, polnischer Komponist († 2019)
- 24. Oktober: Hermann Matschiner, deutscher Chemiker und Hochschullehrer († 2022)
- 24. Oktober: Philippe Morillon, französischer Politiker und General
- 25. Oktober: John Annus, lettisch-US-amerikanischer Maler und Fotograf († 2013)
- 26. Oktober: Heiko R. Blum, deutscher Filmkritiker und Autor († 2011)
- 26. Oktober: Julio de Windt, dominikanischer Geiger, Dirigent und Musikpädagoge († 2021)
- 28. Oktober: Folke Rabe, schwedischer Komponist und Jazzposaunist († 2017)
- 29. Oktober: Warren Lavorel, US-amerikanischer Diplomat († 2011)
- 30. Oktober: Ágota Kristóf, ungarisch-schweizerische Schriftstellerin († 2011)
- 30. Oktober: Jim Perry, US-amerikanischer Baseballspieler
- 31. Oktober: Dieter Dorn, deutscher Theaterregisseur und Intendant
- 31. Oktober: Ronald Graham, US-amerikanischer Mathematiker († 2020)
- 31. Oktober: David Harvey, britisch-US-amerikanischer Geograph und Sozialtheoretiker

### November
- 01. November: Charles G. Koch, US-amerikanischer Unternehmer
- 01. November: Edward Said, palästinensisch-US-amerikanischer Literaturtheoretiker und -kritiker († 2003)
- 02. November: Ken Russell, US-amerikanischer American-Football-Spieler († 2014)
- 02. November: Bilal Xhaferri, albanischer Schriftsteller und Publizist († 1986)
- 03. November: Gero Bisanz, deutscher Fußballspieler und -trainer († 2014)
- 03. November: Paulos, Patriarch der Äthiopisch-Orthodoxen Tewahedo-Kirche († 2012)
- 04. November: Marianne Tralau, deutsche Künstlerin und Galeristin († 2022)
- 04. November: Christian Vinge, schwedischer Regattasegler
- 07. November: Willibrordus S. Rendra, indonesischer Schriftsteller, Schauspieler und Regisseur († 2009)
- 08. November: Alain Delon, französischer Schauspieler († 2024) Alain Delon, 2007

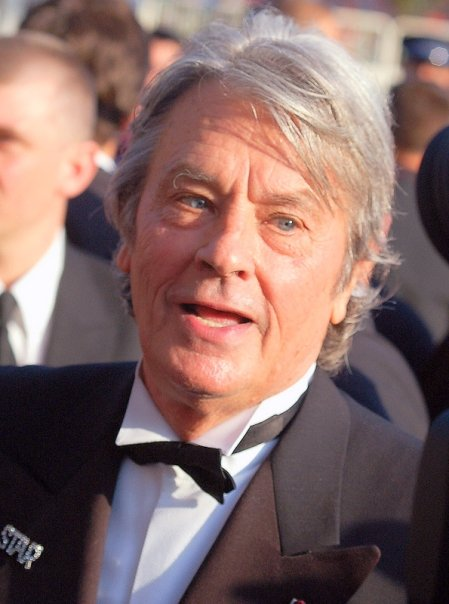
Alain Delon, 2007

- 08. November: Peer Hultberg, dänischer Schriftsteller und Psychoanalytiker († 2007)
- 08. November: Antonín Kubálek, tschechisch-kanadischer Pianist und Musikpädagoge († 2011)
- 08. November: Alfonso López Trujillo, Erzbischof von Medellín und Kardinal († 2008)
- 11. November: Bibi Andersson, schwedische Schauspielerin († 2019)
- 11. November: Ikue Asazaki, japanische Sängerin
- 11. November: Karl Lamers, deutscher Politiker und MdB († 2022)
- 11. November: Manfred Schiek, deutscher Motorrad- und Automobilrennfahrer († 1965)
- 11. November: Raymund Schwager, katholischer Theologe und Jesuit († 2004)
- 11. November: Juan Carlos Zorzi, argentinischer Komponist und Dirigent († 1999)
- 13. November: Tom Atkins, US-amerikanischer Schauspieler
- 13. November: Hartmut Löwe, deutscher evangelischer Theologe und Militärbischof
- 14. November: Steve Andreas, US-amerikanischer Psychologe und Gestalttherapeut († 2018)
- 14. November: Hussein I., König von Jordanien († 1999) Hussein I., 1997

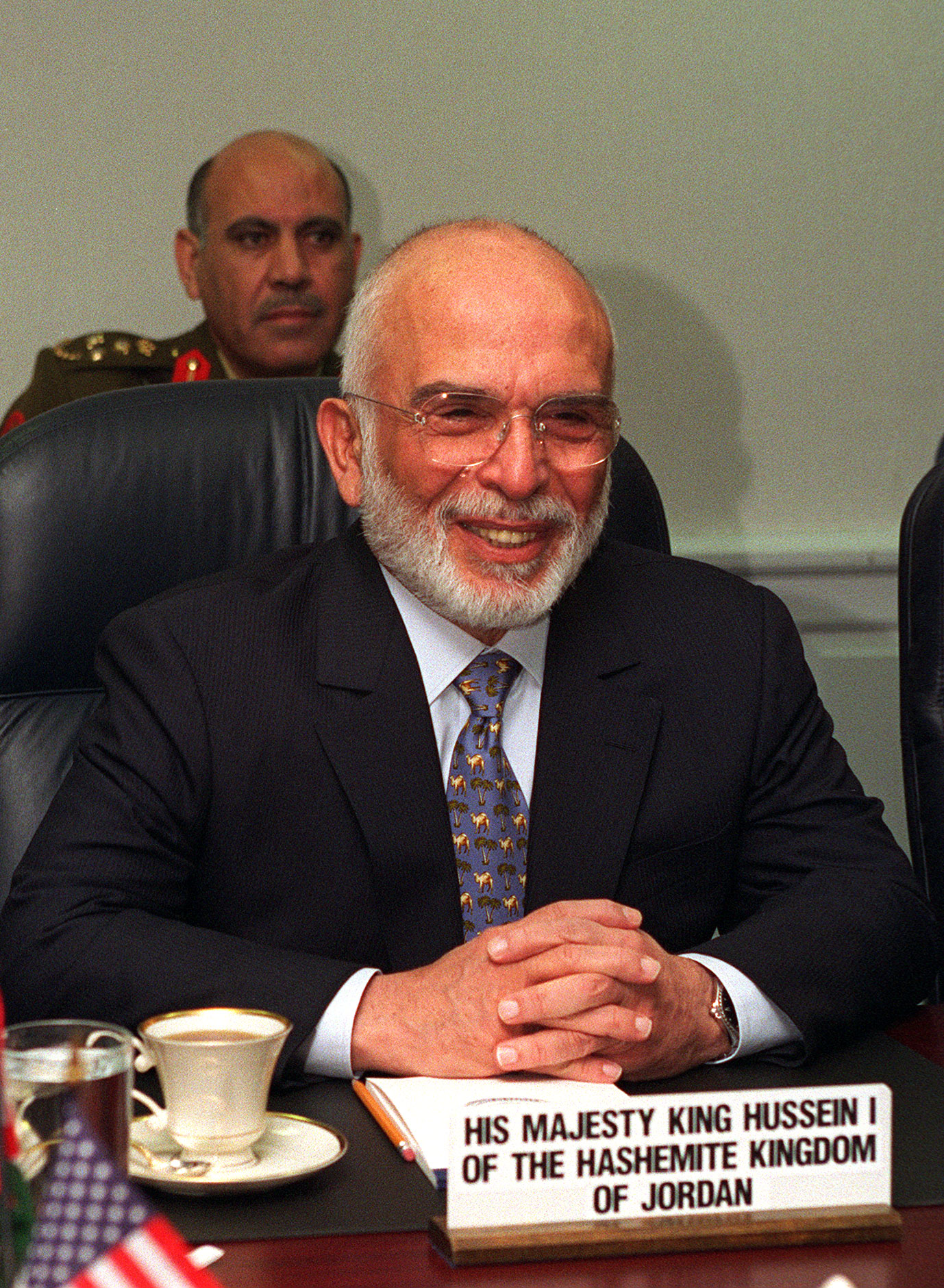
Hussein I., 1997

- 15. November: Mahmud Abbas, palästinensischer Politiker
- 16. November: France-Albert René, Präsident der Seychellen († 2019)
- 17. November: Peter Lockemann, deutscher Informatiker († 2025)
- 17. November: Toni Sailer, österreichischer Skirennläufer und Schauspieler († 2009)
- 17. November: Audrey Thomas, kanadische Schriftstellerin und Hochschullehrerin
- 18. November: Rudolf Bahro, deutscher Journalist, Politiker und Philosoph († 1997)
- 18. November: Alain Barrière, französischer Sänger und Komponist († 2019)
- 19. November: Atanas Atanassow, bulgarischer Basketballspieler († 2021)
- 19. November: Rashad Khalifa, Biochemiker und Religionswissenschaftler († 1990)
- 19. November: Jack Welch, US-amerikanischer Manager († 2020)
- 21. November: Tom Murphy, US-amerikanischer Leichtathlet († 2025)
- 22. November: Asterios Argyriou, griechischer Theologe und Neogräzist
- 23. November: Gerhard Eckle, deutscher Pianist, Schulmusiker und Astrologe
- 23. November: Wladislaw Wolkow, sowjetischer Kosmonaut († 1971)
- 24. November: Chalifa bin Salman Al Chalifa, bahrainischer Politiker († 2020)
- 24. November: Manlio Argueta, salvadorianischer Schriftsteller, Dichter, Literaturwissenschaftler und Universitätsdozent
- 25. November: Jorge Iván Castaño Rubio, kolumbianischer römisch-katholischer Weihbischof († 2025)
- 25. November: Ana Lucía Frega, argentinische Musikpädagogin
- 25. November: Dietrich Grille, deutscher Politikwissenschaftler und Historiker († 2011)
- 25. November: Roland Wabra, deutscher Fußballspieler († 1994)
- 25. November: Joseph Zoderer, Südtiroler Schriftsteller († 2022)
- 26. November: Roque de Pedro, argentinischer Komponist, Pianist, Musikwissenschaftler und -pädagoge († 2019)
- 26. November: Jeffrey G. Williamson, US-amerikanischer Wirtschaftswissenschaftler und -historiker
- 27. November: Helmut Lachenmann, deutscher Komponist
- 27. November: Michel Portal, französischer Jazz-Musiker
- 28. November: Urs Bitterli, Schweizer Historiker († 2021)
- 28. November: Albert Eickhoff, deutscher Textilhändler († 2022)
- 28. November: Masahito Hitachi, Mitglied des japanischen Kaiserhauses
- 28. November: Randolph Stow, australischer Schriftsteller († 2010)
- 29. November: Joan Harrison, südafrikanische Schwimmerin († 2025)
- 29. November: Diane Ladd, US-amerikanische Schauspielerin
- 30. November: Trevor Blokdyk, südafrikanischer Speedway- und Automobilrennfahrer († 1995)
- 30. November: Hoyt Johnson, US-amerikanischer Country- und Rockabilly-Musiker († 1989)
- 30. November: Herbert Prikopa, österreichischer Dirigent und Kabarettist († 2015)

### Dezember
- 01. Dezember: Woody Allen, US-amerikanischer Komiker, Regisseur, Autor und Schauspieler

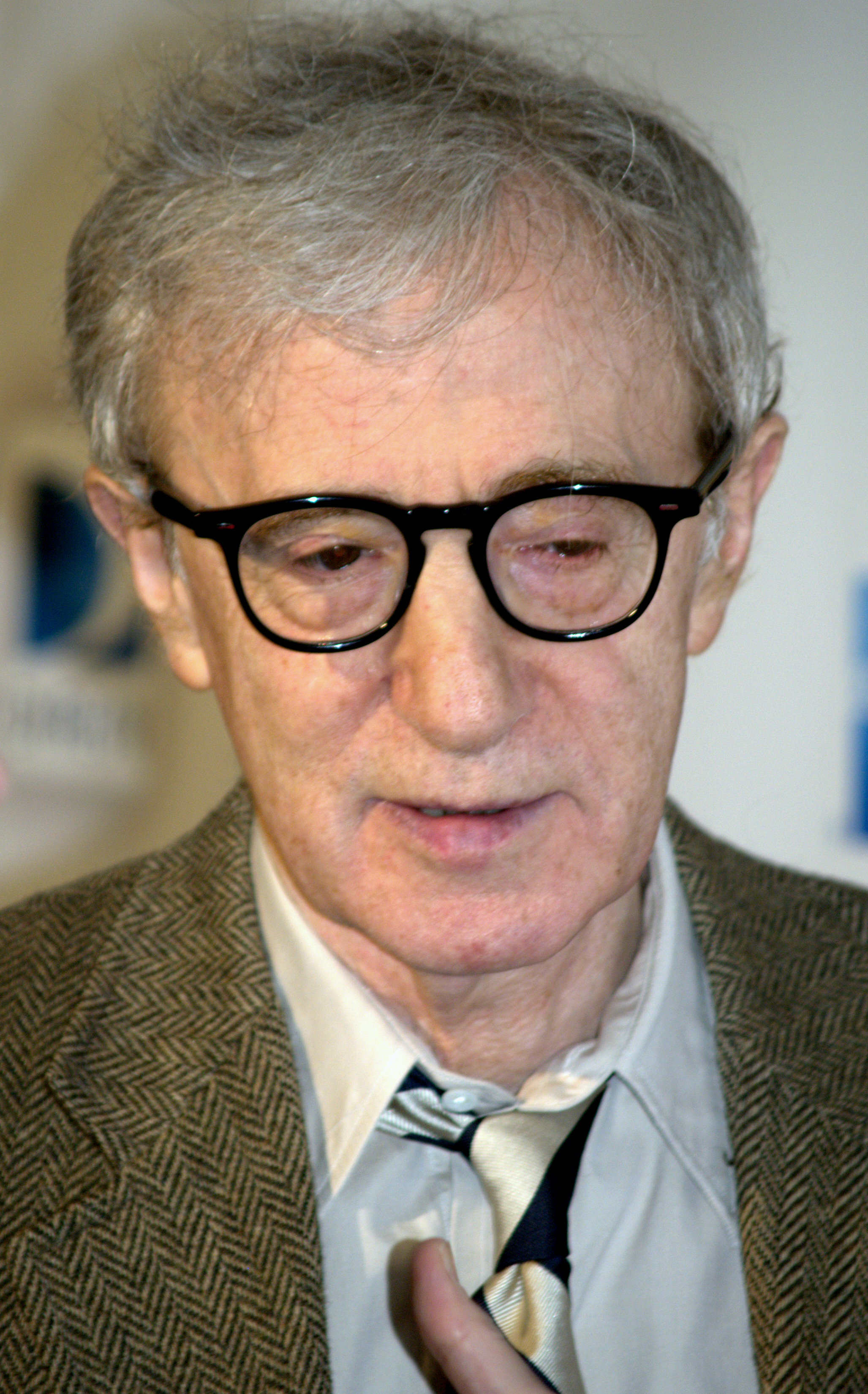
Woody Allen, 2009

- 01. Dezember: Heinz Riesenhuber, deutscher Politiker

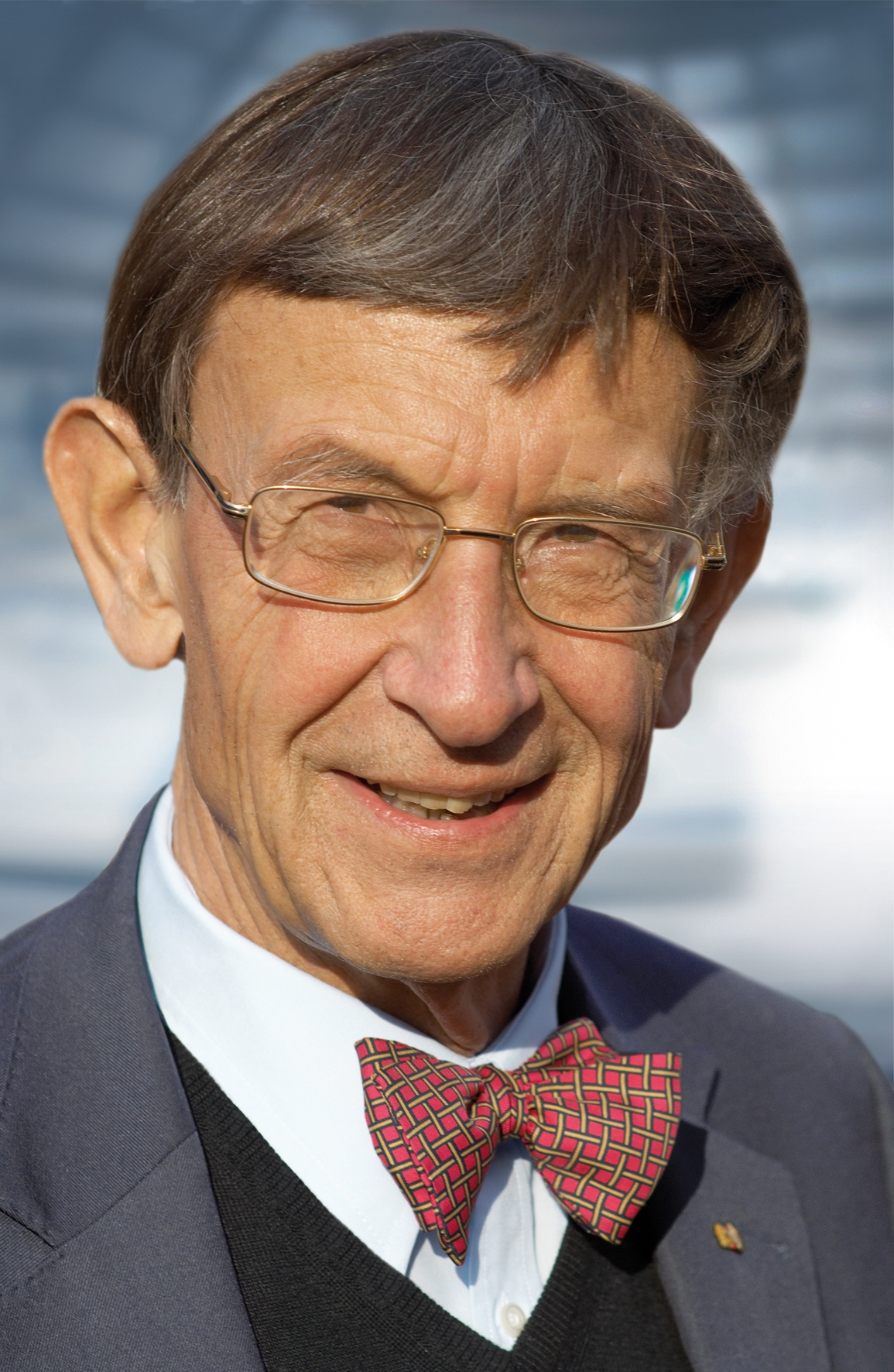
Heinz Riesenhuber, 2009

- 01. Dezember: Ivica Šerfezi, jugoslawischer Schlagersänger († 2004)
- 01. Dezember: Amedeo Tommasi, italienischer Jazzmusiker und Komponist († 2021)
- 02. Dezember: Ronnie Mathews, US-amerikanischer Jazzpianist († 2008)
- 02. Dezember: Pit Schubert, deutscher Sachbuchautor und Bergsteiger († 2024)
- 03. Dezember: Hubert Weinzierl, deutscher Diplomforstwirt, Natur- und Umweltschützer († 2025)
- 04. Dezember: Paul O’Neill, US-amerikanischer Politiker, ehemaliger Finanzminister der USA († 2020)
- 05. Dezember: Andrei Abramow, sowjetischer Boxer († 1994)
- 05. Dezember: Marise Chamberlain, australische Leichtathletin und Olympionikin († 2024)
- 05. Dezember: Kaj Ikast, dänischer Offizier und Politiker († 2020)
- 06. Dezember: F. David Mathews, US-amerikanischer Politiker
- 07. Dezember: Jean-Claude Casadesus, französischer Dirigent
- 07. Dezember: Hanspeter Lanig, deutscher Skirennläufer († 2022)
- 08. Dezember: Tatjana Satulowskaja, russische Schachspielerin († 2017)
- 08. Dezember: Hans-Jürgen Syberberg, deutscher Regisseur
- 10. Dezember: Joachim Hruschka, deutscher Rechtswissenschaftler (Rechtsphilosophie, Strafrecht) († 2017)
- 10. Dezember: Olegario Vázquez Raña, Olegario Vázquez Raña († 2025)
- 11. Dezember: Günther Bredehorn, deutscher Politiker
- 11. Dezember: Klaus Miesner, deutscher Handballspieler und -trainer († 1989)
- 11. Dezember: Ferdinand Alexander Porsche, deutscher Industriedesigner († 2012)
- 12. Dezember: Juhani Aaltonen, finnischer Jazzmusiker
- 13. Dezember: Hogan Wharton, US-amerikanischer American-Football-Spieler († 2008)
- 14. Dezember: Franz Adlkofer, deutscher Mediziner und Hochschullehrer († 2022)
- 14. Dezember: Bill Crofut, US-amerikanischer Banjospieler und Folksänger († 1999)
- 14. Dezember: Klaus Klingner, deutscher Politiker († 2024)
- 14. Dezember: Barbara Leigh-Hunt, britische Schauspielerin († 2024)
- 14. Dezember: Lee Remick, US-amerikanische Schauspielerin († 1991)
- 15. Dezember: Adnan Badran, jordanischer Akademiker und Politiker, Ministerpräsident
- 16. Dezember: Olaf Dinné, deutscher Politiker, Mitglied der Bremischen Bürgerschaft und einer der ersten grünen Abgeordneten in einem Landesparlament
- 16. Dezember: Nikos Sampson, zypriotischer Politiker, Präsident der Republik Zypern († 2001)
- 18. Dezember: Aimé Verhoeven, belgischer Ringer († 2021)
- 19. Dezember: Karl-Hans Arndt, deutscher Arzt, Chirurg und Sportmediziner († 2012)
- 19. Dezember: Syd Field, US-amerikanischer Sachbuchautor († 2013)
- 20. Dezember: Christopher Shaman Abba, nigerianischer Bischof († 2010)
- 21. Dezember: John G. Avildsen, US-amerikanischer Filmregisseur († 2017)
- 21. Dezember: Lorenzo Bandini, italienischer Automobilrennfahrer († 1967)
- 22. Dezember: Alfi Kabiljo, kroatischer Komponist († 2025)
- 23. Dezember: Hans Georg Anscheidt, deutscher Motorradrennfahrer
- 23. Dezember: Theophilus Beckford, jamaikanischer Pianist († 2001)
- 23. Dezember: Paul Hornung, US-amerikanischer American-Football-Spieler († 2020)
- 25. Dezember: Sadiq al-Mahdi, sudanesischer Politiker († 2020)
- 25. Dezember: Jonathan Beckwith, US-amerikanischer Biochemiker, Mikrobiologe und Genetiker
- 25. Dezember: Albín Brunovský, slowakischer Grafiker und Maler († 1997)
- 25. Dezember: Christa Hoffmann-Warns, deutsche Handballspielerin
- 25. Dezember: Susana Rinaldi, argentinische Schauspielerin und Sängerin
- 25. Dezember: Kazumi Watanabe, japanischer Leichtathlet († 2022)
- 26. Dezember: Bill Brack, kanadischer Automobilrennfahrer
- 26. Dezember: Stevie Chalmers, schottischer Fußballspieler († 2019)
- 26. Dezember: Gnassingbé Eyadéma, togolesischer Politiker und Präsident († 2005)
- 26. Dezember: Moisés Solana, mexikanischer Automobilrennfahrer († 1969)
- 29. Dezember: Hans-Dieter Weigel, deutscher Unternehmer und Automobilrennfahrer
- 30. Dezember: Omar Bongo, Präsident von Gabun (1967–2009) († 2009)
- 30. Dezember: Wolfgang Dauner, deutscher Keyboarder und Jazzpianist († 2020)
- 31. Dezember: Peter Herbolzheimer, deutscher Posaunist und Bandleader († 2010)
- 31. Dezember: Salman ibn Abd al-Aziz, saudischer König
- 000Dezember: Johann Abt, deutscher Motorrad- und Automobilrennfahrer († 2003)

### Genaues Geburtsdatum unbekannt
- Rennie Airth, südafrikanischer Schriftsteller
- Andy Anderson, US-amerikanischer Rockabilly-Musiker
- Nguyên Trong Anh, französischer Chemiker
- Humbert Augustynowicz, österreichischer Jazzpianist
- Klaus Bergatt, deutscher Schauspieler und Synchronsprecher († 2001)
- Margot Bernice Ashwin, neuseeländische Botanikerin († 1992)
- Carlo Bruno, italienischer Pianist und Komponist
- Jesús Martínez de Bujanda, spanisch-kanadischer Historiker
- Teresa Burga, peruanische bildende Künstlerin († 2021)
- Wolfgang Cajar, deutscher Heimatforscher
- Carlos D’Alessio, argentinischer Komponist von Filmmusik († 1992)
- June Finlayson, australische Journalistin, Schönheitskönigin und Rundfunkmoderatorin († 1979)
- Youssof Kohzad, afghanischer Dichter, Schauspieler und Künstler und Schriftsteller
- Johannes Ortner, österreichischer Automobilrennfahrer
- Erich Schwandt, kanadischer Cembalist, Organist, Musikwissenschaftler und -pädagoge († 2017)
- Nora Wompi, Aborigines-Künstlerin († 2017)
- Christopher Beeby, neuseeländischer Diplomat, Jurist und Mitglied des WTO Appellate Body († 2000)

## Gestorben

### Januar/Februar
- 05. Januar: Siegfried Schneider, deutscher Franziskaner und Verfasser christlicher Literatur, bekannt als „Krippenpater“ (* 1894)
- 10. Januar: Edwin Flack, australischer Leichtathlet und Olympiateilnehmer (* 1873)
- 11. Januar: Carl Paal, deutsch-österreichischer Chemiker (* 1860)
- 16. Januar: Ma Barker, US-amerikanische Kriminelle (* 1873)
- 16. Januar: Franklin S. Billings, US-amerikanischer Politiker (* 1862)
- 16. Januar: Carl Leid, deutscher Politiker (* 1867)
- 16. Januar: Wilhelm Schulze, deutscher Altphilologe und Indogermanist (* 1863)
- 16. Januar: Richard Wetz, deutscher Komponist und Musikpädagoge (* 1875)
- 19. Januar: Christian Hülsen, deutscher Archäologe (* 1858)
- 19. Januar: Marie-Louise Müller-Weiss, deutsche Hofopernsängerin (* 1876)
- 21. Januar: Robert Livingston Beeckman, US-amerikanischer Politiker (* 1866)
- 22. Januar: Zequinha de Abreu, brasilianischer Komponist und Instrumentalist (* 1880)
- 24. Januar: John Barton Payne, US-amerikanischer Politiker (* 1855)
- 27. Januar: Fritz Bopp, Schweizer Journalist, Dichter und Politiker (* 1863)
- 28. Januar: Michail Michailowitsch Ippolitow-Iwanow, russischer Komponist und Dirigent (* 1859)
- 28. Januar: Herbert James Hagerman, US-amerikanischer Politiker (* 1871)
- 28. Januar: Tsubouchi Shōyō, japanischer Dramatiker, Erzähler und Übersetzer (* 1859)
- 31. Januar: Otto Aichel, deutscher Embryologe, Anatom, Anthropologe und Hochschullehrer (* 1871)
- 31. Januar: Helene Glatzer, deutsche Widerstandskämpferin (* 1902)
- 31. Januar: Albert McIntire, US-amerikanischer Politiker (* 1853)

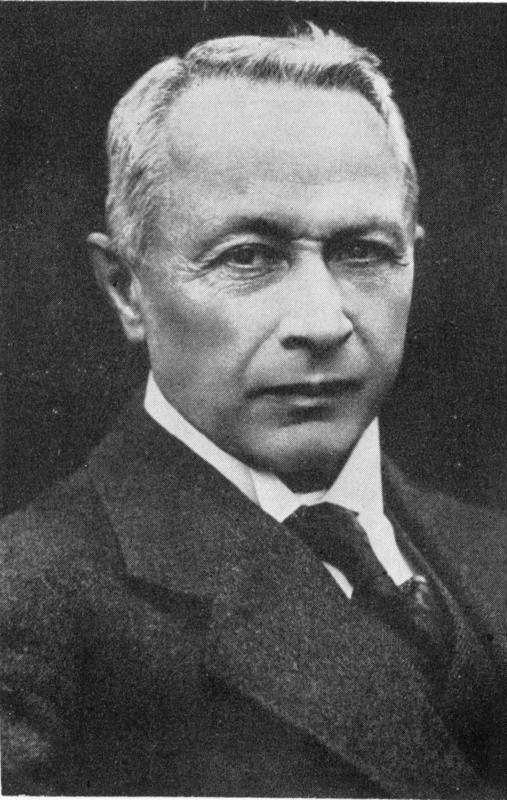
Hugo Junkers, 1920

- 03. Februar: Hugo Junkers, deutscher Flugzeugkonstrukteur (* 1859)
- 03. Februar: Quincas Laranjeiras, brasilianischer Gitarrist und Komponist (* 1873)
- 05. Februar: Max de Pourtalès, französischer Automobilrennfahrer (* 1893)
- 06. Februar: Anton von Premerstein, österreichischer Althistoriker und Papyrologe (* 1869)
- 06. Februar: Jackson Whipps Showalter, US-amerikanischer Schachspieler (* 1860)

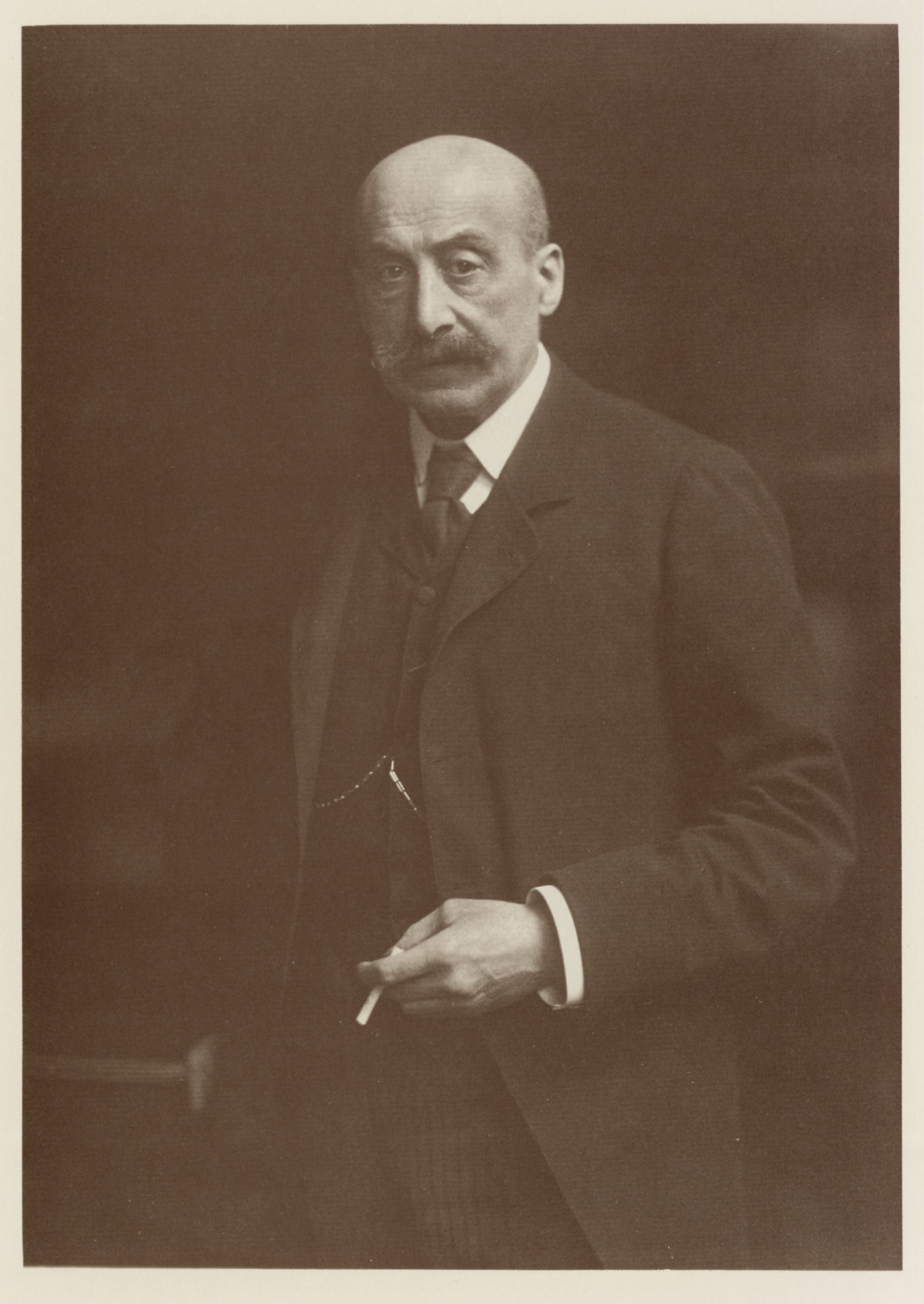
Max Liebermann, 1904

- 08. Februar: Max Liebermann, deutscher Maler und Grafiker (* 1847)
- 08. Februar: Johannes Lippmann, deutscher Maler und Lithograf (* 1858)
- 09. Februar: Karl Nef, Schweizer Musikwissenschaftler (* 1873)
- 12. Februar: Auguste Escoffier, französischer Meisterkoch (* 1846)
- 13. Februar: Herbert Allen Giles, britischer Sinologe (* 1845)
- 14. Februar: Antonius Mönch, deutscher Weihbischof (* 1870)
- 15. Februar: Pierre-Paulin Andrieu, französischer Erzbischof (* 1849)
- 17. Februar: Vincas Mickevičius-Kapsukas, litauischer KP-Politiker (* 1880)
- 18. Februar: Arturo Pellerano Alfau, dominikanischer Kaufmann und Journalist (* 1864)
- 19. Februar: Eugen Landau, deutscher Bankier, Industrieller und Philanthrop (* 1852)
- 23. Februar: Emma Adler, österreichische Journalistin und Schriftstellerin (* 1858)
- 26. Februar: John Victor Bergquist, US-amerikanischer Komponist und Organist (* 1877)
- 28. Februar: Chiquinha Gonzaga, brasilianische Pianistin und Komponistin (* 1847)
- 28. Februar: Alexander Willem Frederik Idenburg, Generalgouverneur von Niederländisch-Indien (* 1861)

### März/April
- 04. März: Silvia Andrea, Schweizer Schriftstellerin (* 1840)
- 08. März: Willibald Adam, deutscher Abt (* 1873)
- 08. März: Gustaw Gwozdecki, polnisch-französischer Bildhauer, Maler, Grafiker und Kunstschriftsteller (* 1880)
- 08. März: Malcolm R. Patterson, amerik. Politiker, Gouverneur von Tennessee (* 1861)
- 11. März: Yusuf Akçura, tatarisch-osmanischer Aktivist und Ideologe (* 1876)
- 12. März: Joseph Delmont, österreichischer Artist, Regisseur und Schriftsteller; erste Raubtierszenen der Filmgeschichte (* 1873)
- 13. März: Richard Mollier, Professor für angewandte Physik und Maschinenbau (* 1863)
- 16. März: John James Richard Macleod, kanadischer Physiologe (* 1876)
- 16. März: Aaron Nimzowitsch, lettischer Schachspieler und -theoretiker (* 1886)
- 17. März: William John Adie, australischer Neurologe (* 1886)
- 17. März: Mary Grant Carmichael, englische Komponistin (* 1851)

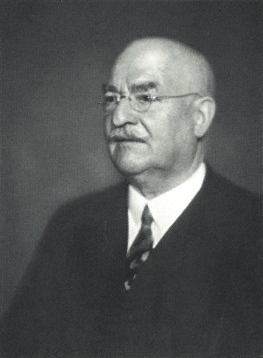
Carl Duisberg, um 1930

- 19. März: Carl Duisberg, Chemiker und Industrieller (* 1861)
- 20. März: Alice Bensheimer, deutsche Politikerin und Frauenrechtlerin (* 1864)
- 21. März: Marie Müller, österreichische Malerin (* 1847)
- 22. März: Alexander Moissi, österreichischer Schauspieler (* 1879)
- 25. März: Percy Moran, US-amerikanischer Maler (* 1862)
- 26. März: Yosano Tekkan, japanischer Lyriker und Literaturkritiker (* 1873)
- 27. März: Helene Gries-Danican, deutsche Malerin (* 1874)
- 29. März: Tina Kofler, österreichische Grafikerin und Malerin (* 1872)
- 30. März: Edwin Hunter, US-amerikanischer Tennisspieler (* 1874)
- 01. April: Dora Fabian, deutsche Sozialistin und Journalistin (* 1901)
- 03. April: Johanna Huber, deutsche Lehrerin, Kindergärtnerin, Fach- sowie Kinderliteraturschriftstellerin (* 1869)
- 06. April: Edwin Arlington Robinson, US-amerikanischer Dichter (* 1869)
- 06. April: Edward Curtis Smith, US-amerikanischer Politiker (* 1854)
- 07. April: Raquel Liberman, russisch-jüdische Prostituierte in Argentinien (* 1900)
- 09. April: Frank C. Archibald, US-amerikanischer Jurist und Politiker (* 1857)
- 10. April: Rosa Campbell Praed, australische Schriftstellerin (* 1851)
- 11. April: Anna Katharine Rohlfs, US-amerikanische Schriftstellerin (* 1846)

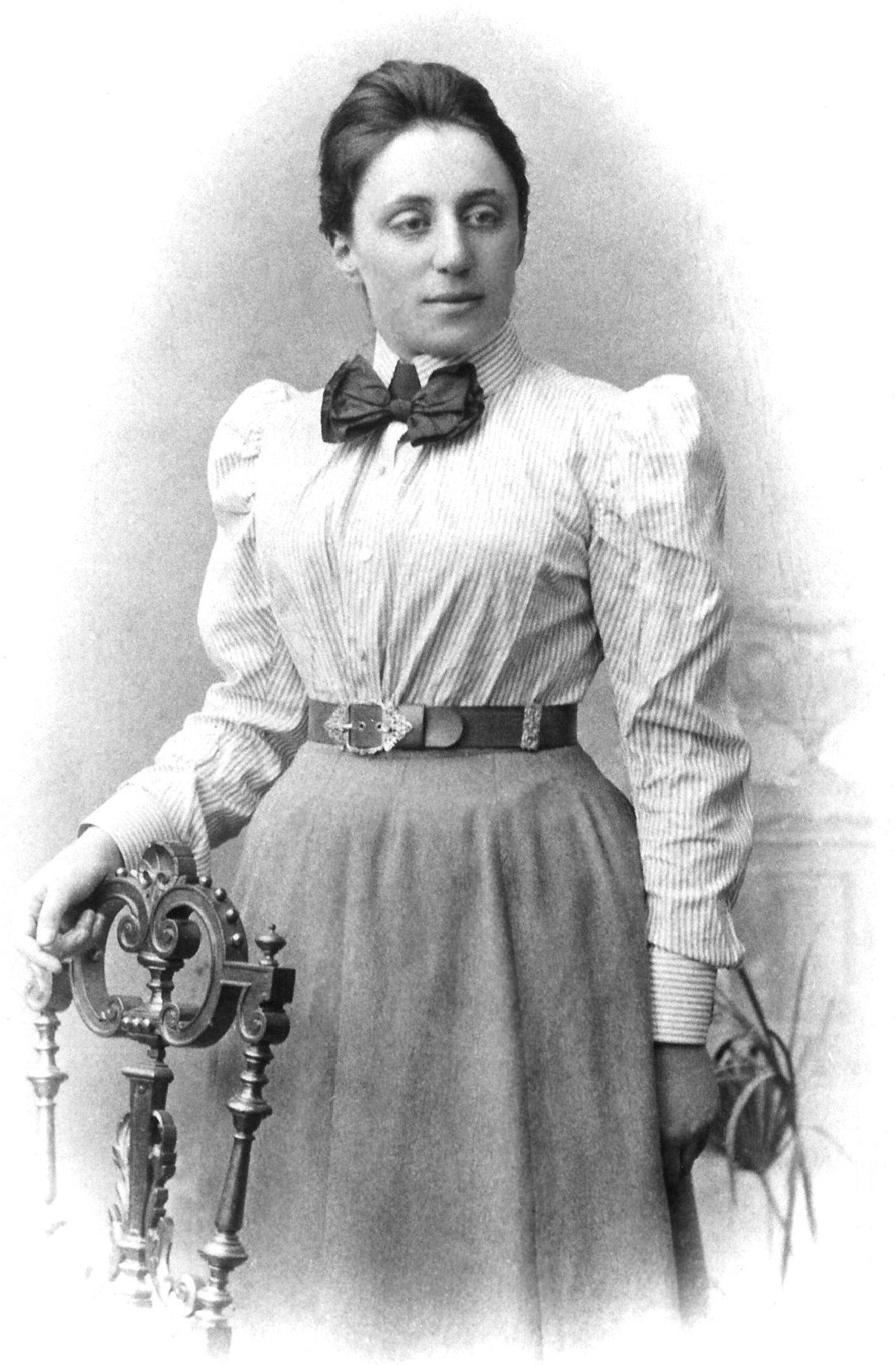
Emmy Noether

- 14. April: Emmy Noether, deutsche Mathematikerin (* 1882)
- 15. April: Anna Kirstine Brøndum Ancher, dänische Malerin (* 1859)
- 20. April: Wilhelm Lattmann, deutscher Politiker (* 1864)
- 22. April: Magdalene von Prince, deutsche Kolonialistin und Plantagenbesitzerin (* 1870)
- 23. April: Wanda von Debschitz-Kunowski, deutsche Porträt-Fotografin (* 1870)
- 28. April: Alfred I. du Pont, US-amerikanischer Unternehmer (* 1864)
- 29. April: Leroy Carr, US-amerikanischer Blues-Musiker (* 1905)

### Mai/Juni
- 01. Mai: Henri Pélissier, französischer Radrennfahrer (* 1889)
- 02. Mai: Philipp Siesmayer, deutscher Gartenarchitekt (* 1862)
- 04. Mai: August Asmuth, deutscher Politiker (* 1884)
- 05. Mai: Robert Battagliola, französischer Automobilrennfahrer (* 1896)
- 06. Mai: Bronson M. Cutting, US-amerikanischer Politiker (* 1888)
- 07. Mai: Charles Gordon-Lennox, 8. Duke of Richmond, britischer Adliger (* 1870)
- 08. Mai: Emil Ertl, österreichischer Dichter und Schriftsteller (* 1860)
- 10. Mai: Herbert Witherspoon, US-amerikanischer Sänger, Gesangspädagoge und Theatermanager (* 1873)
- 12. Mai: Józef Piłsudski, polnischer Marschall und Diktator (* 1867)
- 14. Mai: Magnus Hirschfeld, deutscher Nervenarzt und Vorreiter der Homosexuellen-Bewegung (* 1868)

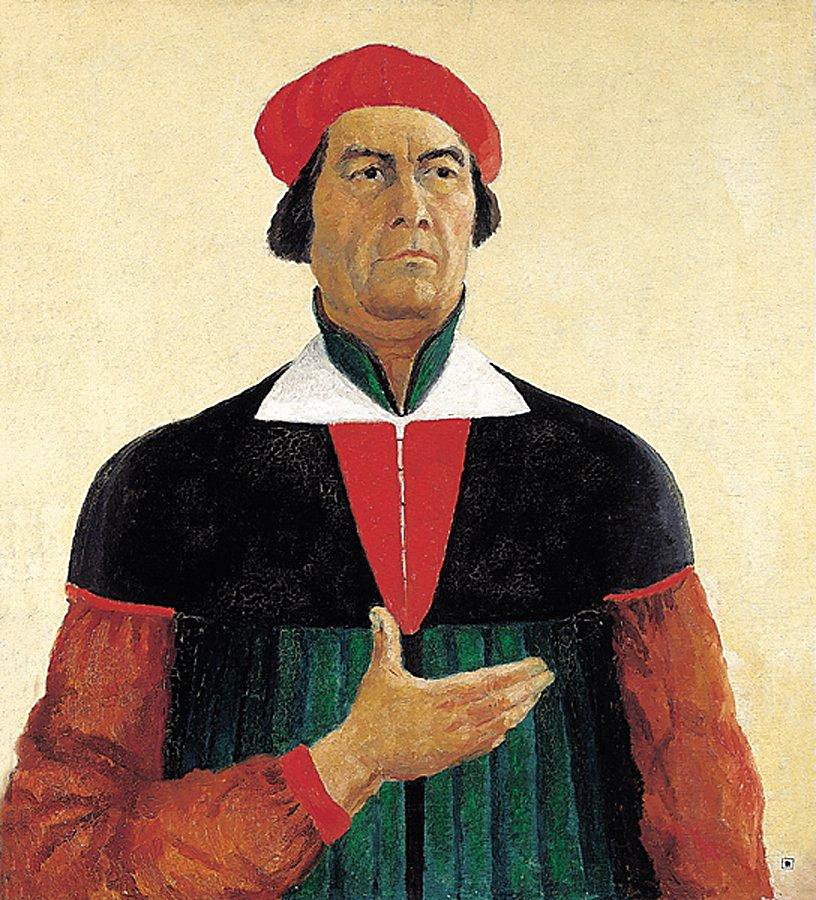
Selbstporträt Kasimir Malewitsch, 1933

- 15. Mai: Kasimir Malewitsch, ukrainischer Maler der „futuristischen“ Malerei (* 1879)
- 17. Mai: Paul Dukas, französischer Komponist (* 1865)
- 19. Mai: Thomas E. Lawrence, britischer Geheimagent und Archäologe (* 1888)
- 19. Mai: Charles Martin Loeffler, deutsch-amerikanischer Komponist, Geiger und Bratscher (* 1861)
- 20. Mai: Wilhelm Friedle, Betriebsdirektor der Daimler-Benz AG, brachte das Fließband nach Deutschland (* 1889)
- 21. Mai: Jane Addams, Feministin und engagierte Journalistin der Friedensbewegung (* 1860)

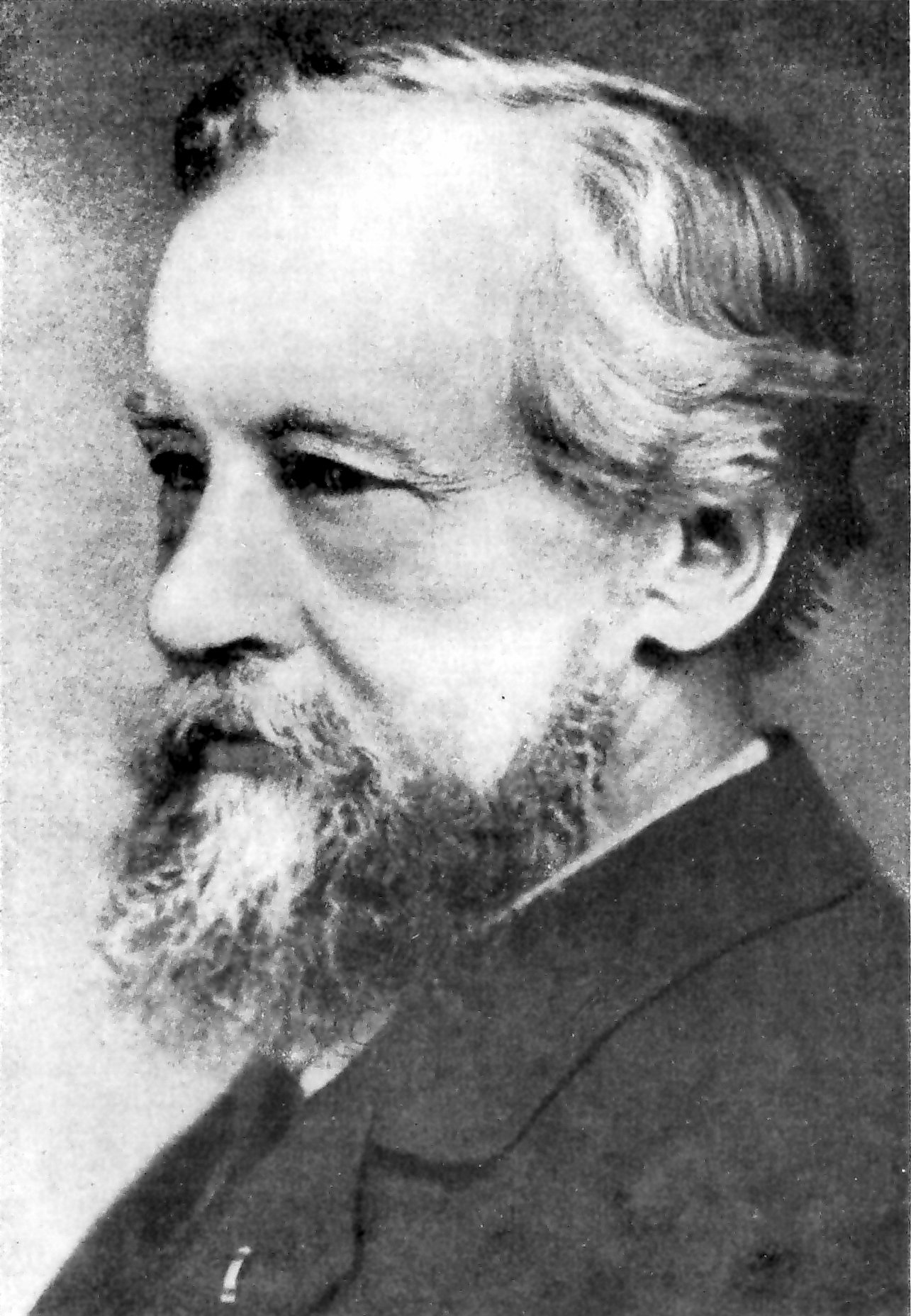
Hugo de Vries

- 21. Mai: Hugo de Vries, niederländischer Biologe (* 1848)
- 23. Mai: Jane Misme, französische Feministin (* 1865)
- 29. Mai: René Dély, französischer Automobilrennfahrer (* 1888)
- 29. Mai: Josef Suk, tschechischer Komponist (* 1874)
- 30. Mai: Leberecht Migge, deutscher Landschaftsarchitekt (* 1881)
- 01. Juni: Hermann Bendix, deutscher Pädagoge, Kantor und Komponist (* 1859)
- 04. Juni: Raban Adelmann von Adelmannsfelden, deutscher Ministerialbeamter und Diplomat (* 1877)
- 06. Juni: Hans Bader, Schweizer evangelischer Geistlicher (* 1875)
- 07. Juni: Iwan Wladimirowitsch Mitschurin, russischer Botaniker und Pflanzenzüchter (* 1855)
- 07. Juni: Carl Pauen, deutscher Moderner Fünfkämpfer (* 1859).
- 07. Juni: Heinrich Welsch, deutscher Lehrer (* 1848)
- 10. Juni: Fausta Labia, italienische Opernsängerin (* 1870)
- 11. Juni: Johannes Geffcken, deutscher Altphilologe (* 1861)
- 13. Juni: Franz von Mendelssohn, deutscher Bankier und Wirtschaftsfunktionär (* 1865)
- 21. Juni: Angus McLean, US-amerikanischer Politiker (* 1870)
- 22. Juni: Szymon Askenazy, polnischer Historiker, Diplomat und Politiker (* 1866)
- 24. Juni: Wilhelm von Bismarck, deutscher Politiker (* 1867)
- 24. Juni: Carlos Gardel, argentinischer Tangosänger (* 1890)
- 24. Juni: Louis Sire, französischer Automobilrennfahrer (* 1875)
- 25. Juni: Erich Schultz-Ewerth, deutscher Kolonialbeamter und Schriftsteller (* 1870)
- 29. Juni: Hayashi Fubō, japanischer Schriftsteller (* 1900)

### Juli/August
- 01. Juli: Arthur Arz von Straußenburg, österreichisch-ungarischer Berufsoffizier (* 1857)
- 01. Juli: Hans von Pezold, deutscher Sanitätsoffizier und Sexualpädagoge (* 1870)
- 03. Juli: André Citroën, französischer Automobilkonstrukteur (* 1878)
- 07. Juli: Jean Desvignes, französischer Automobilrennfahrer (* 1935)
- 08. Juli: Albert Ahn, deutscher Verleger und Industrieller (* 1867)
- 08. Juli: Ignát Herrmann, tschechischer Schriftsteller, Humorist und Redakteur (* 1854)
- 09. Juli: John Møller, grönländischer Fotograf, Buchdrucker, Dolmetscher, Ornithologe, Expeditionsteilnehmer und Landesrat (* 1867)
- 12. Juli: Alfred Dreyfus, französischer Offizier (* 1859)
- 14. Juli: Edoardo Agnelli, italienischer Großindustrieller und Vizepräsident von Fiat (* 1892)
- 16. Juli: Karl Dieterich, deutscher Sprachwissenschaftler und Literaturhistoriker (* 1869)
- 16. Juli: Annie Smith Peck, US-amerikanische Bergsteigerin (* 1850)
- 17. Juli: Francis Maclennan, US-amerikanischer Sänger (* 1873)
- 19. Juli: Lujo Adamović, kroatischer Botaniker und Pflanzensammler (* 1864)
- 24. Juli: Hugo Johann Asbach, deutscher Weinbrand-Fabrikant (* 1868)
- 24. Juli: Friedrich August Ferdinand Christian Went, niederländischer Botaniker (* 1863)
- 26. Juli: Gil Andersen, norwegisch-US-amerikanischer Ingenieur, Automobilrennfahrer und Automobilmanager (* 1879)
- 26. Juli: Käthe Paulus, deutsche Fallschirmspringerin (* 1868)
- 30. Juli: Adolf Damaschke, Pädagoge und ein Führer der Bodenreformbewegung (* 1865)
- 31. Juli: Georg Baur, deutscher Unternehmer (* 1859)
- 000Juli: Edwin T. McKnight, US-amerikanischer Politiker kanadischer Herkunft (* 1869)
- 01. August: Hellmut von Gerlach, deutscher Politiker und Publizist (* 1866)
- 06. August: Karl Illner, österreichischer Flugpionier (* 1877)
- 08. August: Nathan P. Bryan, US-amerikanischer Politiker (* 1872)
- 10. August: Jasper Bisbee, US-amerikanischer Old-Time-Musiker (* 1843)
- 15. August: Adauctus Aurélio de Miranda Henriques, brasilianischer Erzbischof (* 1855)
- 15. August: Paul Signac, französischer Maler und Grafiker (* 1863)
- 17. August: Charlotte Perkins Gilman, US-amerikanische Schriftstellerin und Frauenrecht (* 1860)
- 21. August: Josef Cyrill Sychra, tschechischer Komponist, Organist, Chorleiter und Musikpädagoge (* 1859)
- 25. August: Thomas Alva Edison jr., US-amerikanischer Erfinder (* 1876)
- 25. August: Frank H. Hitchcock, US-amerikanischer Politiker (* 1867)
- 27. August: Otto Schott, deutscher Chemiker und Glastechniker (* 1851)
- 29. August: Carl Andres, deutscher Gutsbesitzer, Weinbaulobbyist und Politiker (* 1876)
- 29. August: Astrid Sofia Lovisa Thyra von Schweden, Königin der Belgier (* 1905)
- 30. August: Henri Barbusse, französischer Dichter (* 1873)

### September/Oktober
- 07. September: Per Winge, norwegischer Komponist, Dirigent, Pianist und Organist (* 1858)
- 10. September: Huey Pierce Long, US-amerikanischer Politiker, Gouverneur und Senator von Louisiana (* 1893)
- 10. September: Simeon S. Pennewill, US-amerikanischer Politiker (* 1867)
- 18. September: Oswald Galle, deutscher Maler und Plastiker (* 1868)
- 19. September: Konstantin Ziolkowski, russischer Raumfahrtpionier (* 1857)
- 20. September: Amy Sherwin, australische Opernsängerin (* 1855)
- 20. September: Hermanus Frederik Roll, niederländischer Arzt (* 1867)
- 22. September: Hippolyte Lefèbvre, französischer Bildhauer (* 1863)
- 22. September: Paul Matting, deutscher Verwaltungsjurist und Mitglied des Preußischen Herrenhauses (* 1859)
- 22. September: Carl Schroeder, deutscher Cellist, Komponist, Dirigent sowie Hofkapellmeister (* 1848)
- 26. September: Andy Adams, US-amerikanischer Schriftsteller (* 1859)
- 28. September: Italo Azzoni, italienischer Komponist, Pianist, Dirigent und Musikpädagoge (* 1853)
- 28. September: Hans Baluschek, deutscher Maler, Graphiker und Schriftsteller (* 1870)
- 30. September: Rudolf Presber, deutscher Schriftsteller und Journalist (* 1868)
- 01. Oktober: Wladimir Giljarowski, russischer Publizist und Schriftsteller (* 1855)
- 02. Oktober: Hermann Krukenberg, deutscher Arzt (* 1863)
- 04. Oktober: Marie Gutheil-Schoder, deutsche Opernsängerin (* 1874)
- 04. Oktober: Georg Gröne, deutscher Bildhauer (* 1864)
- 08. Oktober: Hans Tropsch, deutscher Chemiker (* 1889)
- 10. Oktober: Heinrich Gustav Arnhold, deutscher Bankier, Sammler, Mäzen und Esperantist (* 1885)
- 11. Oktober: Steele Rudd, australischer Schriftsteller (* 1868)
- 13. Oktober: Marcel Ballot, französischer Automobilrennfahrer (* 1900)
- 15. Oktober: Werner Abel, deutscher Journalist (* 1902)
- 20. Oktober: Arthur Henderson, britischer Politiker (* 1863)
- 22. Oktober: Joseph De Luca, italienisch-amerikanischer Musiker (* 1890)
- 23. Oktober: Johannes Eduard Franz Bölsche, deutscher Musiker und Komponist (* 1869)
- 24. Oktober: Otto Berman, US-amerikanischer Mafioso (* 1889)
- 24. Oktober: Dutch Schultz, US-amerikanischer Mafioso (* 1901)
- 26. Oktober: Ákos Buttykay, ungarischer Komponist (* 1871)
- 28. Oktober: Albert Grünwedel, deutscher Indologe und Tibetologe (* 1856)

### November/Dezember
- 02. November: Rudolf Steinweg, deutscher Automobilrennfahrer (* 1888)
- 02. November: Themistocles Żammit, maltesischer Forscher (* 1864)
- 04. November: Miklós Radnai, ungarischer Komponist (* 1892)
- 07. November: Emil Hardmeier, Schweizer Lehrer und Politiker (* 1870)
- 09. November: Walter L. Fisher, US-amerikanischer Politiker (* 1862)
- 13. November: Paul Raschein, Schweizer Landwirt, Jurist und Politiker (* 1864)
- 16. November: Kurt Schindler, deutsch-US-amerikanischer Dirigent und Komponist (* 1882)
- 19. November: Hermann Dechent, deutscher evangelischer Theologe und Pfarrer (* 1850)
- 22. November: Eberhard Arnold, deutscher Theologe, Philosoph, Pädagoge und Publizist (* 1883)
- 25. November: Anastasia Nikolajewna von Montenegro, Adelige (* 1868)
- 25. November: Iyasu V., ungekrönter Kaiser von Äthiopien (* 1897)
- 26. November: Paul Gisevius, deutscher Agrarwissenschaftler (* 1858)
- 26. November: Paul Askonas, österreichischer Schauspieler (* 1872)
- 28. November: Erich Moritz von Hornbostel, österreichischer Musikethnologe (* 1877)
- 29. November: Theodor von Hassel, deutscher Offizier und Landwirt (* 1868)
- 30. November: Fernando Pessoa, portugiesischer Dichter (* 1888)
- 00. November: Charlie Green, US-amerikanischer Blues- und Jazz-Posaunist (* um 1895)
- 01. Dezember: Bernhard Schmidt, Optiker, Erfinder des Schmidt-Teleskops (* 1879)
- 03. Dezember: Milman Parry, US-amerikanischer Altphilologe und Homer-Forscher (* 1902)
- 04. Dezember: Charles Richet, französischer Mediziner und Nobelpreisträger (* 1850)
- 08. Dezember: Albert Jesionek, deutscher Dermatologe und Hochschullehrer (* 1870)
- 08. Dezember: Charlotte Niese, deutsche Schriftstellerin (* 1854)

Minna Bollmann

- 09. Dezember: Minna Bollmann, deutsche Politikerin (SPD), Mitglied der Weimarer Nationalversammlung und Widerstandskämpferin (* 1876)
- 13. Dezember: Victor Grignard, französischer Chemiker (* 1871)
- 14. Dezember: Stanley G. Weinbaum, US-amerikanischer Science-Fiction-Schriftsteller (* 1902)
- 16. November: Félix José de Augusta, deutscher Chirurg, Missionar und Sprachwissenschaftler (* 1860)
- 16. Dezember: Thelma Todd, US-amerikanische Schauspielerin (* 1906)
- 17. Dezember: Juan Vicente Gómez, venezolanischer Diktator (* 1857)
- 19. Dezember: James Buchanan Aurig, deutscher Fotograf (* 1857)

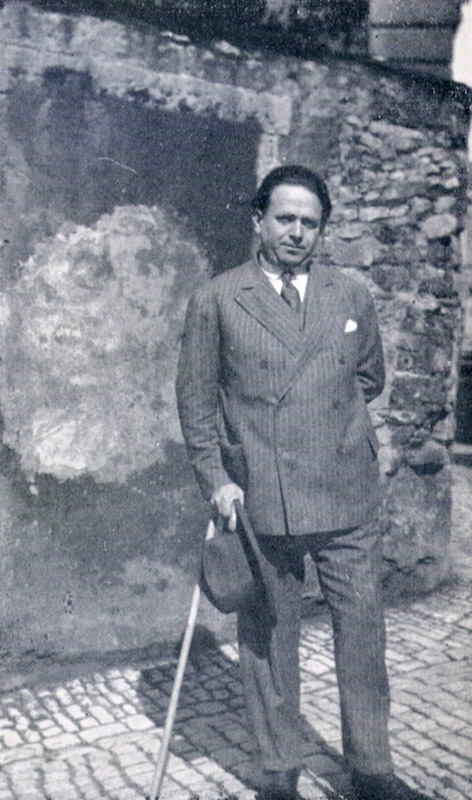
Kurt Tucholsky, 1928

- 21. Dezember: Kurt Tucholsky, deutscher Journalist und Schriftsteller (* 1890)
- 24. Dezember: Alban Berg, österreichischer Komponist (* 1885)
- 25. Dezember: Paul Bourget, französischer Schriftsteller (* 1852)
- 26. Dezember: Charles Brough, US-amerikanischer Politiker (* 1876)
- 31. Dezember: Edmund Brückner, deutscher Diplomat und Ministerialbeamter (* 1871)

### Genaues Todesdatum unbekannt
- John Frederick Abercromby, britischer Golfarchitekt (* 1861)
- Emile Appay, französischer Landschaftsmaler und Aquarellist (* 1876)
- Martiniano Leguizamón, argentinischer Schriftsteller (* 1853)
- Hassan Pirnia, iranischer Politiker und Premierminister Irans (* 1872)
- Otto Rabbethge, deutscher Landwirt und Zuckerfabrikbesitzer (* 1874)